# 朝鲜战争
朝鲜战争是1950年至1953年期间，位于朝鮮半島上的朝鮮民主主義人民共和國進攻大韓民國引發的战争，战争爆发后16國組成的聯合國軍（以美軍為主力）出兵支持韓國，中华人民共和国以中国人民志愿军的名义出兵支持朝鲜，苏联则通过军事物资支援与空军支持出兵朝鲜，使战争升级为影响东亚地缘政治的区域性冲突，同时也令此战成为自中国的第二次国共内战后冷战时期东西方阵营间的第二场代理人战争。
在三八线发生冲突及南部发生濟州四·三事件后，朝鮮人民軍于1950年6月25日跨越三八线南下与大韩民国国军作战，战争开始，联合国军與中国人民志愿军先後參戰，最终于1953年7月27日在板门店签署《朝鲜停战协定》，根据停战时实际控制线建立朝韩非军事区作缓冲地带。朝鲜半岛南北双方仍有外交冲突和军事对峙，持续至今。
美国于朝鲜战争期间部署第七舰队巡防台湾海峡，阻止中国人民解放军进攻台湾，令第二次国共内战从热战转变为对峙状态，并形成至今的兩岸对峙格局，影响东亚的地缘政治。同时，朝鲜战争所产生的物资需求为原本作为第二次世界大战战败国的日本带来特需景气，令其脱离战后混乱期得以重新发展国民经济。
停战逾25年、冷戰局势开始緩和后，联合国及大多数國家逐渐改变并同时承认朝鲜、韩国两个政权，而不介入双方的领土争端。有鉴于此，联合国于1991年同时接纳南北雙方各自加入并成为联合国会员国。朝鲜战争导致的总死亡人数约为300万，其中平民死亡比例高于第二次世界大战及后来的越南战争。战争几乎摧毁了朝鲜半岛所有主要城市，朝鲜半岛原来的历史都城平壤被夷为平地，参战双方进行了数千起大屠杀，韩国屠杀了数万名疑似共产党员，而朝鲜也以酷刑及强行劳改虐待战俘。

## 名称
這場戰爭在不同国家或地区，因立場及意識形態有著不同的名称：朝鲜称之为“祖国解放战争”（朝鲜语：／）:5210；南韓称之为“六二五事变”（／）、“六二五动乱”（／）或“韩国战争”（韩语：／）；中国大陆和日本稱之為“朝鲜战争”（日語：朝鮮戦争）；台湾、香港、澳门和新加坡稱之為「韓戰」；而美国稱之为「朝鲜战争、韩战」（Korean War），或者“朝鲜冲突”（Korean Conflict）。
需要注意的是，中华人民共和国政府及学界语境中的“抗美援朝战争”，是指1950年10月25日中国人民志愿军参战后到《朝鲜停战协定》生效期间的历史时期。而1950年6月25日至10月期间的朝鲜人民军与韩国国军之间的战斗，则被中华人民共和国政府称之为“朝鲜内战”。
此外，由于朝鲜战争在第二次世界大战和越南战争兩大戰爭之间发生而相對不被重视，在美國和英國亦以“被遗忘的战争”指代该战争。威廉·埃夫里爾·哈里曼稱朝鮮戰爭為「一場苦澀的小戰爭」；哈里·杜魯門則稱是一場「警察行動」:引言第5頁。美國共和黨稱其為「本世紀外交政策的大錯」。

## 背景
近代以前，中國、日本、朝鮮王朝之間已經存在國家間之交往，同時民間領域之交流也在頻繁展開:2。1873年，日本政府內「征韓論」呼聲高漲，然而由於主張先解決國內問題之人掌握主導權，「征韓論」沒有付諸行動:24。中日甲午戰爭後，日本一躍成為亞洲強國，開始躋身列強行列；但由於加快對外侵略擴張，引起西方列強不安:27。1896年俄羅斯帝國出兵入漢城，重創了朝鮮王朝親日派，次年親俄的大韩帝国成立，朝鲜改称韩国；同年日俄兩國達成了羅拔諾甫-山縣協議，以三八线平分朝鮮半島。1904年，日俄戰爭爆發，大韓帝國宣佈局外中立，但戰爭爆發後不到15天，日本政府便迫使其允許日軍在朝鮮使用需要之地區:58。通過慘絕人寰之軍事作戰鎮壓義兵運動後，日本於1910年8月22日將朝鮮強制合併:59。1930年代末，蘇聯出於「安全原因」，把居住與中國東北地區接壤之沿海各省近15萬朝鮮族遷移到蘇聯內地:11。1942年，大韓民國臨時政府投票罷免李承晚的總統職務，選舉金九在中國政治避難接替:13。
第二次世界大战期间，中美英三國首先在開羅會議提出朝鮮地區獨立的主張，羅斯福、丘吉爾和蔣介石發表公報：「軫念遭受奴役的朝鮮人民，前述的三大國（美國、英國和中國）決定在適當的時候給予朝鮮自由和獨立。」:14後來美国和蘇聯又在德黑兰会议上同意朝鲜半岛在“适当的时候”应实现独立:第一章。
1945年2月4日，丘吉爾、羅斯福、斯大林在雅爾塔會議碓定二戰後的世界格局，討論擊敗、占領、管制德國等問題，並秘密約定朝鮮問題:8。8月15日，杜魯門致電斯大林，通報已由他批准給盟軍最高司令麥克阿瑟有關日本武裝部隊投降細節「總命令第一號」，內容之一是以三八线為分界線，確定美蘇在朝鮮半島之受降區域:37。裕仁天皇广播宣布日本投降后提交苏联，16日得到苏联认可的回复，即刻列入《一般命令第一號》，并于17日由杜魯門核准签发。8月24日，滅了滿洲國的苏军占领朝鮮半島北部後在三八线停止进军。 美、蘇軍隊分別以北緯38度綫為界，進駐朝鮮半島三八綫南北地區:7。9月2日，根據盟國協議，盟軍最高司令官麥克阿瑟在第一號指令中，以三八綫為界，美軍、蘇軍分別受理駐朝日軍投降，以北為駐朝蘇軍受降區，以南為美軍受降區:10。9月8日，美军第7步兵師在仁川登陆:20，並成立駐韓美國陸軍司令部軍政廳進行統治。三八线以北面积占朝鲜半岛总面积的57％，人口900萬，為工业区；南部占总面积的43％，人口2,100萬，為農業區:20。美国一开始任用日本殖民时期的行政人员，激起當地人的不满，之后駐韓美軍开始起用美国人替代日本人:第一章。北部地区则以金日成为首成立朝鲜劳动党（由朝鲜共产党和新民党合并而成）。1946年2月8日，在蘇聯佔領當局主持下，召開北方各道、市、郡人民委員會代表及各政黨組織代表大會，成立北朝鲜临时人民委员会作為中央政權機關，金日成當選為委員長:49。
1946年2月，美軍佔領當局成立「民主議院」作為臨時權力機構，李承晚為議長:49。為平息民眾對托管和軍政府之不滿，美國軍政府於12月成立臨時立法議院:54。
1947年10月，美國要求聯合國成立一個委員會，在朝鮮地區全境舉行選舉:26。11月14日，美国将朝鲜问题提交联合国，在苏联因中國代表權问题抵制联合国的情况下，联合国大会通过112號决议，决定由联合国朝鲜临时委员会（后改稱聯合國朝鲜問題委員會）监督，在美苏管辖区同时举行选举，然后美苏军队撤出朝鲜半岛，由当地人民自行管理自己的国家。苏联代表宣布不承认临时委员会，并拒绝参加该议案的表决:55。
1948年4月，濟州約3万人被韩国軍警杀害（濟州四·三事件）。5月10日:26，美軍占領的朝鲜半岛南部在联合国委员会的監督下选举國會，在左派组织抵制下，选举投票率是95.5%。李承晚獲選為代表漢城的國民議會議員，5月31日國民議會公推李承晚擔任議長，7月17日頒佈憲法，7月20日當選總統:26。8月15日，大韩民国政府宣布成立:55。9月9日，苏联宣布成立金日成为總理的政府:27。9月10日，朝鲜民主主义人民共和国成立，苏联立即承认:55。12月12日，联合国大会通过195號决议，承认大韩民国是“朝鲜境內唯一依法选举之政府”。蘇聯揚言打算在年底前將所有蘇軍撤離朝鮮半島北部，並建議美軍同時撤離南方；12月，參謀長聯席會議決定暫留1團美軍約7,500人，同時表明不會無限期駐扎:27。
1949年12月16日，毛澤東與斯大林在莫斯科會談，討論中國對和平穩定時期的需求及國際和平的前景。毛澤東表示，中國急需三至五年的和平期，以恢復經濟、穩定局勢，並希望了解當前的國際和平形勢，以確保穩定的外部環境。斯大林回應，蘇聯與中國同樣致力於維護和平，並對當時的國際形勢進行分析。斯大林認為，日本尚未恢復實力，不具備威脅；美國雖然有戰爭言論，但避免真正捲入衝突；歐洲也因戰爭創傷深重，對再起戰火抱持恐懼。因此，他判斷中國面臨的直接外部威脅較小，並強調只要雙方共同努力，和平不僅能維持五至十年，甚至可能延續至二十年或更長時間。:167-168

### 战前南北对峙
1948年2月，朝鮮北方正式宣告朝鮮人民軍建立，並在平壤舉行第一次閱兵式:54。而南方的「大韓民國國軍」（韓國軍），其由美軍政時期的南朝鮮國防警備隊（陸軍前身）和海岸警備隊（海軍前身）合併而成，共8个师。1950年春時，兵力为9.8万人。韓國國軍受舊日軍影响较大，核心将领除个别来自满洲国军以外，主要毕业于日本陆军士官学校，大部分军士曾在日军中当兵，士兵除了曾在日军中服役的以外，还有原日治时期的警察:11。僅有少數官兵出身自韓國光復軍或是中國國民革命軍（包括改組後的中華民國國軍）。
1948年底，苏占领军撤离。1949年6月30日，最後一批美軍按期乘船撤離，只留下顧問團:30。威廉·羅伯茨准將指揮的軍事顧問團共有官兵472人:34。南北方围绕统一的矛盾日益激化，互相以小分队袭击对方边境，在分界线附近经常发生小规模战斗。此外，韩国还组建了虎林部队到北朝鲜地区搞刺杀爆破挑起战争等行为。由于李承晚声称要北上统一朝鲜半岛，美国严格限制对韓國的援助种类。韓國國軍中配有500名駐韓美軍顧問團，武器仅装备轻武器和轻型火炮，没有飞机和坦克等重型装备。美国希望韓國國軍能够抵御北方的攻击，但限制其主动對北攻击的装备能力。韩国的軍事部隊建立于1946年，與此相比，自1946年起在苏联帮助下組建、1948年2月成立的朝鲜人民军，有几千名經蘇聯培訓的军官、及蘇聯提供的现代化武器装备，每个师约配有15名苏军顾问。至1949年6月，朝鲜人民军的步兵共有3个师和1个旅。1949年4月，苏联情报认为在5月美军撤离后，韩国準備在6月北伐。斯大林在給予朝鲜軍事援助的同時，建议朝鲜向中國人民解放軍尋求兵員上的支持。朝鲜向中共中央请求让中国人民解放军中在中国大陸参加第二次国共内战的朝鲜族回國，得到中共中央委员会主席毛泽东的同意。从1949年7月至1950年8月，在解放军中服役的朝鲜族部队近5万人先后返回朝鲜半岛加入人民军。到战争前夕的1950年春，朝鮮人民軍规模约13.5万人，装有苏制T34坦克和重型火炮:26。到6月战争爆发前，朝鲜人民军的总兵力扩充到10个师、1个坦克旅、1个摩托车团、1个炮兵团和1个高炮团，共17.5万人。人民军的核心力量为从苏联和中国大陸返回的官兵，日本陆军和满洲国军队出身的极少:10。
1949年，由于双方冲突摩擦与日俱增，金日成开始奔走于莫斯科和北京间要求聯合发动战争武力统一朝鲜半岛。
1949年4月30日朝鲜人民军总政治部主任金一訪問中國，索要中国人民解放军编成内的朝鲜族部队及装备，毛泽东答应中國人民解放軍的三个朝鲜师可以全副武装移交给朝鲜政府。1950年1月中旬，人民军总参谋部作战部长金光侠到中国接收了被單獨抽編的中国人民解放軍四野朝鲜族部队（一个师又一个团）以及包括炮兵裝備在內的所有武器配備。这些兵员是抗日战争以及國共內战时期加入中國共產黨領導下的軍隊的朝鲜族；据1949年12月29日聂荣臻給正在外訪的毛澤東電文，四野司令員林彪反映有些在各部队服役的朝鲜族官兵在部队南下后出现思想波动，要求回国（朝鮮）；林彪提出「为了朝鲜人民的利益，考虑把这些经过训练的干部送回朝鲜」。但實際组织朝鲜族官兵回国是在整个解放军部队展开，時間為1950年1月至6月。据沈志華所著《最後的「天朝」：毛澤東、金日成與中朝關係(1945─1976)》說明，朝鲜族官兵回国与后来发生的朝鲜战争并没有直接关系。斯大林與金日成確定采取武力行动解决朝鲜半岛统一问题是4月中旬，1950年1月31日前一直反對；毛泽东同意金一的请求以及批准林彪关于送朝鲜族部队回国的建议，均发生在1950年1月底之前。毛泽东当时要准备台海战争，不想插手朝鲜事务，只是安排了上述的三个师入朝，因此并不支持金日成发动战争。10月21日毛泽东曾给斯大林发过一封电报，大意是说，北韩同志想透过武力解决南朝鲜问题，中国领导人劝阻他们不要这样做。
1949年12月30日，美國國家安全委員會和美國總統杜魯門批准第48/2號文件，採用「遏制」政策對付蘇聯在遠東的擴張，確定削弱蘇聯在遠東的力量，要運用非軍事手段，促進經濟和政治發展，及推進友好國家地區聯盟:31。
1950年1月以来，在苏联和美国相继撤出在朝鮮半島的驻军后，朝鲜与苏联密切协商，并使斯大林“同意朝鲜领导人对局势的分析和准备以军事方式实现国家统一的设想”。1950年5月13日，朝鲜劳动党委员长金日成秘密访问北京，向中国共产党主席毛泽东通报越過三八线開战的意图，苏联共产党总书记斯大林14日复電毛泽东，證實同意朝鲜的作战计划，但此事一定要经过毛泽东同意。15日，毛泽东向金日成说，我最初的想法是，待台湾、西藏解放后，再把部队调到北方，施以援助。既然你同斯大林商量好了，你可以先打。斯大林随后也给毛泽东电报，希望他调几个师的兵力到东北，布防于安东－沈阳一线。毛泽东則同樣要求苏方提供几个师的武器。斯大林回覆称，装备问题可以帮助解决一些，但要求中國人民解放軍尽早布置兵力。师哲称战争爆发时，毛泽东并未事先得到消息。何清涟等部分学者对美国和俄罗斯20世纪90年代解密的朝鲜战争资料进行的解读中认为，金日成先是1950年1月赴莫斯科，其战争计划获得斯大林批准，然后于1950年5月再赴北京，一个多月后金日成按计划在1950年6月25日發動了戰爭。但这些解读并未证明朝鮮告知了北京進攻日期和详细的進攻計劃。
1950年5月，韩国进行新的一轮大选。李承晚的政党只保住210个席位中的22席。1950年6月7日，朝鲜劳动党委员长金日成向朝鲜半岛南北人民发出呼吁，要求在8月5日至8月8日在全朝鲜半岛举行大选的基础上实现和平统一，并且号召为此目的于6月15日至6月17日在海州市召开协商会议。6月11日，北方的三名代表越过三八线，打算向韩国各政党领导人递交和平统一国家的呼吁书，被韩国政府逮捕。随后三名代表因拒绝发表变节声明而被处决。6月15日，軍事顧問團警告美國國防部：韓國作戰部隊的可用補給僅在「勉強可以維持的水平......韓國正受到跟降臨在中國同樣的災難的威脅。」:356月23日，軍事顧問團團長威廉·羅伯茨准將退休:46。
战争爆发前，朝鮮半島北方和南方的军事力量对比为：兵力2:1，火炮2:1，机枪7:1，半自动步枪13:1，坦克6.5:1，飞机6:1，朝鲜人民军方面占据绝对优势。

## 前期经过（1950年6月–1951年5月）

### 戰爭爆發

朝鮮人民軍在1950年6月25日至9月15日的進攻

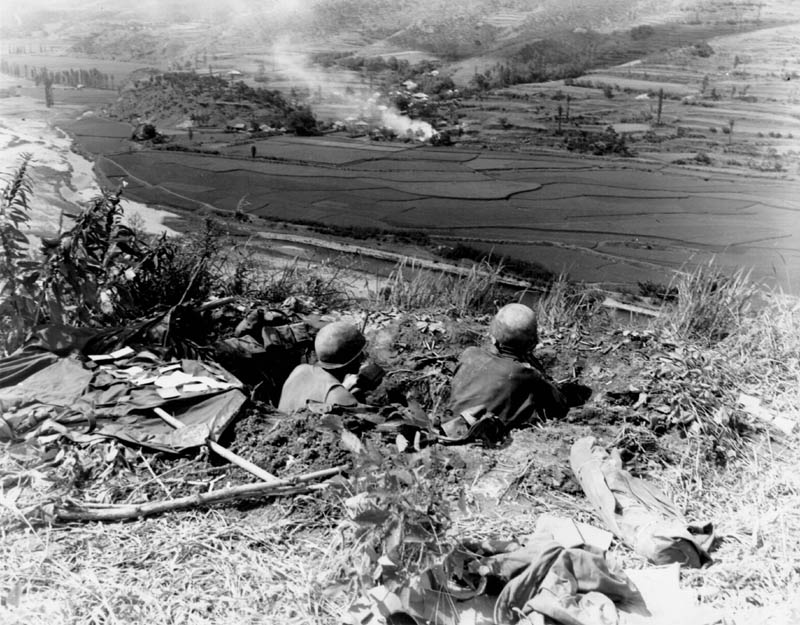
一隊美軍士兵駐守在釜山環形防禦圈的洛東江河畔，準備阻止朝鮮人民軍的進攻

1950年6月，朝鮮內戰爆發，美國出兵干涉朝鮮內戰，同時派出美國海軍部隊進入台灣海峽:7。

#### 朝鮮人民軍南攻

1950年－1953年韓戰形勢圖

1949年末，金日成拜訪斯大林，告訴他「北朝鮮人想用刀尖捅一下南朝鮮」:67。
此時中國人民解放軍忙著結束國共內戰，毛泽东沒有興趣開戰，但蘇聯為了東北亞的地緣利益則是態度積極，1950年3月份金日成秘訪莫斯科達成協議後，5月13日，金日成来到中华人民共和国首都北京。当晚，毛澤東才被告知蘇聯已經打算援助朝鮮，他對此突變十分驚訝，甚至還質疑金日成是否有此能力，雖然可能會打斷北京的規劃，但鑒於斯大林本人親筆去信已經同意全力支持，毛泽东之後表示理解，就沒有積極阻止。6月18日，朝鮮人民軍命令：準備进攻南朝鮮:44。
1950年6月25日早上四點整，朝鲜人民军以反击侵略为由，越过38度线全面侵略韩国，朝鲜战争爆发:6。朝鲜稱該行動為暴風行動，計劃在8月15日之前控制整個半島。四小时内，朝鮮人民軍使用蘇聯援助的T-34坦克和步兵在空砲部隊掩護下，突破韓國國軍防线，直趋汉城，之後分成50天，人民軍平均每天前進10公里:27。該行動計畫多路步兵縱隊在坦克掩護下包夾，東面戰線朝鮮人民軍2個師又1個團共2.8萬人沿鐵原─議政府的路線攻佔漢城，而韓國軍隊1個師不足6千人；另外西部戰線2個師又1個團沿西海岸，由平壤南下攻打漢城，此方向韓1個師不滿員:55。
金日成為掩飾戰爭是由朝鮮人民軍一方所發動，在广播中聲稱是韩国侵略朝鲜：李承晚政府“在美国操纵下”突然向三八线以北地区全面武装侵犯，朝鮮人民軍是在反击“强盗卖国贼李承晚”的挑衅:26。約上午9時50分，駐漢城記者傑克·詹姆斯向合眾國際社發〈緊急 新聞〉電報：「零散報告來自三十八度線指北朝鮮人星期日早晨沿全面邊界發動攻擊 當地時間九時三十分另有報告指漢城西北四十英里之開城與韓軍第一師總部陷落於上午九時 敵軍據報在邊界以南三至四公里瓮津半島 坦克據信使用在漢城東北五十英里之春川 來自海上報告東海岸之江臨以南二十艘小船登陸此地公路切斷 完畢 注 應強調此仍為零散且局勢不清 詹姆斯」；電報經舊金山辦事處轉至紐約，1小時內改寫成新聞報道電返漢城，韓文報紙下午趕出特刊報道:48-49。
反過來說，因根本沒有想過全面武力衝突，大韓民國國軍對備戰的忽視則是很明顯的，這導致韓國國軍在戰爭初期遭受重大死傷損失，韓國方面裝備貧弱，當下在三八线的軍隊約二分之一甚至尚未進入戰備狀態（四個師中，每師只有1個團2個營進入戰備），也缺乏對爆發戰爭的準備，多個要地被佔領，至防守崩潰，戰線快速南移:21。

### 聯合國軍與美軍参战
1950年6月，美國陸軍總兵力約59.1萬人，共10個作戰師，23.1萬人駐海外，其中10.85萬餘人駐遠東:107。軍隊的規模受制於國會施加的財政限制，國會為適應民眾施加之政治限制而行，軍事力量之局限反過來決定外交活動之局限:108。
战争爆发后，美国政府于1950年6月24日深夜收到美國駐韓大使館的报告。從獲得消息時起，杜魯門明確表示，他擔心這是第三次世界大戰的序幕:53。在東京，杜勒斯和美國國務院東北亞事務辦公室主任約翰·艾利森起草一份電報給迪安·艾奇遜：「南朝鮮人有可能運用自己的力量阻止並擊退進攻，如果這樣，是再好不過了。但是，如果他們無力做到，那麼我們相信應該動用美國部隊。......坐視南朝鮮無端遭受武裝進攻的蹂躪，將會產生一連串的災難，很可能最終導致世界大戰。」:58
美國發出通電給聯合國安理會的其他成員，正式要求召開特別會議：「美國駐大韓民國大使館已通知國務院，北朝鮮軍隊於（漢城時間）6月25日凌晨，在若干地點入侵了大韓民國領土。據報，北朝鮮控制下的平壤電台已經廣播一項針對大韓民國的戰爭宣言，自美國東部時間晚上9時生效。北朝鮮政權軍隊在上述情況下發動攻擊，可視為對和平之破壞，是一次侵略行為。本人奉本國政府要求，謹要求閣下舉行一次聯合國安理會緊急會議。」:54於6月25日，聯合國安全理事會通过第82号决议，断定北朝鲜部队对大韩民国施行武装攻击，构成对和平之破坏，要求立即停止敌对行动，“促请北朝鲜当局即将军队撤至北纬三十八度”（从1950年1月到8月1日，苏联因抗议中华人民共和国沒有取得联合国的中國席位而联合一些国家抵制安理会，缺席并弃权:30。从21世纪俄国学者披露的政府档案来看，斯大林计划利用中国军队把美军拖在远东以减轻苏军在欧洲的压力，而有意缺席不作否决）。6月25日晚，美国总统杜鲁门授权在朝鲜半岛北纬38度以南地区出動美國海軍、空軍部队攻击朝鮮人民軍，沃爾頓·沃克將軍奉令率美軍第八軍團阻擊:31。
雖然杜鲁门在1950年1月5日宣布美國不會防衛台灣，艾奇遜1月12日的演講也不把台灣和朝鲜半岛列入美國防衛圈之內，即排除在“艾奇逊防线”之外。。6月26日，艾奇遜建議增加美國駐菲律賓的軍事力量；派遣一個「強大軍事使團」，直接軍援2,000萬美元，支持法國人在印支半島作戰，美國無形中開始介入越南戰爭:81。

6月27日，美國總統杜魯門發表聲明，宣布美國出兵朝鮮半島和台海:6：
對朝鮮的攻擊已無可懷疑地說明，共產主義已不限於使用顛覆手段來征服獨立國家，現在要使用武裝的侵犯與戰爭。……在這種情況下，共產黨部隊的佔領台灣，將直接威脅太平洋地區的安全，及在該地區執行合法與必要職務的美國部隊。因此，我已命令第七舰队阻止对福尔摩沙的任何攻击。作为这一行动的必然结果，我呼吁在福尔摩沙的中国政府停止所有针对大陆的空中和海上行动。第七舰队将确保其得到执行。福尔摩沙未来地位的确定必须等待太平洋安全的恢复、与日本的和平解决或联合国的审议。:110-111 
美國駐韓大使穆喬離開漢城，韓國第7師和第2師在漢城以北反攻失敗，潰不成軍:88。美國決定派出海軍和空軍到朝鮮半島，準備進攻朝鮮人民軍:110；同時杜鲁门命令美第7舰队开进台湾海峡。
1950年6月27日，聯合國安理会在蘇聯缺席下通过第83号决议，授權使用武力，“鑒悉聯合國韓國問題委員會報告書所稱北朝鮮當局既未停止敵對行動，且未將其軍隊撤至北緯三十八度，是以極需採取緊急軍事措施，以恢復國際和平與安全，傳悉大韓民國籲請聯合國立即採取有效步驟，以保持和平與安全，建议联合国会员国给予大韩民国以击退武装攻击及恢复该区内国际和平与安全所需之援助”。
6月28日，美军作战飞机隨後进入朝鮮半島投入战斗:1。該日凌晨，在未發布公告的情形下，漢江大橋即在韓國陸軍工兵隊爆破下摧毀，500至1000人遇害；上午，朝鮮人民軍攻入漢城，漢城國立大學附設醫院內共700至900人遭到朝鮮人民軍虐殺。
6月29日，杜鲁门授权部队对北纬38度以北地区进行海空打击:34。約翰·福斯特·杜勒斯在華盛頓向美國總統杜魯門滙報，稱要是他的話，他會「立即把麥克阿瑟召回國」:82。道格拉斯·麥克阿瑟飛臨水原機場視察戰場:98。美國聯合戰略研究委員會建議：應該授權麥克阿瑟使用海上和空中力量向韓國陸軍「提供盡可能全面的支持」:108。
6月30日，杜魯門總統命令美國陸軍參戰:6。麥克阿瑟建議五角大樓，立即派遣1支大約2,200人的團戰鬥隊到朝鮮半島，希望「從在日本的部隊中抽調多至兩個師的兵力，供早期的反攻使用」:110。
7月1日，美國派遣2個師去朝鮮半島:116。上午11时，由驻日本九州的美军第24步兵师第21步兵团第1营的两个连組成的史密斯特遣隊經空运抵达釜山附近的机场:120-123。这是战时首支美军地面部队进入朝鮮半島:6。
7月2日，美軍在釜山登陸:6。7月5日晨，史密斯特遣队在汉城以南爆發的烏山戰役中阻击朝鮮人民軍主力第4师南下的戰車部队。这是美军地面部队在韓戰中的首次作战:8。

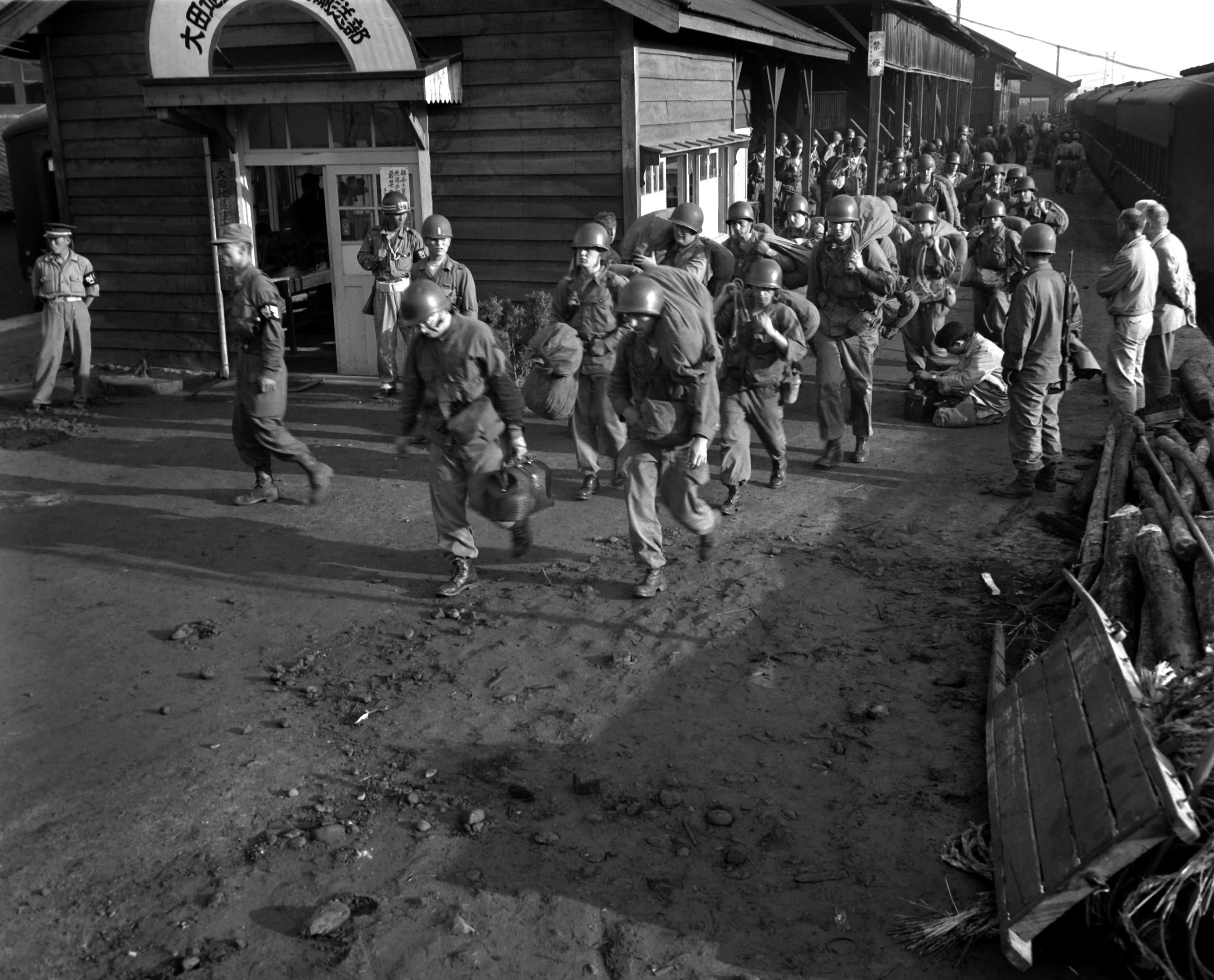
史密斯特遣部隊抵達韓國大田，準備对抗南进的朝鮮人民軍

7月7日，聯合國安理會通過關於組織統一司令部之決議，時任美國駐遠東部隊總司令的麥克阿瑟被美國總統任命為「聯合國軍總司令」:6。聯合國安理會在蘇聯缺席下通過成立聯合國軍司令部:111，根據安理会通过的第84号决议，“建议……会员国将此项部队及其他援助置于美国主持之联合司令部指挥之下”，“请美国指派此项部队之司令”，“授权联合司令部斟酌情形，于对北朝鲜人民軍作战时，将联合国旗帜与各参战国旗帜同时使用”。這是聯合國首次參與集體安全行動，也是聯合國首次軍事維和行動。
7月8日，任命麥克阿瑟為联合国军總司令:111。6天后，李承晚将韓國國軍指挥权交给麥克阿瑟:32。
此后几个月，来自18个国家的军队陆续到达朝鲜半岛援助韩国:33。其中英國首相艾德禮於7月24日派遣一個旅的英軍前往韓國，並於7月30日發表支持美國的聲明。當時美國有9個師在朝鮮半島戰場，而歐洲只剩下6個師；英國首相邱吉爾在英國國會上說，他「特別擔心西歐常規防禦力量岌岌可危。俄國至少有80個步兵師，西歐只有12個，俄國有25個到30個裝甲師，我方只有兩個。」:101
在朝鮮人民軍南下的混亂中，朝鮮半島南北雙方都犯下嚴重的戰爭罪行，朝鲜的政治人員有系統地逮捕、處決南韓方的公務員、軍警及反共主義者，而韩国国军也在潰敗中大規模屠杀被認為有通敵嫌疑的左派分子，其中最為嚴重的保導聯盟事件，其受害者據信在20萬人以上。

#### 中苏双方的回应

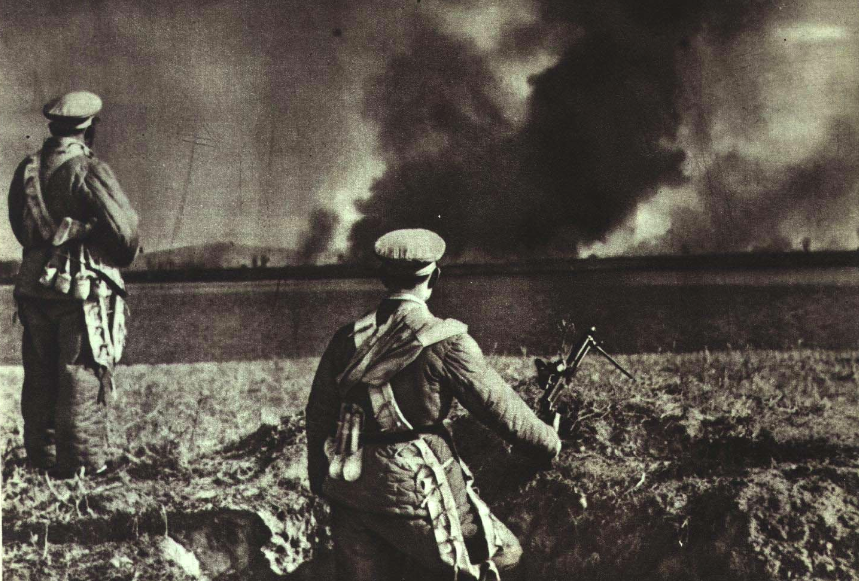
巡逻中的中国东北边防军士兵正向鸭绿江对岸瞭望，此时鸭绿江朝鲜一侧正遭受美军轰炸

此時，中華人民共和國成立未滿一年，狀況複雜，極端困難，百廢待興:7。
苏联在1950年6月27日發表公報，表示苏联不會在朝鮮半島與美軍對抗。6月28日，中华人民共和国中央人民政府政务院外长周恩来发表声明，强烈谴责美軍第7舰队开进台湾海峡，认为这是“针对中国领土的武装入侵......公然违反联合国宪章”。同日，毛澤東在中央人民政府委員會第八次會議上稱：「全國和全世界的人民團結起來，進行充分的準備，打敗美帝國主義的任何挑釁。」:111還說：「杜魯門在今年一月五日還聲明說美國不干涉台灣，現在他自己證明了那是假的，並且同時撕毁了美國關於不干涉中國內政的一切國際協議。」:111。7月7日，中共中央決定從中南軍區將兵團調鴨綠江邊，改編為東北邊防軍，以保衛東北地區安全:6。7月7日和7月10日，中央軍委根據毛澤東提議，由周恩來主持召開兩次會議，研究保衛國防、組建東北邊防軍；7月13日，中央軍委作出《關於保衛東北邊防的決定》，毛澤東當天批示：「同意，照此執行。」:111
8月4日，毛澤東在中共中央政治局會議上講話，對朝鮮不能不幫，必須幫助，用志願軍形式，時機要適當選擇，不能不準備；同日毛澤東審閱代總參謀長聶榮臻之報告，報告稱準備派出部分高炮部隊進入朝方一側，以確保鴨綠江大橋安全，毛澤東當即批示「同意」:112。8月5日，毛澤東致電東北軍區司令員兼政治委員高崗，要求東北邊防軍在月內完成一切準備工作，準備9月上旬能作戰:112-113。8月19日，總參謀長聶榮臻建議，除上海地區有第九兵團4個軍可以機動外，應再有一個兵團集結，作為戰略機動兵力，以第十九兵團最合適，毛澤東批示，「請考慮配備第二線兵力」:225。
9月25日，時任中國人民革命軍事委員會代總參謀長聶榮臻對印度駐華大使潘尼迦稱：美軍過三八線中國決不會置之不理:11。9月30日，周恩來在全國政協舉行建國一週年慶祝大會上報告：「中國人民熱愛和平，但是為了保衛和平，從不也永不害怕反抗侵略戰爭。中國人民決不能容忍外國的侵略，也不能聽任帝國主義者對自己的鄰人肆行侵略而置之不理。」:11410月3日，周恩來同潘尼迦談話：「美國軍隊正企圖越過三八線，擴大戰爭。美國軍隊果真如此做的話，我們不能坐視不顧，我們要管。」:115包括哈里·S·杜鲁门在內的英美首腦與情報機構都不相信中國會大舉出兵，只有大英帝國參謀總長威廉·斯利姆元帥例外。10月11日，斯大林、周恩來致毛澤東電：「駐北京的蘇聯使館立即轉告毛澤東同志
貴國代表已於今日到達，我們聯共（布）的領導同志與貴國代表一起討論了貴國已知的那些問題。
我們交換意見後，弄清了以下情況：
⒈ 計劃派出的中國援軍沒有做好準備，裝備差，缺少大炮，沒有坦克，執行掩護任務的航空兵至少兩個月後才能到位，用於裝備和培訓上述軍隊的時間至少需要六個月。
⒉ 如在一個月內不用相當數量的、裝備精良的部隊提供直接援助，那麼由於三八線以北的朝鮮軍隊無力支撐，朝鮮將被美國人侵佔。
⒊ 因此，為朝鮮人提供的像樣的援軍只能在半年後，即朝鮮被美國人佔領，朝鮮已不再需要援軍的時候才能到位。
基於上述原因並考慮到周恩來同志報告的因中國參戰而給國內帶來的不利因素，我們一致決定：
⒈ 儘管國際形勢有利，但中國軍隊因目前尚未做好準備，就不要越過朝鮮邊境，以免陷於不利局面；
⒉ 如果部隊已經越過邊境，也不應深入靠近中國邊境一帶的山區；
⒊ 一部分朝鮮軍隊應在平壤和元山以北的山區組織防禦，另一部分軍隊要轉入敵後打游擊；
⒋ 把戰時應徵入伍的朝鮮人中的優秀分子及指揮員分批悄悄調入滿洲，在那裡把他們整編成朝鮮師團；
⒌ 要盡快對平壤和北朝鮮山區以南的其他重要據點進行疏散。
至於中國同志所需要的用於重新裝備中國軍隊的坦克、大炮和飛機，蘇聯將充分予以滿足。
等待您的決定。
菲利波夫（斯大林）
周恩來」:259-260

### 联合国军进攻（1950年9月–10月）

聯合國軍支援韩国國军在1950年9月15日至10月24日的进攻，其中藍色箭頭指向仁川

#### 仁川登陸

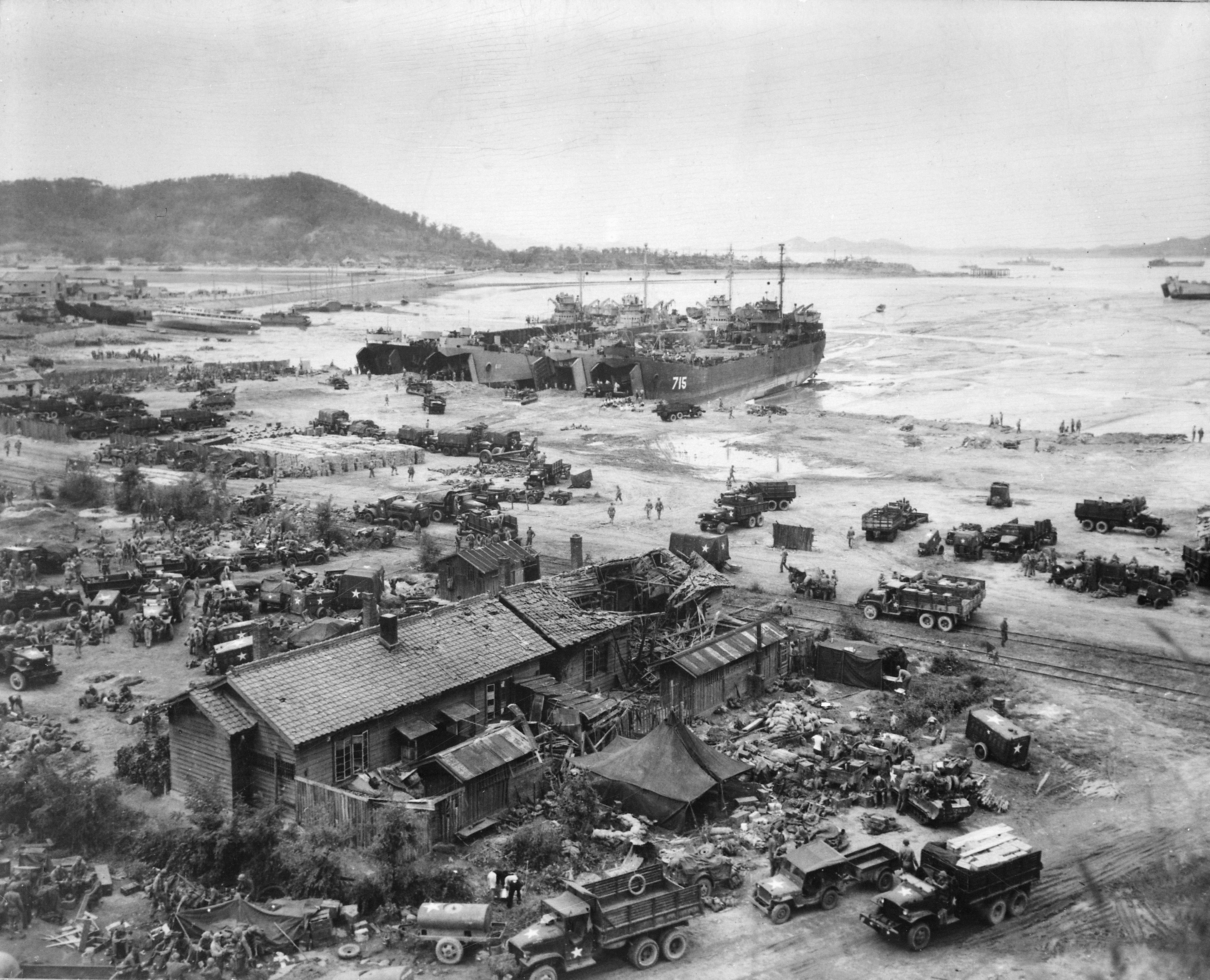
1950年9月15日，仁川登陸成功

朝鮮戰爭初期，韓國國軍節節敗退，朝鮮人民軍不到1個半月時間，就佔據朝鮮半島90%以上地區和92%以上人口:6。1950年6至7月間，韓國國軍接連失守汉城、大田、木浦、晋州。韓國國軍及联合国军退到釜山附近洛东江一带。至此時朝鲜按照南攻計劃的所有行動基本還算順利，並挾連勝之餘威，揚言「要在8月15日的解放周年紀念日完成祖國統一」，於8月初對聯合國軍的釜山环形防御圈發起8月攻勢。朝鮮人民軍至9月初把美軍及韓國國軍驅至釜山一隅:5210。朝鮮人民軍此時已因連續作戰耗損嚴重，因此停止進攻。
為解釜山之圍，麥克阿瑟計劃在仁川登陸。9月15日，美軍7萬餘人在仁川港:113，發起鐵鉻行動，這就是著名的仁川登陸戰（인천상륙작전）。兩棲部隊向仁川進行攻擊，成功登陸。9月17日，美軍登陸部隊已強渡漢江，漢城郊區激戰:228。此時朝鮮人民軍主力幾乎全集結在釜山前線，對美軍的側面兩棲攻擊全無招架之力，轉瞬潰敗，9月25日，聯合國軍重奪漢城。朝鮮人民軍主力退路被切斷，被迫戰略退卻:113。美軍在麥克阿瑟指揮下，在仁川港大規模登陸，朝鮮人民軍大部被切斷在朝鮮半岛南部，損失嚴重，被南北夾擊:6。

#### 聯合國军越过三八线
9月27日，美国参谋长联席会议与总统杜鲁门都同意麥克阿瑟越过三八线入侵朝鲜的建议，但是总统要求麥克阿瑟：只有在中华人民共和国和苏联主要軍隊都不会参战的情况下才可進行。10月1日，韩国第一批部队终于进入朝鲜作战。同日，麥克阿瑟向朝鮮發出「最後通牒」，要朝鮮人民軍無條件「放下武器停止戰鬥」；聯合國軍在韓國已經集結33萬兵力:114-115。10月3日下午，美國國務院稱：周恩來講話缺乏法律和道義根據；10月4日，美國國務院稱：不要低估美國的決心:11。10月7日，聯合國大會通過376號決議案，呼籲朝鮮半島統一，授權聯合國军越过三八线統一朝鮮；10月9日，美軍第一騎兵師越过三八线，向平壤推进。10月19日，美军進佔平壤，稱：「在歷史上，鴨綠江並不是中朝兩國截然劃分的、不可逾越的障礙。」:15朝鲜政府迁往江界市。同時，美國飛機多次進入中國領空，轟炸安東地區:15。

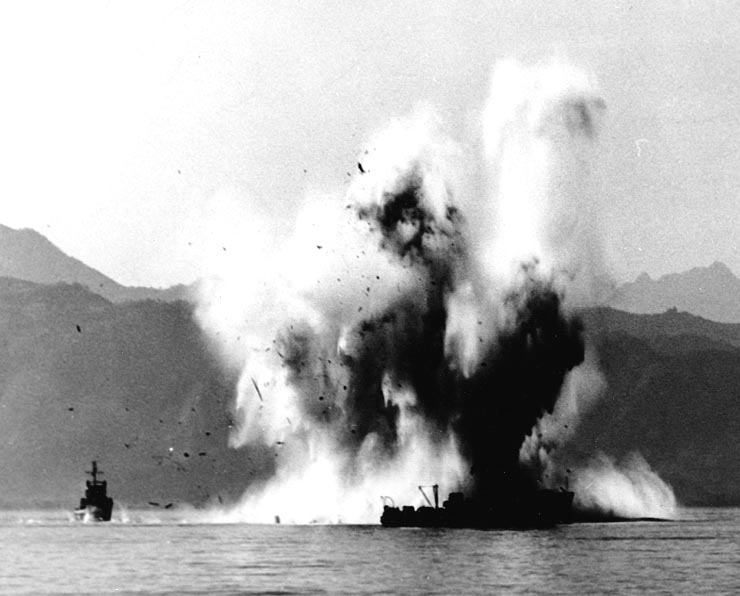
1950年10月18日，在元山港附近韩军扫雷艇中鱼雷发生爆炸

### 中国人民志愿军参战（1950年10月–12月）
1950年10月1日，金日成致信毛澤東：
「敬愛的毛澤東同志！
我們一定要決心克服一切困難，不讓敵人把朝鮮殖民地化！
我們一定要下決心不惜流盡最後一滴血，為爭取朝鮮人民的獨立解放民主而鬥爭到底！
我們正在集中全力編訓新的師團，集結在南部的十餘萬部隊於作戰上有利的地區，動員全體人民，準備長期作戰。
在目前敵人趁著我們嚴重的危急，不予我們時間，如果繼續進攻三八線以北地區，則只靠我們自己的力量，是難以克服此危急的。因此我們不得不請求您給予我們特別的幫助，即在敵人進攻三八線以北地區的情況下，極盼中國人民解放軍直接出動援助我軍作戰！」:233-234 
同日，斯大林致羅申電：
「請立即轉告毛澤東或周恩來：
我正在遠離莫斯科的地方休假，對朝鮮局勢不甚瞭解。但是，從今天莫斯科給我的報告中，我得知朝鮮同志陷入了困境。
莫斯科在九月十六日就已提醒過朝鮮同志，美國人在仁川登陸的意義非同小可，其目的在於切斷北朝鮮第一和第二軍團與北部後方的聯繫。莫斯科曾提醒他們應迅速從南方至少撤出四個師，在漢城以北和以東建立防線，然後逐步將大部分的南方部隊撤到北方，並以此保住三八線。但第一和第二軍團司令部未能執行金日成關於將部隊撤往北方的命令，從而使美國人得以切斷部隊並把他們包圍起來。在漢城地區，朝鮮同志沒有任何可以進行抵抗的部隊。可以認為，通往三八線的道路是沒有設防的。
我考慮，根據目前的形勢，如果你們可以為朝鮮人提供援軍，哪怕五六個師也好，應即刻向三八線開進從而使朝鮮同志能在你們部隊的掩護下，在三八線以北組織後備力量。中國部隊可以以志願者身份出現，當然，由中國的指揮員統率。
我沒有向朝鮮同志談過這件事，而且也不打算談。但我並不懷疑，當他們得知此事後將會很高興。
等候你們的答覆。」:233 

中国人民志愿军同朝鲜人民军在1950年10月25日至1951年1月8日的进攻

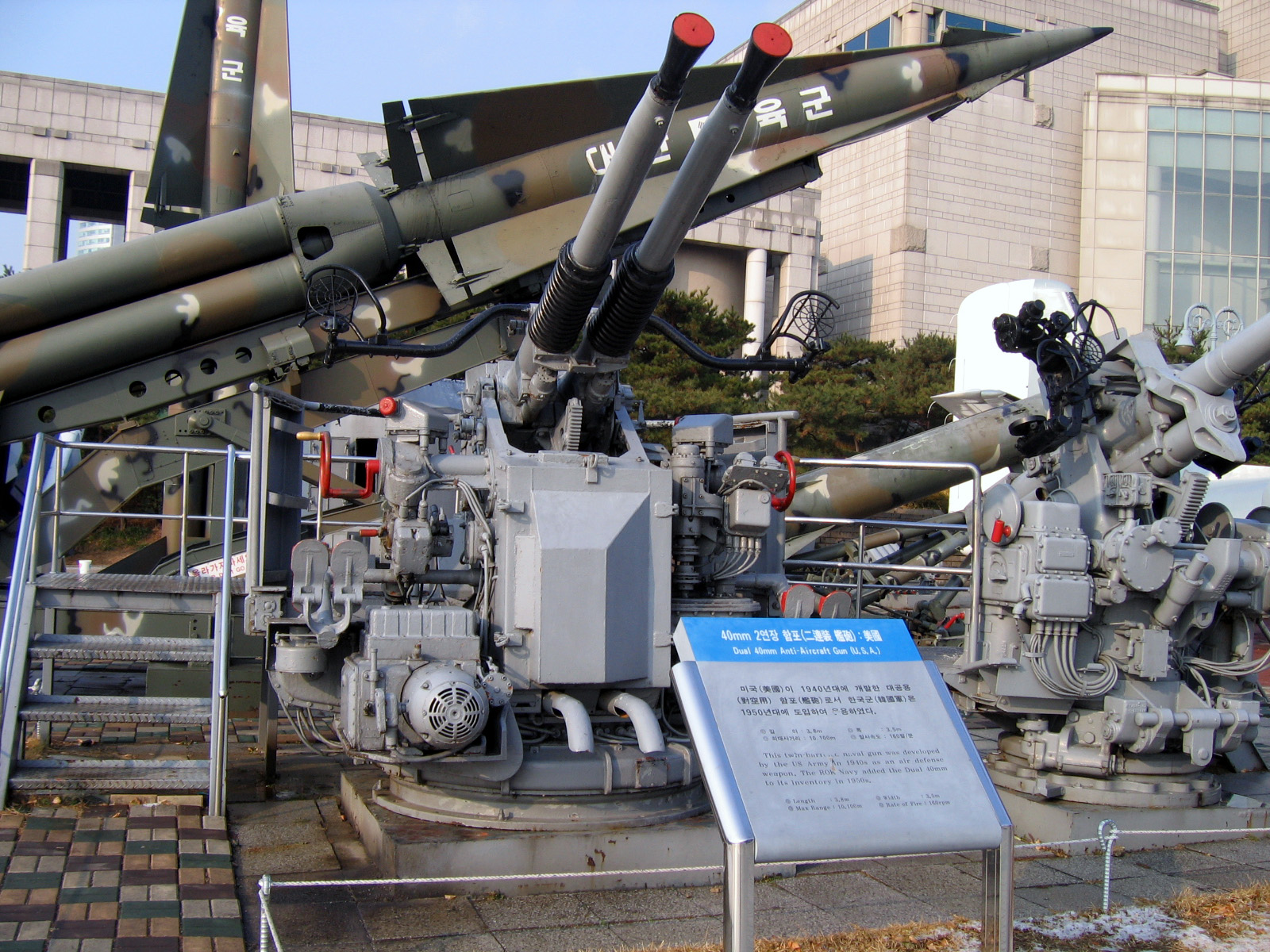
二联裝艦砲（美國）

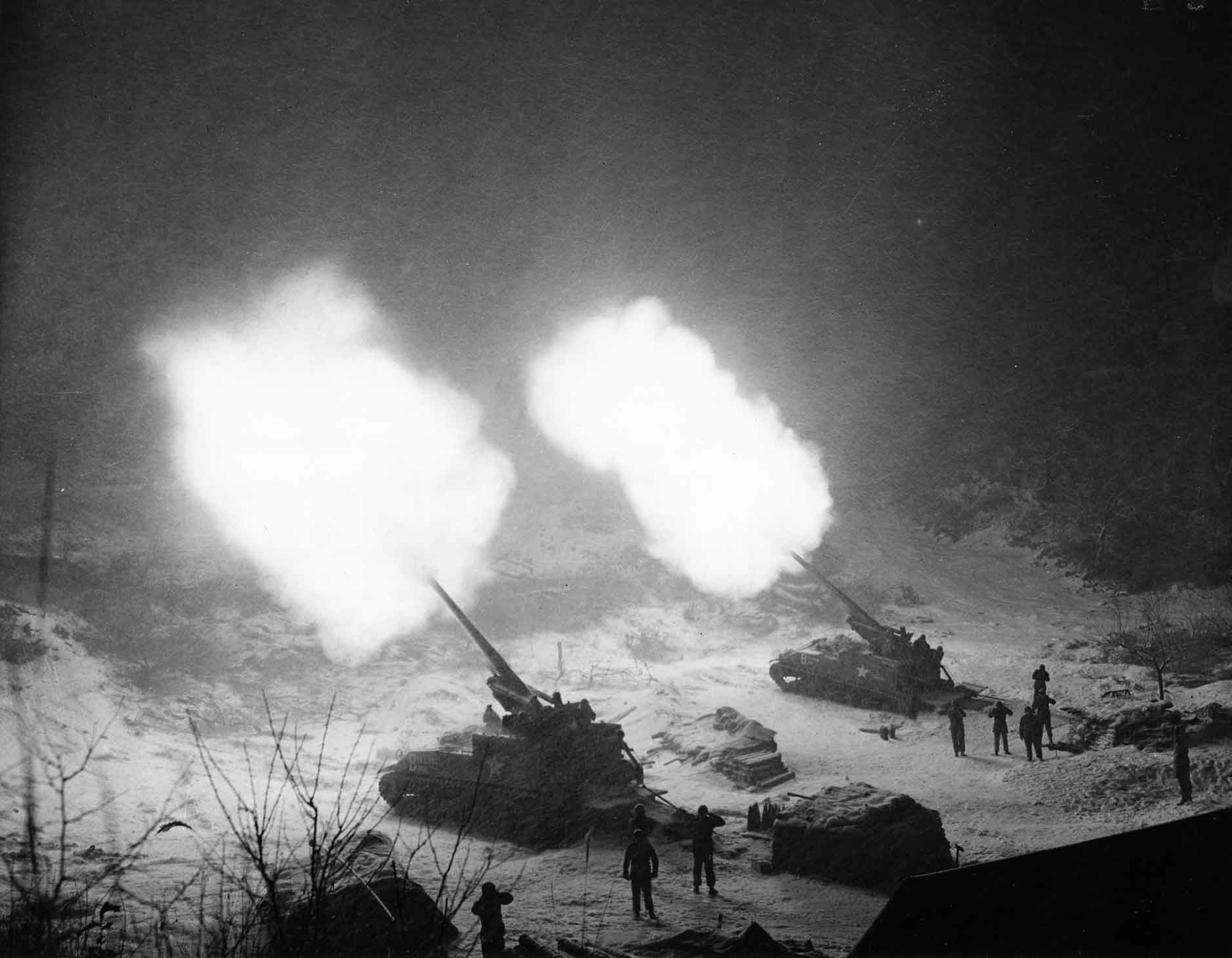
美軍支援的155mm自走砲，當時南韓在聯合國軍馳援後，跟中國人民志願軍、朝鮮人民軍相比在裝備上有絕對優勢，火砲比例為40比1

10月2日，毛澤東主持召開中共中央書記處會議，討論朝鮮半島局勢和中國出兵問題；毛澤東認為出兵朝鮮半島已是萬分火急；原擬派林彪率兵入朝，林彪託病推辭；毛澤東便決定派彭德懷掛帥出戰；會議決定10月4日召開擴大之中央政治局會議，正式討論志願軍入朝作戰問題:117。雖然不少人认为国内百废待兴，无力参与大规模战争，但毛澤東支持介入，周恩來亦同意。
10月5日，中共中央政治局擴大會議決定出兵援朝。同日，受毛澤東委託，鄧小平將彭德懷從北京飯店接到中南海毛澤東辦公室；毛澤東把掛帥出兵之重任交給彭德懷時，彭德懷說「我服從中央的決定」:121。

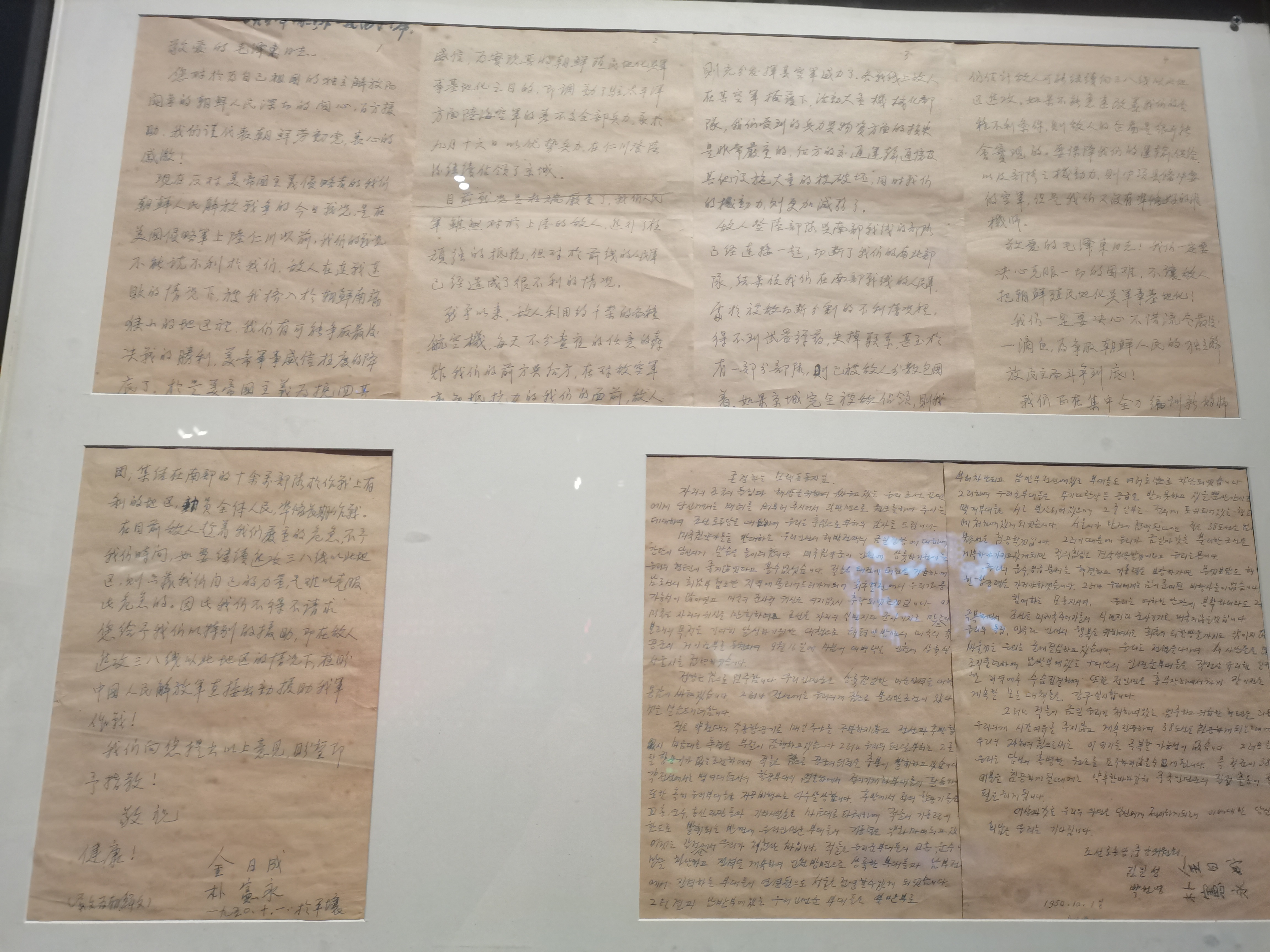
1950年10月1日，金日成写给毛泽东的信件（收藏于抗美援朝博物馆）

10月8日，朝鮮黨和政府請求中國出兵援助:15。同日，根據朝鮮政府要求，中央人民政府人民革命军事委员会主席毛澤東發出組織中國人民志願軍赴朝參戰之命令，任命彭德懷為中國人民志願軍司令員兼政治委員:6。中國作出「抗美援朝，保家卫国」的決策:15。同日，毛澤東《關於組成中國人民志願軍的命令》：「彭高賀，鄧洪解及中國人民志願軍各級領導同志們：㈠為了援助朝鮮人民解放戰爭，反對美帝國主義及其走狗們的進攻，借以保衛朝鮮人民、中國人民及東方各國人民的利益，着將東北邊防軍改為中國人民志願軍，迅速向朝鮮境內出動，協同朝鮮同志向侵略者作戰並爭取光榮的勝利。㈡中國人民志願軍轄十三兵團及所屬之三十八軍三十九軍四十軍四十二軍，及邊防炮兵司令部與所屬之炮兵一師二師八師。上述各部須立即準備完畢，待令出動。㈢任命彭德懷同志為中國人民志願軍司令員兼政治委員。㈣中國人民志願軍以東北行政區為總後方基地，所有一切後方工作供應事宜，以及有關援助朝鮮同志的事務，統由東北軍區司令員兼政治委員高崗同志調度指揮並負責保證之。㈤我中國人民志願軍進入朝鮮境內，必須對朝鮮人民、朝鮮人民軍、朝鮮民主政府、朝鮮勞動黨（即共產黨）、其他民主黨派及朝鮮人民的領袖金日成同志表示友愛和尊重，嚴格地遵守軍事紀律和政治紀律，這是保證完成軍事任務的一個極重要的政治基礎。㈥必須深刻地估計到各種可能遇到和必然會遇到的困難情況，並準備用高度的熱情，勇氣，細心和刻苦耐勞的精神去克服這些困難。目前總的國際形勢和國內形勢於我們有利，於侵略者不利，只要同志們堅決勇敢，善於團結當地人民，善於和侵略者作戰，最後勝利就是我們的。中國人民革命軍事委員會主席毛澤東一九五〇年十月八日於北京」:18。同日，周恩來和林彪代表中共中央，秘密飛往蘇聯同斯大林商談；10月11日周恩來林彪聯名致電毛澤東，蘇聯可以完全滿足中國提出飛機、坦克、大炮，但是蘇聯空軍在兩個月或兩個半月後才能出動:123。中方资料稱，美军为首的联合国军飛機频繁侵入中国领空，扫射、轟炸了位于丹東的文物市場、浪头机场等地。美國空軍不斷侵入領空，轟炸邊境城鎮:6。
10月18日，毛澤東主持召開中央會議，在聽取周恩來和彭德懷彙報後，最後敲定志願軍入朝作戰時間，當晚9時電令鄧華等：「四個軍及三個炮師決按預定計劃進入朝北作戰，自明十九晚從安東和輯安線開始渡鴨綠江，為嚴格保守秘密，渡河部隊每日黃昏開始至翌晨四時即停止，五時以前隱蔽完畢並須切實檢查。」:12610月19日，中国人民志愿军第42军率先从辑安（今集安市）渡鸭绿江進入朝鮮半島作战。抗美援朝战争开始。战争初期，这一名称让联合国军误以为这不过是一支小规模的志愿者队伍。后来联合国军弄清志愿军是建制的正规部队，只是使用完全不同的番号后，也默认“志愿军”这一名称，以将战争限制在朝鲜半岛，避免将战争升级。10月21日，毛澤東致彭德懷等電：「美偽均未料到我志願軍會參戰，故敢於分散為東西兩路，放膽前進......此次是殲滅偽軍三幾個師爭取出國第一個勝仗，開始轉變朝鮮戰局的極好機會」:128。同日毛澤東致鄧華等電：「現在是爭取戰機問題，是在幾天之內完成戰役部署以便幾天之後開始作戰的問題，而不是先有一個時期部署防禦然後再談攻擊的問題。」:12810月23日，毛澤東電令鄧華等第13兵團領導人迅速與彭德懷會合，在彭德懷領導下決定戰役計劃：「敵進甚急，捕捉戰機最關緊要。兩三天內敵即可能發覺是我軍而有所處置，此時如我尚無統一全軍動作的處置，即將喪失戰機。」:129
美國一直認爲中華人民共和國不會出兵。10月15日杜魯門在威克島會見麥克阿瑟，麥克阿瑟向杜魯門說他希望能在聖誕節之前撤回第8集團軍，並再次向其保證：｢中國和蘇聯出兵干預的可能性非常小，中國在東北有30萬軍隊，只有五六萬人可以渡江作戰。如果中國人試圖推進到平壤，他們一定會遭到人類歷史上最慘重的傷亡。｣，但實際上中華人民共和國初期出兵就達到了30萬。

#### 第一次戰役

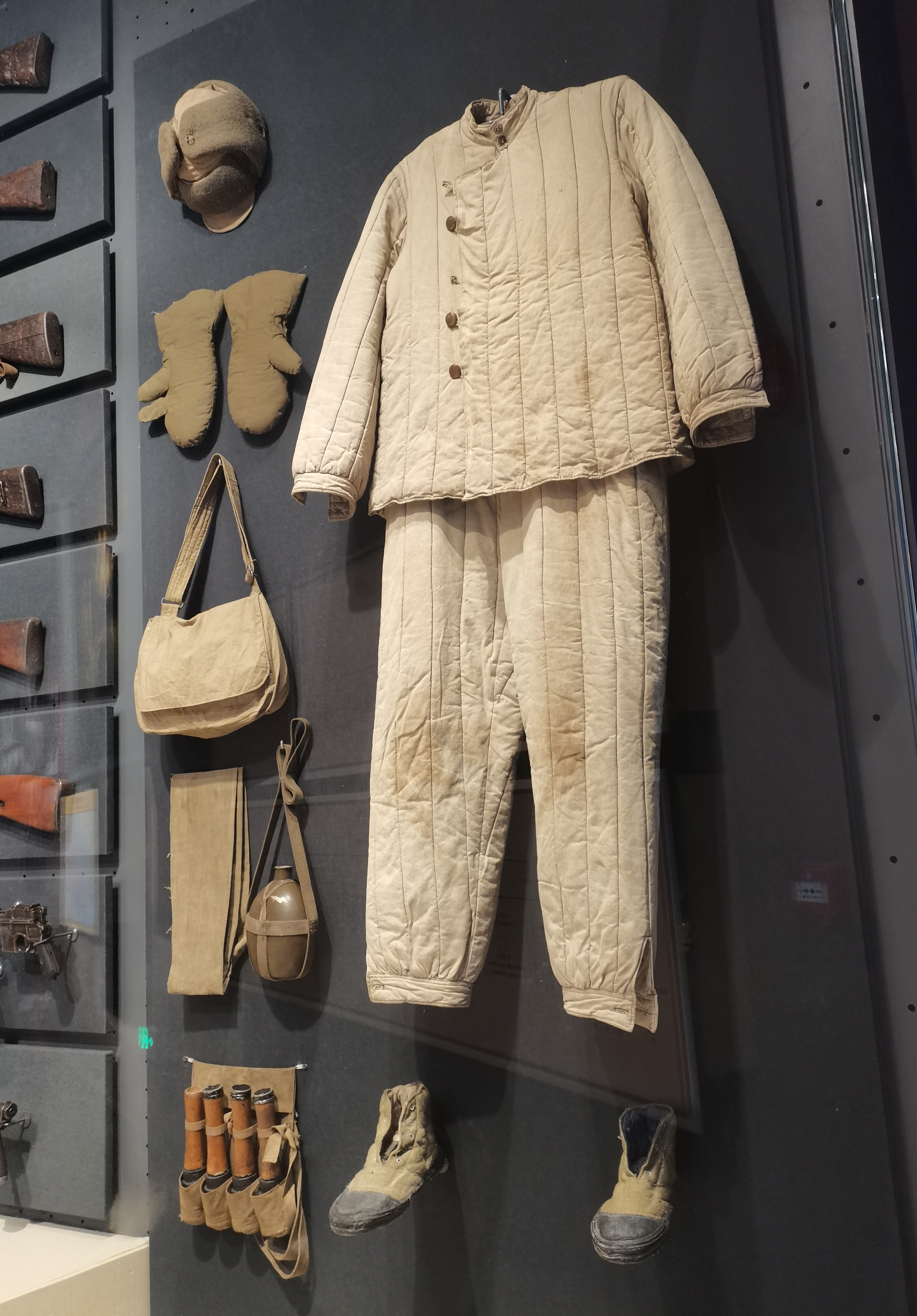
朝鲜战争时中国人民志愿军使用的装备（收藏于抗美援朝博物馆）

1950年10月19日晚，以彭德怀为司令，中国人民志愿军从安东（今丹东）、河口（即宽甸县长甸镇河口）、辑安（今集安）等多处地点秘密渡过界河鸭绿江。入朝后的第一次战役在1950年10月25日打响。当天志愿军第40军第118师在北镇对联合国军发起突袭，用了一个多小时夺回温井。10月25日，志願軍1個團殲滅大韓民國國軍1個加強營大部（次年中华人民共和国将该日定为抗美援朝紀念日）；11月1日至11月3日，志願軍圍殲美軍第1騎兵師第8騎兵團大部於雲山:130。
聯合國軍并未料到中華人民共和國真的在38度線後就秘密出兵，也没有收到任何中國士兵跨过鸭绿江的情报，被打得措手不及，全面撤退至清川江以南。11月4日，彭德懷致電毛澤東，提出休整部隊，結束第一次戰役，準備再戰；11月5日，毛澤東覆電同意，並提出組織第二次戰役之指導思想:131。11月5日，毛澤東致彭德懷、鄧華電：「江界、長津方面應確定由宋兵團全力擔任，以誘敵深入尋機各個殲敵為方針。爾後該兵團即由你處直接指揮，我們不遙制。」:13111月6日起，聯合國軍開始進攻試探；彭德懷要各部隊從清川江邊節節後退，故意向敵示弱，丟棄破舊槍械；11月25日，志願軍發起第二次戰役:132。
在撤退的過程中，由於李承晚政府與軍方將領的貪瀆侵吞物資，40萬以上的韓軍於缺乏給養的寒冬中撤退，演變成一場死亡行軍，導致9万军人於沿路上因飢寒而死。

#### 第二次戰役

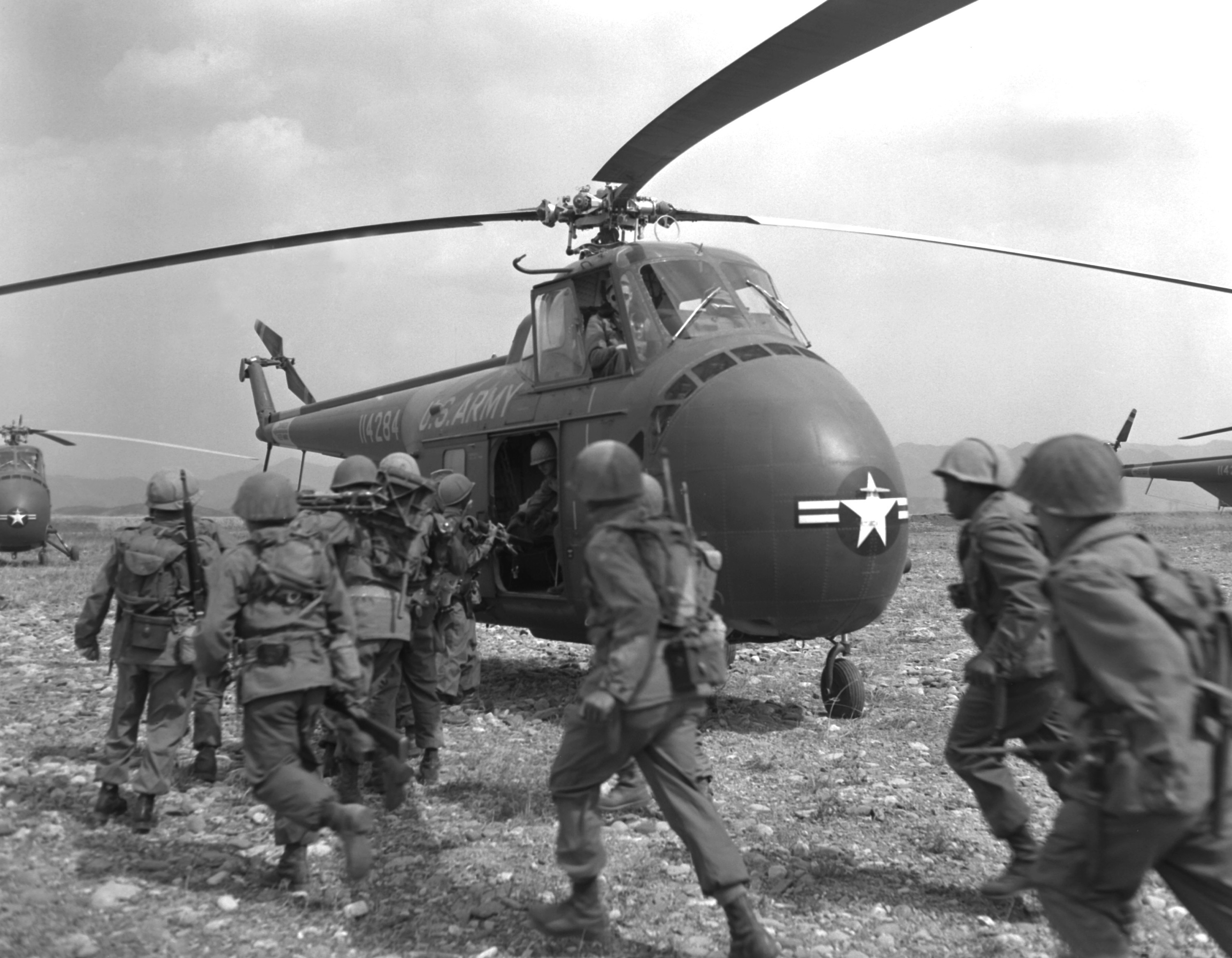
韓戰為第一場大規模使用直升機的戰爭（圖為Sikorsky H-19直升機）

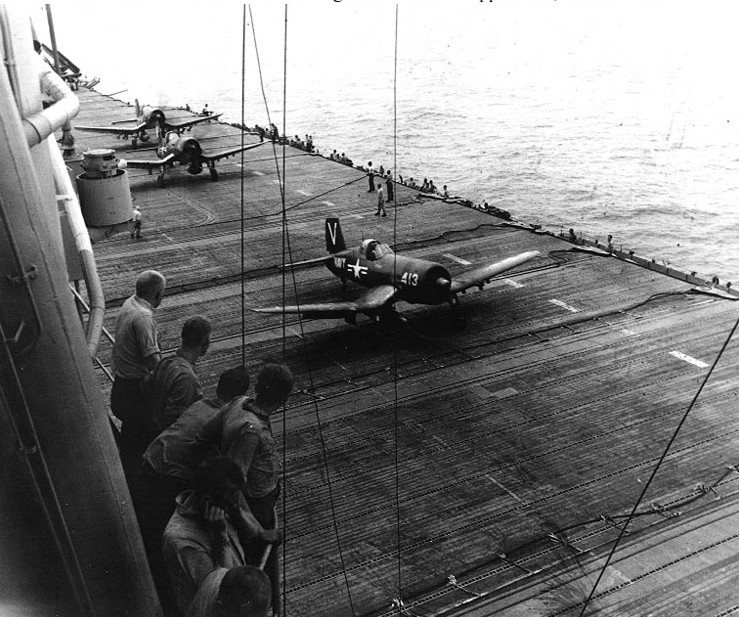
美國航母菲律賓海號參與韓戰

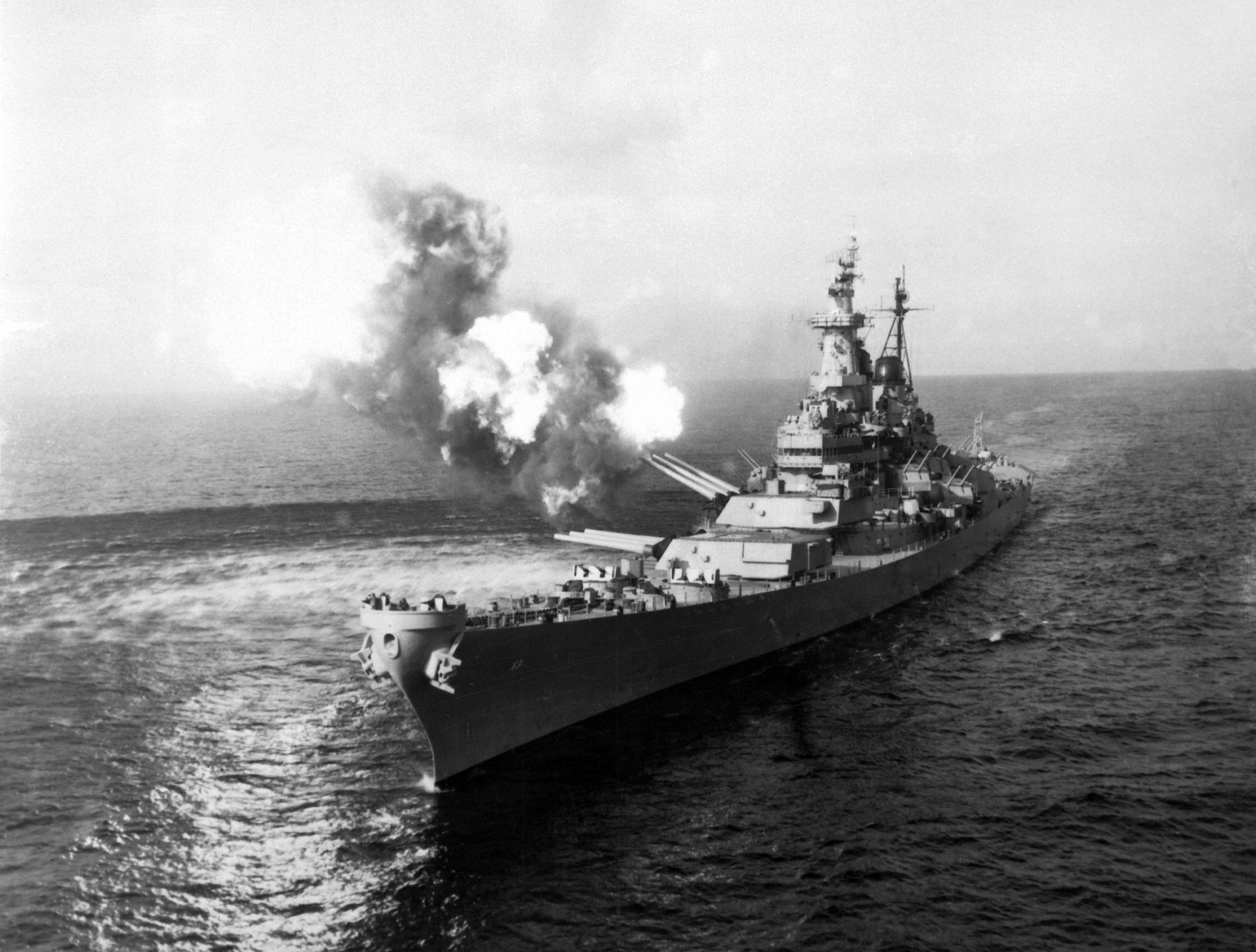
美國戰艦密蘇里號正在炮轟清津市

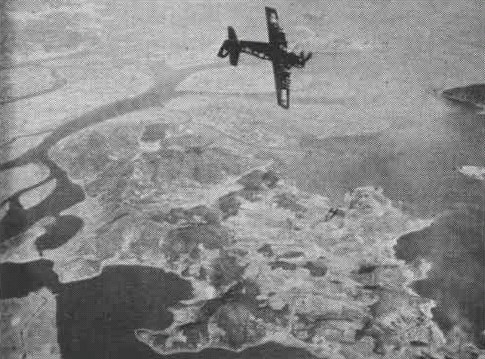
北韓上空的AD-2戰機

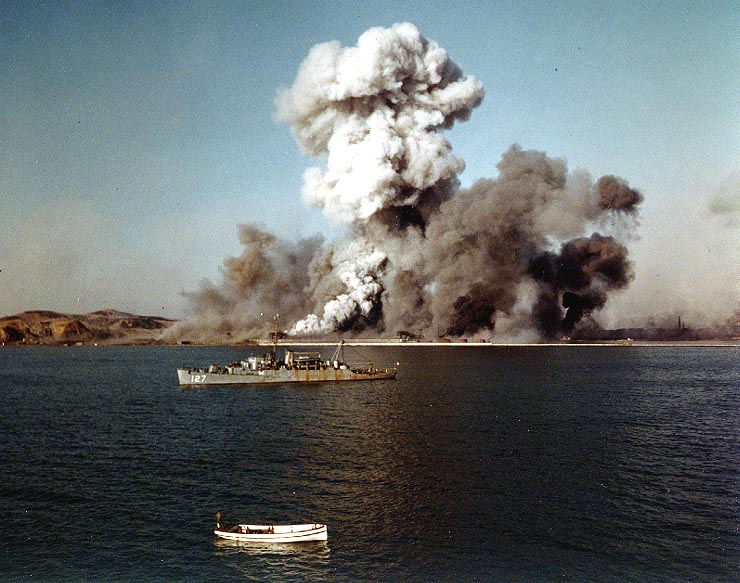
长津湖战役后由興南港撤退的美军摧毁无法帶走的物资和港口设施

發生於1950年11月25日－12月24日。11月25日，在西面戰線，志願軍第13兵團於清川江戰役攻擊並擊退韓國國軍，然後擊退美軍第2師。聯合國指揮部、美國第八集團軍在土耳其旅掩護下成功撤退。11月27日，在東面戰線，志願軍第9兵團在长津湖战役突襲美國陸軍第7師第31團級作戰隊（3,000士兵）和美國海軍陸戰隊第1師（12,000-15,000海军陆战队員）並一度加以包圍；但美軍仍在空军和第10軍掩護下成功突圍循海路撤退，此戰美軍战死、失踪、受伤及冻伤约15,000人並迫使其展開大規模撤退，但志願軍也未能達成殲滅美軍的目標，同時志願軍第9兵團20、27军各師也在美軍優勢火力與後勤不繼之下遭到重创，死亡近五万人，其中冻死冻伤减员高达9,000余人（多数是因为缺乏御寒装备），20、27军战斗力丧失，不得不回国休整，再也没有回朝鮮半島参战。對志願軍的後續攻勢有不利影響。麥克阿瑟命令東西兩線軍隊於12月3日開始向三八线總退卻:133-134。12月24日，全部从兴南港以193艘军舰装载军人、平民和大量武器装备运达南部的釜山。
11月30日，美軍第八集團軍被志願軍第13兵團驅離朝鮮半島西北部，至12月中旬，退回三八线以南。12月6日，中國人民志願軍和朝鮮人民軍收復平壤:134。12月26日，毛澤東致電彭德懷、朴一禹並告金日成、高崗電：「戰爭仍然要做長期打算，要估計到今後許多困難情況。要懂得不經過嚴重的鬥爭，不殲滅偽軍全部至少是其大部，不再殲滅美英軍至少四五萬人，朝鮮問題是不能解決的，速勝的觀點是有害的。」:134-135
12月23日，美军第8集团军司令沃尔顿·沃克上將死於車禍，美國委派李奇微中將接替任第8集团军司令。

### 围绕38度线的战斗（1951年1月–6月）

#### 第三次戰役
1950年12月31日，中朝軍隊全線進攻，突破聯合國軍防線，使其於1951年1月2日全線撤退；中朝軍隊1月4日進佔漢城，1月5日渡過漢江，1月8日占領仁川:137。至1月2日，志愿军已突入联合国军防御纵深15至20公里，打乱联合国军部署，联合国军被迫全线撤退。由于志願軍與人民軍的进攻，联合国军于1月3日15时开始撤离汉城。1月4日，第39、第50军及人民军第1军团各一部进占汉城。至1月7日，联合国军已退至三七线南北之平泽、安城、堤川、宁越、三陟一线，作战过程中大批韓軍和少量美军因撤退不及被中朝军队歼灭，而联合国军的重兵集团却并未遭歼灭；彭德怀认为联合国军是在有计划地南撤，企图诱敵深入，重演仁川登陆故伎，故命令志愿军停止追击，战役遂于1月8日结束。
1951年1月13日，聯合國提出停战建议，但毛泽东认为志愿军有能力将聯合國军逐出朝鲜半岛，他在给彭德怀的指示中称现在停火「将给政治面上以很大的不利」，要求趁热打铁，统一朝鲜半岛。但由于军需紧缺，志愿军已难以即刻推进。
聯合國第一委員會在討論過中華人民共和國對停战建议的答覆後，有24國認為它等同于要求“聯合國放棄聯合國憲章，間接宣告中華人民共和國、北韓沒有侵略，聯合國安理會與大會決議防衛南韓是錯誤的”。委員會在1951年1月30日否决12个亚洲和阿拉伯国家提出的「关于在朝鲜停止敌对行动、和平解決朝鲜问题及其他远东问题召开7国会议」和「包括志愿军在内所有外国军队退出朝鲜半岛，公开选举民族自决」的提案和苏联的修正案。
聯合國大會在1951年2月1日以44票贊成，7票反對，8票棄權，通過第一委員會草案，成為第498號決議，認定中華人民共和國介入朝鲜是侵略行為，呼籲中華人民共和國停止對抗聯合國軍，退出朝鮮半島。
1951年2月2日，政务院总理兼外交部长周恩来发表声明，指責美国操纵联合国大會，在没有中华人民共和国的合法代表参加，且在侵越安全理事会的权限的情形下，通过美国诬蔑中华人民共和国的提案。中华人民共和国认为该提案是“非法的”，“诽谤的”，“无效的”，并呼吁美军停止侵略行为，声称要将抗美援朝战争进行到底。
此后不久，双方再次在战场陷入大规模交火状态。

#### 第四次戰役

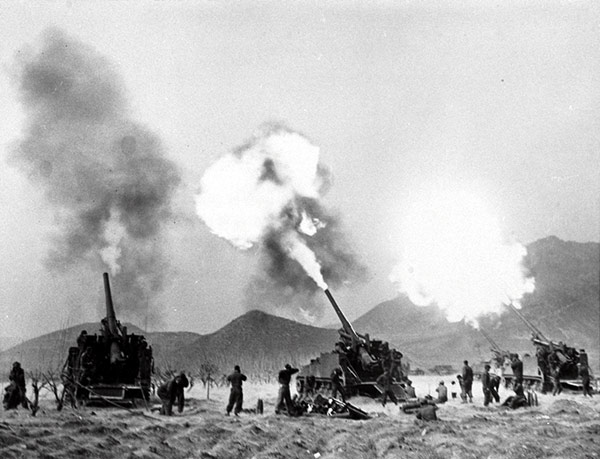
1951年美軍155mm自走砲在向汉城北部開火

李奇微中將接任美國第八集团军司令後，著力提高士氣，增强情報工作，采用陣地戰步步爲營，發揮空軍炮兵的裝備優勢，不以奪取領土為最終目標，而以消耗對方有生力量爲主。他於1951年1月25日發動上任後首次攻勢「霹靂行動」，志願軍被迫撤退到漢江以北。1月25日起，聯合國軍乘志願軍和人民軍尚未得到充分休整之機，由西向東全線進攻；中朝軍隊開始第四次戰役，積極防禦:147。1月28日，毛澤東致彭德懷電：「第四次戰役後敵人可能和我們進行解決朝鮮問題的和平談判，那時談判將於中朝兩國都有利。而敵人則想於現時恢復仁川及漢城兩岸橋頭堡壘，封鎖漢江使漢城處於敵人威脅之下，即和我們停戰議和，使中朝兩國處於不利地位。而這是我們決不允許的。」:1472月，聯合國軍組織23萬人和大批飛機、坦克、火炮，向志願軍全線進攻:12。2月1日，法美聯軍在雙子隧道戰役中戰勝了中國人民志願軍。2月11日晚，志愿军发起横城反击战，牵制住砥平里的联合国军，计划进攻横城西北的南韩第八师，由此打开缺口，向原州的美军防线进击，志愿军取得胜利。志愿军利用横城反击战迫使南韩第三、第五、第八师以及美军第二师一部和空降一八七团开始后撤，在一定程度上缓解志愿军在整个战场上面临的压力。横城反击战后，除了砥平里的联合国军，东线联合国军出现全线动摇的迹象，并开始不同程度的后退。
2月13日，志愿军发起砥平里战斗。溫玉成將軍指揮志愿军第39、第40、第42軍五個師中的八個團約6,000人，向橫城以西砥平里美軍第二步兵師23團（弗里曼團）發動猛攻。弗里曼團有團屬坦克中隊、一個野炮營及法國步兵營，兵力約4,500人，拥有坚固的防御工事和装备火力方面的优势，志愿军的八個團遭受重大伤亡，至少是联合国军伤亡的两倍多，进攻失败。美方资料美法聯軍伤亡301人，42人失蹤，美軍稱砥平里战役為「韓戰的蓋茨堡戰役」「第二次仁川登陸」，對美軍士氣鼓舞極大。
1951年3月7日－4月4日，美軍進行撕裂者行動。3月7日，聯合國軍集中20多萬兵力，幾百架飛機支援，全線進攻中朝軍隊；中朝軍隊3月13日主動撤離漢城，到3月底移到三八线以北，4月21日第四次戰役結束:150。在3月14日晚上至15日，南韓第1步兵師和美軍第3步兵師重佔漢城，標誌著1950年6月以來第4次，也是最後一次該首都易手。
由於缺乏現代化空軍編制，志願軍在戰場上沒有所謂前線與後勤的區別，整個戰線曝露於美軍的猛烈空襲之下，只能利用夜戰突擊，並在夜間以大量民工搶修道路與橋樑，隨炸隨修，修復後又再遭炸毀。嚴苛的環境逼得志願軍總司令彭德懷曾在2月20日搭機返回北京，排闥直入毛澤東住处，進言前線之困難。毛澤東向彭德懷提出：“朝鮮戰爭能速勝則速勝，不能速勝則緩勝，不要急於求成。”

#### 第五次戰役
1951年4月，聯合國軍开始掌握一定的優勢，中国军队国内增援兵团于4月16日陆续抵达后，朝鲜半岛战场上的志愿军总兵力首度超过联合国军，在数量上处于上风。4月8日，志願軍位於三登的後勤倉庫被美機發現猛炸，大部被毁，共損失口糧300萬斤，豆油33萬斤，軍衣40多萬套等:488-489。4月11日，麥克阿瑟被解職，由美軍第八集團軍司令李奇微接任；4月22日，中朝軍隊以20万兵力，發起第五次戰役:151。5月16日黃昏，志願軍和朝鮮人民軍以9個軍兵力突破聯合國軍防線，開始第五次戰役第二階段作戰，經過5天激戰，擊潰韓國國軍第五師和第七師，殲敵1.7萬餘人；志願軍180師在這次作戰中擔負穿插任務，只帶7天乾糧和部分彈藥:7。180師在後撤轉移中，因部隊疲勞等，在春川西北地區被敵軍割斷，傷亡較大:499。志願軍1個軍只有198門火炮，不及美軍1個師（476門）一半；志願軍僅有800輛汽車，已被美軍飛機炸毁600輛:8。5月20日，美軍和韓國國軍憑藉高度機械化，很快堵塞志願軍打開之缺口，5月21日彭德懷電告毛澤東並指示各部隊停止追擊；美軍待志願軍「禮拜進攻」（進攻一星期左右）後，就用「磁性戰術」大舉反撲:8。在志愿军的全面攻势结束后，聯合國軍開始發動攻勢，逼進鐵原、漣川，志願軍63軍奉命坚守铁原，减缓了联合国军的进攻速度。最终，志願軍全線撤退約40公里后在铁原一线拼死阻止住聯軍的進攻，聯合國軍第二次跨进三八线，美軍的彈藥量是平常五倍密集砲擊，被稱為“范弗里特彈藥量”，單一砲兵營在24小時內就射擊12,000發以上進行無間歇砲幕，志願軍奉命孤军断后的第三兵團60軍180師陷入重围，损伤过半，剩余5,600余人突围至三八线以北。由於師黨委會通過全師分師分散突圍:8-9，師大量官兵陣亡，數千人被俘，佔朝鮮戰爭中全部志願軍被俘人數1/3以上:11。6月10日，第五次戰役結束，中朝軍隊把戰線穩定在三八线附近地區；從此，朝鮮戰爭進入相持階段:153。6月中旬，毛澤東告訴鄧華，要他負責傳達新指導方針：「充分準備持久作戰和爭取和談，達到結束戰爭」；在軍事上概括出「持久作戰、積極防禦」方針:159。
联军方面的战役结果统计是联军傷亡15,769人，中朝合計傷亡110,000-160,609人。中华人民共和国方面的战役结果统计是聯军傷亡8万2千多人，为五次战役中傷亡最多的一次。志願軍傷亡是8万5千多人，尤其是后期的撤退行动中，伤亡达1万6千人，其中第180师的损失最惨重，阵亡、负伤和失蹤总計7,644人，5000餘人被俘。

### 麥克阿瑟被解職

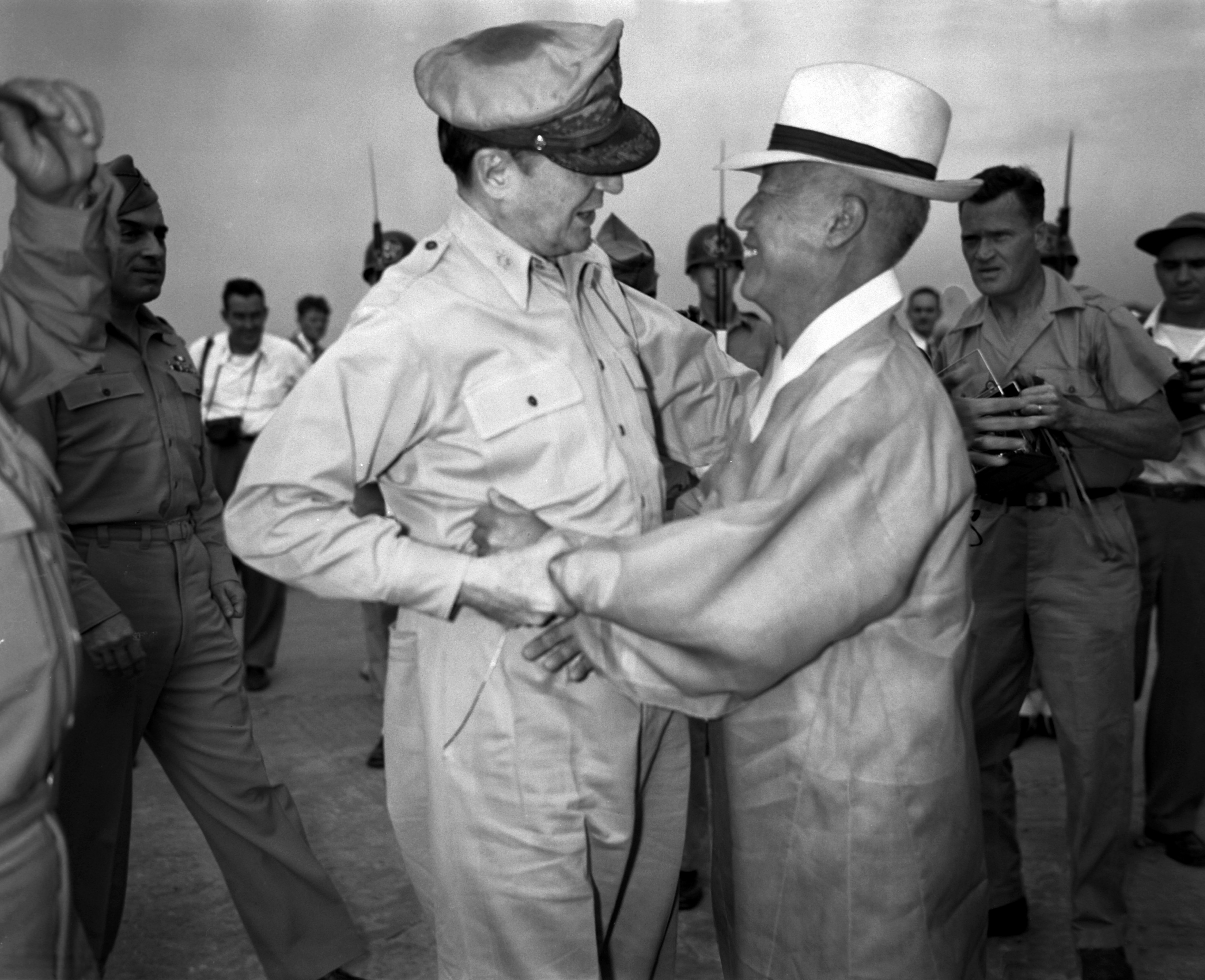
麦克阿瑟（左）和韩国首任总统李承晚在抵达金浦空军基地时互相热烈欢迎。

杜鲁门政府与联军前方指挥官麥克阿瑟的意见产生很多冲突。美國國務院起草杜魯門總統向中華人民共和國政府提出舉行談判之建議聲明，開始同其他參戰國磋商，並於1951年3月20日通知聯合國軍司令麥克阿瑟；但是，麥克阿瑟在3月24日對中華人民共和國政府發表聲明：「敵方現在一定痛苦地知道，聯合國軍如果決定放棄把戰爭局限於朝鮮境內容忍努力，而擴大我們的軍事行動到中國的沿海地區和內地基地，這就使中國遭受軍事上即將崩潰的危險。」:101-102。杜魯門希望避免與中華人民共和國或蘇聯产生直接衝突，不想引發第三次世界大戰。中國抗美援朝總會發言人發言藐視麥克阿瑟，杜魯門得知麥克阿瑟聲明，認為：「這是對我作為總統和最高統帥而發布的命令的公然違抗。」、「實際上，麥克阿瑟的舉動等於用最後通牒來威脅敵人，等於說盟國的全部優勢力量可以用來攻擊赤色中國......在我們的盟友中果然馬上就發生了這樣的影響。世界各地的首都所發出的詢問函電紛至沓來。」:102麥克阿瑟則以軍事上的勝利為優先，在朝鲜半岛的行动很多都未得到华府的首肯，有些甚至违背华盛顿的决策。4月10日，杜魯門總統責成參謀長聯席會議主席布萊德雷給麥克阿瑟發出照會：「我以總統和最高統帥官名義，非常遺憾地免去閣下的駐日聯合國軍司令官、聯合國軍最高司令官、美遠東軍司令官、遠東地區美陸軍司令官職務。請閣下將指揮權立即移交給李奇微將軍。」:1024月11日，這項命令是麥克阿瑟在無線電廣播中與全世界民眾一起知悉的。被解職以後的麥克阿瑟在全美受到英雄式的歡迎，1951年4月19日，麥克阿瑟在國會大廈發表題為《老兵不死》的著名演講。但是這股熱潮並未持續到1952年麥克阿瑟參與共和黨總統初選。
1951年5月18日，聯合國大會通過美國提出的联合国大会第500号决议，要求聯合國成員国對中國大陸與朝鮮實行禁運。

## 中后期经过（1951年6月–1953年7月）

### 第一次停战谈判

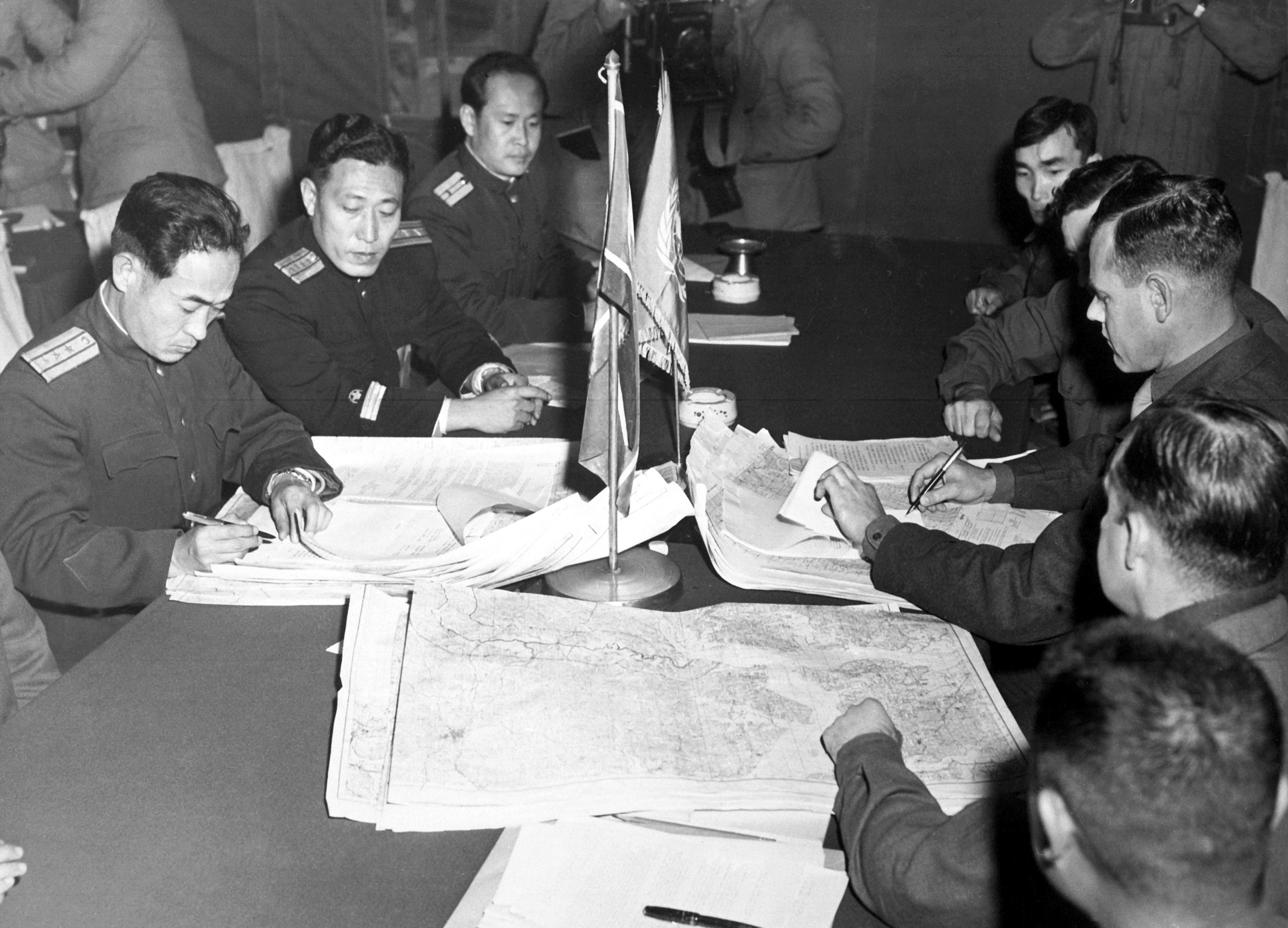
雙方舉行第一次停戰談判

经历一年的大规模冲突后，美國國務卿艾奇遜通過顧問、前美國駐蘇聯大使喬治·凱南以私人身份單獨會見苏联驻联合国代表馬立克:103，於1951年5月31日與6月5日兩次秘密會面，雙方都表示希望停火。1951年6月23日，蘇聯駐聯合國代表馬立克建議和平解決朝鮮問題，主張交戰雙方談判停火與休戰，軍隊撤離三八线:160。6月23日，马立克在聯合國新聞部舉辦之《和平的代價》廣播節目裡發表演說，建议朝鮮戰爭交戰双方停火谈判，双方外國軍隊撤出朝鮮半島:103：「目前最尖锐的朝鲜武装冲突问题，也是能够解决的。......苏联人民认为，第一个步骤是交战双方应该谈判停火与休战，双方把军队撤离三八线。」
6月25日，中华人民共和国和美国几乎同时发表声明表示赞同，当日《人民日报》发表社论表示“我们中国人民完全赞同这个建议”，美国总统杜鲁门在田纳西州参加航空工程研究中心落成典礼上发表演说表示美国“愿意参加朝鲜半岛和平解决的谈判”。
美国官方文件显示，美国政府方面的反应相对谨慎但很迅速，在確認马立克是代表苏联官方立场，并得知参加联合国军的各国大使均一致同意谈判后，28日，召开美國參謀長聯席會議（JCS）和国务院联席会议，会上，助理国务卿迪安·魯斯克建议由李奇微通过广播向对方发出派代表参加和谈的邀请，除空军参谋长霍伊特·范登堡上将表示反对外，这一提议得到JCS其他成员的支持，第二次JCS-国务院会议很快批准广播稿并发给李奇微，29日，修改后的广播稿被总统批准后，立即被发给李奇微。美國政府授權聯合國軍總司令李奇微將軍在當邀請朝中代表磋商停戰談判之可能:103。6月30日，聯合國軍總司令李奇微奉美國政府之命發表聲明，表示願意同人民軍和志願軍舉行停戰談判；還提出在停泊元山港之一艘丹麥傷兵船上會談:160。6月30日早8点整（东京时间），李奇微向志願軍與人民軍發表广播聲明：「本人以联合国军总司令的資格，奉命与貴軍談判下列事項：因為我得知貴方希望举行停戰会议，以停止在朝鲜的一切敌对行为及武装行动，并愿停战协议的實施。我在獲得貴方愿意的答复后，將派出我方代表並提出会議的日期，以便與貴方代表會晤。我願提议此会议在元山港一只丹麦医疗船上举行。」:103
7月1日，朝鮮人民軍最高司令官金日成和中國人民志願軍司令員彭德懷聯名覆電李奇微，聲明同意舉行停戰談判，並建議談判地點為北緯38度線以南之開城:160。朝、中部隊連續五次戰役，把敵軍從鴨綠江邊逐回三八线附近，迫使美國於1951年7月接受停戰談判:5210。朝鲜人民军总司令金日成和中国人民志愿军总司令彭德怀於7月1日通過電台答复道：「你在本年6月30日关于和平谈判的声明收到了。我们授权向你声明：我们同意为举行关于停止军事行动和建立和平的谈判而和你的代表会晤。会晤地点，我们建议在三八线上的开城地区。若你同意，我们的代表准备于1951年7月10日至15日和你的代表会晤。」:103
美國政府授權李奇微，在停戰談判期間，可以陸地、兩棲、空中、空降和海上作戰，以支持談判:160。毛澤東和周恩來準備談判，決定由鄧華、解方為彭德懷代表出席談判會議；同時決定派出由外交部副部長李克農率領、包括喬冠華等停戰談判工作組立即赴朝鮮半島:160。7月2日，毛澤東致電彭德懷等，對朝中軍隊在三八线部署：一方面加強正面防禦陣地第一線兵力，防止敵軍大規模進攻；另一方面，加強側後方兵力，防止敵人從朝鮮半島蜂腰部東西兩岸突然登陸:160。7月5日，李克農率領停戰談判工作組從北京前赴朝鮮半島，行前李、喬冠華與毛澤東長談；7月7日，朝中停戰談判代表團到達開城:161。毛澤東幾乎投入全部精力指導談判準備工作，親自起草朝中方面致李奇微多次覆函，親自審閱修改準備談判接洽之新聞稿，草擬朝中方面關於停戰協定之草案，並徵詢金日成、彭德懷和斯大林；並關照準備談判會議場所、雙方代表宿舍佈置、各種用具、設備和食品，中方代表團成員到達談判地點具體時間等:161。
7月8日，雙方提出正式代表名單：韩美方面为首席代表、美國遠東海軍司令官特纳·乔伊中將（美），遠東空軍副司令官勞倫斯·卡迪·克雷吉空軍少將（美），第八軍團副參謀長霍迪斯（亨利·霍治）陸軍少將（美），參謀長阿利·伯克海軍少將（美）和韓國國軍第一軍軍長白善烨少將（韩）；朝中方面代表为首席代表、朝鲜人民军第二軍團長南日大將（朝），人民軍李相朝少將（朝）、志願軍副司令員邓华（中）、志願軍參謀長解方（中）和张平山（朝）:103-104。7月10日11時，在开城，停战谈判正式開始:104。會議開始後，雙方就議題交換意見，朝中提出：一、以三八线作為軍事分界線，在此線南北各十公里以內建立非軍事區；二、協商戰俘遣返問題；三、在短期內撤走朝鮮境內的全部外国军队:104。韩美并没有接受这一建议，要求将停火分界线放置在朝中控制的地区，並要求其将军队撤至当时的实际控制线以北的金城、金化、市边里、伊川、洗浦里、淮阳、通川一线，给予联合国军方面1.2万余平方千米的土地作为“海空优势补偿”，遭朝中拒绝。第一次谈判破裂。7月26日，雙方通過談判議程：一、通過議程；二、確定雙方軍事分界線，以建立非軍事地區；三、在朝鮮境內實現停火與休戰的具體安排；四、關於戰俘的安排問題；五、向雙方有關各國政府建議事項:168。8月6日，彭德懷與金日成聯名覆電李奇微：我們已再度命令我方警衛部隊不進入開城會址區；望李奇微接到答覆後即令其代表團來開城復會:512。

### 双方再談判

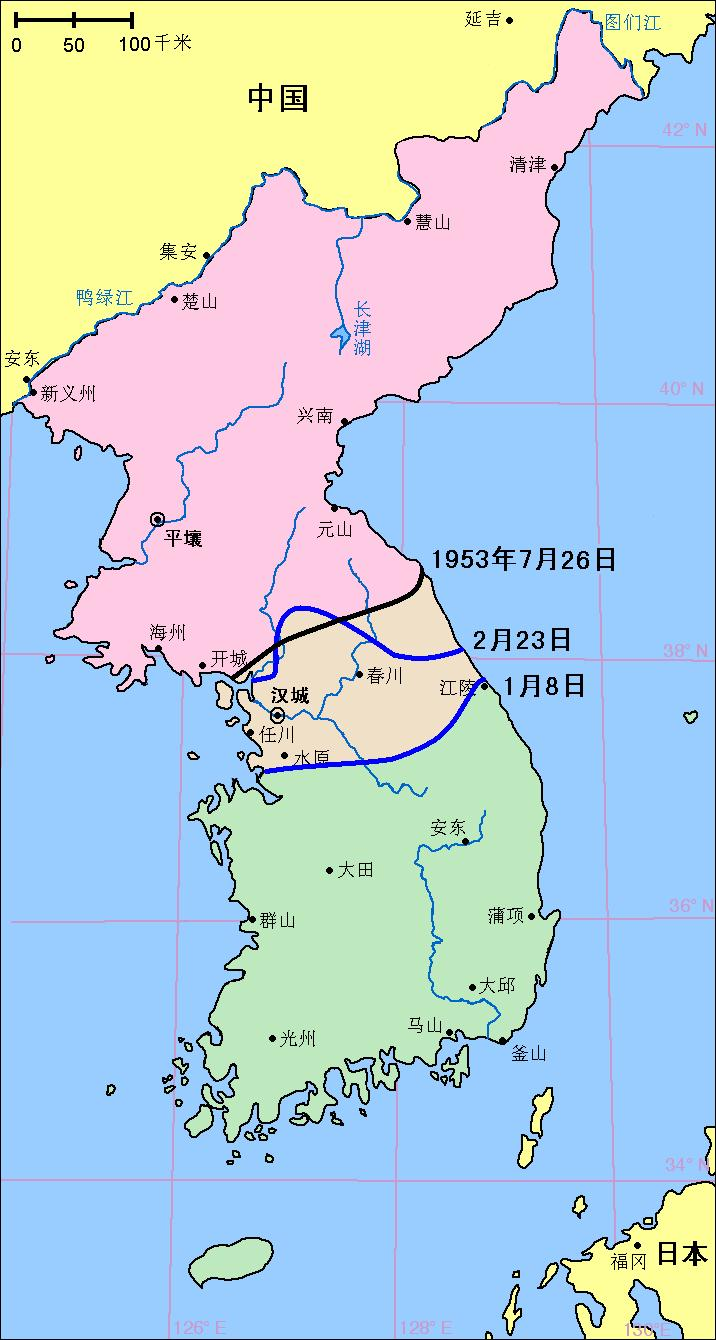
联合国军在1951年1月9日至1951年2月23日的进攻和双方僵持阶段形势，黑线为最终双方军事分界线

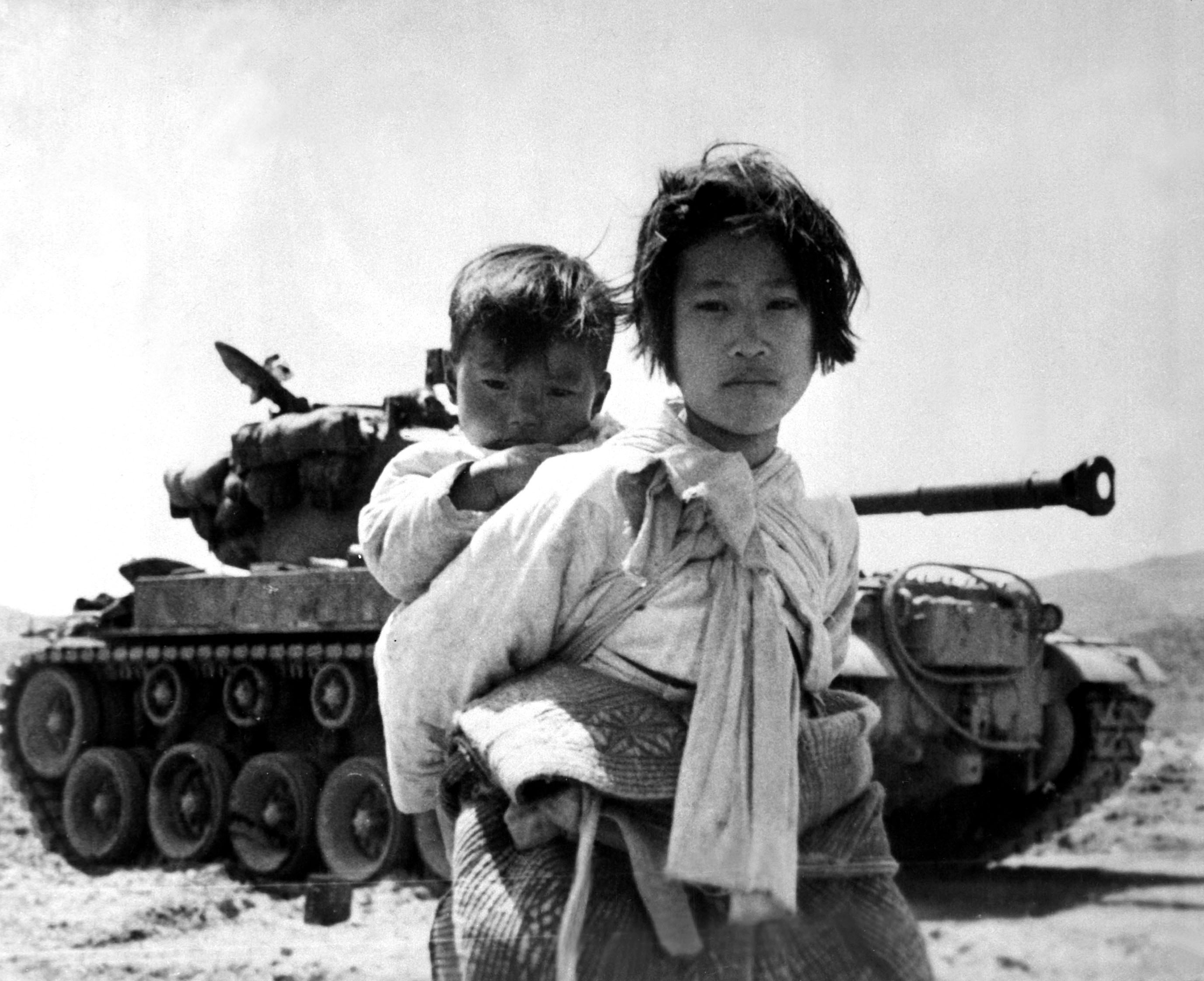
戰爭中的朝鮮半島人民

为获得停战谈判的有利条件，联合国军和韓國國軍于1951年8月18日－9月18日和9月29日－10月22日分别发动夏季攻势和秋季攻势，分别进攻朝鮮和中國人民志願軍方西线和东线防线。8月27日，彭德懷與金日成聯名致函李奇微，反驳其8月25日拒绝承认美機轟炸中方開城代表團駐地的覆文:516。在談判期間，美國先後發動多次攻勢，均被朝中擊退:5210。朝中军队转入防御，同时还遭到洪水灾害，很多防御工事被毁。经过两个月激战，联合国军占领646平方千米土地，平均每个月推进约2公里。10月25日，聯合國軍代表同朝中方面重開谈判，地点改在位於開城東南8公里之板门店:171。10月30日至11月下旬间，志愿军发起局部反击战，占领280平方公里土地，并巩固开城地区的防御。11月27日，双方就军事分界线及非军事区问题达成协议：“以双方现有实际接触线为军事分界线，双方各自由此线后退两公里以建立停战期间的非军事地区。如军事停战协议在本协议批准后30天之后签字，则应按将来双方实际接触线的变化修正上述军事分界线与非军事区。”12月11日，開始談判戰俘問題，朝中主張依照日內瓦公約規定遣返全部戰俘，美國則稱「自願遣返原則」，拒絕全部遣返:173。12月12日朝中方面代表提出全部遣返雙方戰俘之方案，但聯合國軍方面3個星期不予答覆；1952年2月，朝中方面又建議全部戰俘被遣返後不再參加朝鮮戰爭，以便讓他們回家過和平生活:115。

### 喋血岭与伤心岭
在1951年8月18日－9月18日的夏季攻势中，为了确保休战后获得更为有利的阵地线，自8月18日起，韓國國軍第1军对丁字峰、美军第10军对喋血岭和昭阳江东岸地区同时开始攻击，这是夏季攻势的前期作战。进攻比雅里西南方的983高地和773高地的韓國國軍第1军第5师第36团（临时配属美军第10军第2师指挥），遇到朝鲜人民军将领方虎山的坚决抵抗。朝鲜人民军与大韩民国国军在983、773高地的反斜面上展开一场短兵相接的血战，几天下来，整个山顶都被鲜血染红了，看到这种凄惨战况的美军记者，不由得喊出“Bloody Ridge”（喋血岭）这个名字。到8月27日，韓軍被迫撤退，所夺取的各个山顶又被朝鲜人民军占领。联合国军改由美军第2师第9团接替韓國國軍第36团攻击喋血岭，该团于8月31日和9月1日从正面攻击，仍然没有成功。朝鲜人民军躲在反斜面的坑道内，在美军将要前进到山顶阵地时，突然猛烈射击，因此每次美军都遭到重大损失。9月5日喋血岭终被美韩联军攻下，在从8月18日到9月5日攻击喋血岭的3周时间内，联合国军所受的损失是战死326人、负伤2,032人、失踪414人，共计2,772人。依美军第二師估計，中國人民志願軍、北韓共傷亡15,000人。
范弗里特上将在喋血岭的攻击开始陷于僵局之时，就设想在中、东部战线进行一次大规模的作战，以求停火后有一条更加坚固的防线。但是喋血岭的损失报告却给了他很大震动，如果按照原来的计划实施，将会遭到的损失和物资消耗是无法承受的，于是美第10军转为夺取喋血岭正北方的851—931—894高地群，此高地群从主脉向东西延伸出的无数支脉会使人想起鱼的背骨而感到毛骨悚然。目击这个山峰战斗的美军记者喊出「Heartbreak Ridge」（伤心岭）这个名字。美军的攻击从9月13日凌晨5时30分开始，先进行30分钟的攻击准备射击，然后美军第2师第23团开始前进。中午时分，美国人发现他们“闯进黄蜂的窝巢里”，朝鲜人民军在之前一直静静的山背上同时喷射出交叉炮火，美军第23团突击连受到机枪交叉射击和手榴弹攻击，还受到火炮和迫击炮的集中射击。第23团两个营除退到山谷间避开直射火力，挖战壕防身外，别无他法。直到黄昏，第23团也没有发现一个朝鲜人民军士兵，只是被打的抬不起头来，官兵们直言是“重蹈喋血岭的覆辙”。9月16日，美军第23团詹姆斯·Y·亚当斯团长派出预备队从两翼同时攻击，以减轻正面部队的压力，但这次攻击也被朝鲜人民军“像铁桶那样的火网”所阻，一步也未进展。9月20日新任第2师师长罗伯特·N·扬格少将下令参加过喋血岭作战的第9团夺取位于伤心岭两侧的1024和867两个高地。1024高地被夺下，但因其距离伤心岭有7公里远，因而对朝鲜人民军反斜面的坑道战术的压制效果不大，而且新换上来的朝鲜人民军第15团顽强守住867高地。扬格师长仔细地研究这次攻击，作出结论报告说“这是一个大失败”，并于9月27日决定中止这次攻击，待10月初在新的构想之下再攻击，自联合国军于1月转入反攻以来，困难的攻击是不少，可是用了两个星期的时间也没能夺取阵地，以致停止攻击，还是第一次。此时朝鲜人民军也受损过度、疲累不堪，匆匆将阵地移交给中国人民志愿军，以便撤走休息。中国人民志愿军一向采取灵活、多变的运动战，反对死打硬拼，后来为了迂回作战，主动放弃这片高地。此役美军第2师傷亡3,700多人，美方估計中國人民志願軍、北韓此役傷亡25,000人。中方估计整个朝鲜战争1951年夏秋季战役作战中，中國人民志願軍與北韓共毙伤俘联合国军16.8万余人，自身則伤亡3.3万余人。这次作战，迫使美方不得不恢复停战谈判，并放弃其原来的要求。志愿军战士在战斗中创造的马蹄形工事是坑道工事的雏形，为以后建成以坑道为骨干的防御体系提供了重要经验。

### 談判拖沓
由於雙方的條件懸殊，停戰談判整整進行兩年。1952年5月7日，克拉克將軍在隨從參謀白納特中校陪同下，飛抵日本東京羽田機場，準備接替李奇微將軍擔任美國遠東軍司令官、聯合國軍司令官:138。5月12日，李奇微將指揮權移交給克拉克將軍:149。王樹增提到：“在这两年中，在双方的防御线上，密集地部署着200多万人的大军，构筑世界战争史上最漫长的、最复杂的、最坚固的防御工事。联合国军的防线由部署严密的火炮阵地、坦克群以及步兵组成，数层阵地使其纵深达300公里，每一层防线都构筑永久性的工事和堑壕，每一层防线都制定周密的空军支援预案，形成一个火力强大的立体防御网络，这条防线被称做‘一道不可逾越的死亡深渊’。中国人民志愿军的防线上，数十万官兵开始建设世界上最浩大的地下防御工程，其土石方总量能开凿数条苏伊士运河、沿着对峙线自西向东，数百公里的防线上，深埋在地下的永久式坑道和交通壕蛛网般四通八达，由于武器装备上的差距，在联合国军拥有空中优势及火炮优势的情况下，中国人民志愿军采用广泛的地下工事群保存了部队，并有效的阻止了联合国军尝试北进的企图。5月，停戰談判取得重要進展，實現停火與休戰的具體安排向雙方有關各國政府建議事項，雙方達成協定；至此，只剩下關於戰俘的安排問題沒有解決:173。朝中方面為謀求戰俘問題解決，兩次提出折中調整方案，都遭聯合國軍代表拒絕；7月13日，聯合國軍代表提出一個遣返方案，其中遣返人民軍戰俘佔應被遣返總數80%左右，遣返志願軍戰俘只佔應被遣返總數32%:174。10月8日，朝鮮停戰談判聯合國軍首席代表哈里森單方面宣布無限期中斷板門店會談:208。

### 上甘嶺戰役

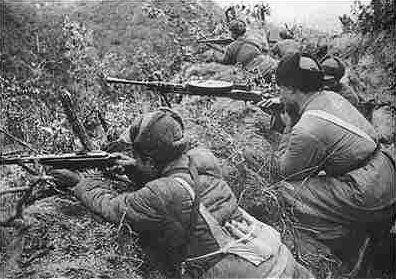
中国人民志愿军，1952年

1952年10月14日凌晨，联合国軍第8集團軍司令范弗里特發動金化郡以北的上甘嶺之戰。美國在上甘嶺地區發動空前激烈之「金化攻勢」；金化，位於三八线中段，是從漢城地區進攻平康平原必經之鐵路樞紐，因而是攻勢中必爭之地:175。志願軍與6萬多敵人激戰43天，打退900多次進攻，斃傷俘敵2.5萬餘人:39。雙方在陣地上进行拉锯战。多次反復爭奪的結果，雙方皆死傷慘重。在不到3.7平方公里的上甘嶺陣地，美軍出動3,000架次飛機和170餘輛坦克:340。美軍共發射炮彈超過230萬發，嶺上泥土平均被炸翻出至少3米。中國人民志願軍軍隊傷亡情況遽增，不過仍倚靠有系統建設的坑道工事阻止美軍的攻擊。根据中华人民共和国方面统计，志愿军阵亡4,838人，伤6,691人。根据联合国军方面统计，联合国军阵亡1,461人，伤4,700餘人（另一說是傷亡9,000餘人）。

### 夏季进攻战役（1953年）

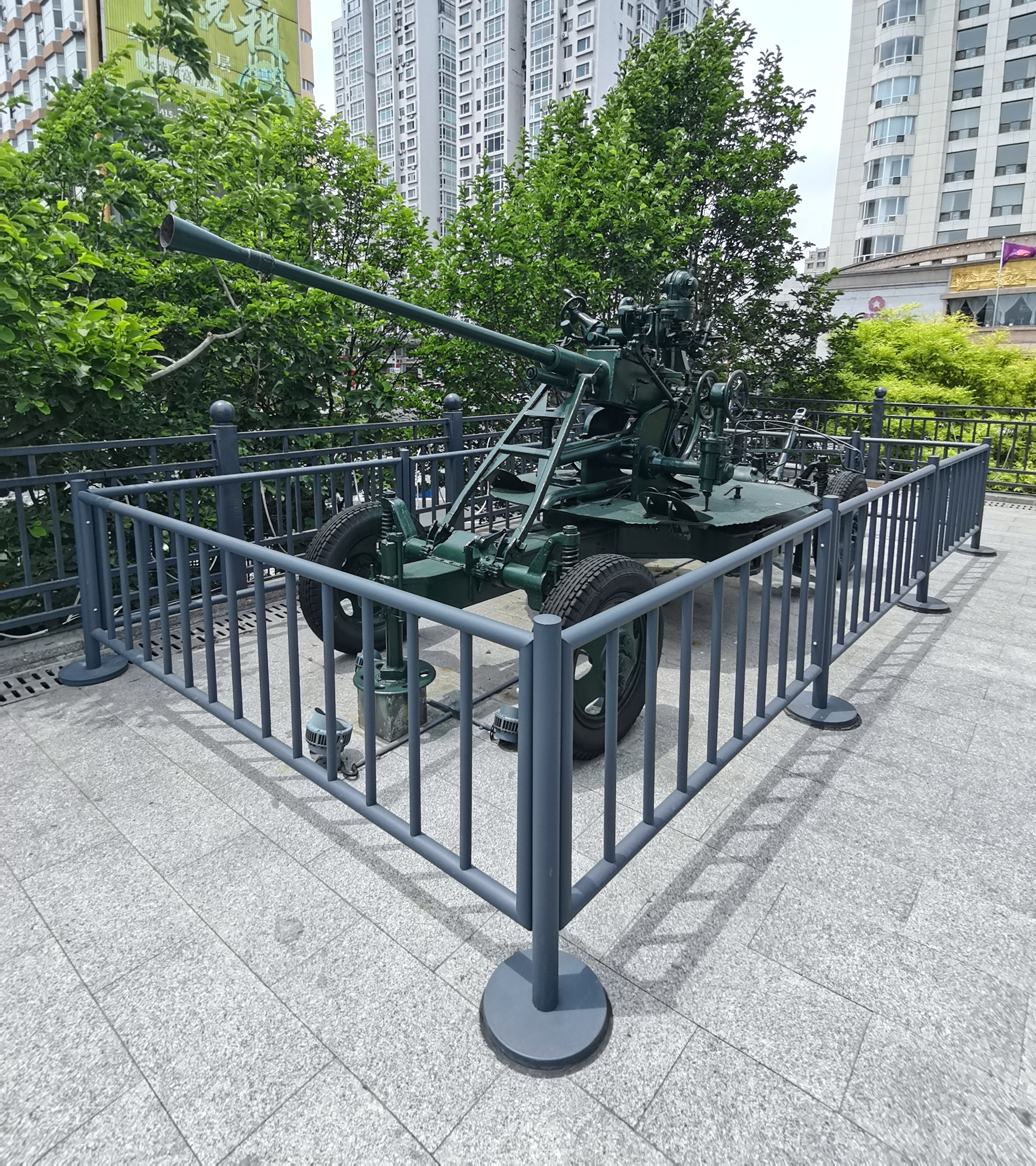
中国人民志愿军装备的苏制单管37毫米高射炮

1953年2月22日，聯合國軍司令克拉克致信金日成與彭德怀，建議雙方交換傷病戰俘:211。此外，在中研院近代研究所歷史研究中提及同年3月5日斯大林去世等等因素，如提及朱平超所写的《1950-1953年中的中美朝鲜停战谈判》。持續近兩年的談判終於變得現實起來。3月22日，周恩來致毛澤東電：「蘇方提議的中心思想，即是準備在戰俘問題上求得妥協，以掌握和平的主動權。解決方案，是利用克拉克的文件，由金、彭出面答以同意根據日內瓦公約一〇九條，雙方先行交換重傷病戰俘，其不願回者暫交中立國，並恢復板門店談判解決具體問題。然後即由中朝雙方當局分別發表聲明，主張戰俘按分類辦法實行遣返，要求遣返者立即遣返，其餘則交由指定的中立國（如印度或其他國，視情況再定），保證其得到公正解決。蘇聯外長跟著發表贊助聲明，然後蘇聯在聯合國代表即作同樣活動。」:1813月28日，金日成、彭德懷覆函克拉克，同意交換病傷戰俘，並建議立即恢復談判:182。3月30日，周恩來代表中華人民共和國政府發表《關於朝鮮停戰談判問題的聲明》，提出經朝中共同研究之建議：「談判雙方應保證在停戰後立即遣返其所收容的一切堅持遣返的戰俘，而將其餘的戰俘轉交中立國，以保證對他們的遣返問題的公正解決。」:182-1834月6日，朝中方面聯絡官朝鮮人民軍李相朝少將與聯合國軍方面聯絡官美國約翰·C·丹尼爾海軍少將就雙方遣返傷病戰俘問題舉行會談，4月7日雙方交換傷病戰俘估計人數，4月11日完全達成協議:212。
1953年4月中旬，毛澤東向鄧華提出：「爭取停、準備拖。而軍隊方面則應作拖的打算，只管打，不管談，不要鬆勁，一切仍按原計劃進行」:183。4月23日，毛澤東對鄧華關於舉行夏季戰役反擊之幾點意見批語：「至於停戰得早，或不要打以利談判，則可於五月間適當時機再行決定。」:1834月24日，李承晚轉告艾森豪，如果達成允許志願軍繼續留在鴨綠江以南之任何協議，他就決定將韓國軍隊退出聯合國軍，在必要時將繼續單方面作戰:184。

### 最後的突破
4月26日，朝鮮停戰談判恢復，南日將軍之提案遭到聯合國軍首席談判代表哈里森拒絕；5月7日朝中方面再次提出解決遣俘問題之八項提案：一切堅持遣返之戰俘，予以直接遣返，其餘不直接遣返之戰俘，全部交給印度、波蘭、捷克斯洛伐克、瑞典五國組成之中立國遣返委員會接管:215。
5月13日，朝中发动夏季进攻战役，目的是「消滅敵人，配合談判，吸取經驗，改善陣地。」:216中国人民志愿军出动20兵团第19兵团和第9兵团在火炮掩护下从西线、中线、东线、三路出击，从正面突破联合国军地下坑道防御工事，经激战，除个别支撑点内的联合国军守突围外，其余均为志愿军消灭，中華人民共和國方面聲稱先后毙伤俘联合国军4,133人，志愿军伤亡1,608人。志願軍提前發起夏季反擊作戰，迫使美國在5月25日基本接受朝中方面之提案，夏季反擊作戰第一階段結束:184。5月27日起，志願軍發起夏季反擊作戰第二階段攻勢，原定打擊美軍為主，改為打擊韓國國軍為主:184。志愿军第19兵团、第9兵团、第20兵团及朝鲜人民军先后对韓國军团以下兵力防守的51个支撑点进攻作战65次，共歼灭联合国军41,203人，志愿军伤亡19,354人。志愿军突破联军阵地正面达12公里，纵深达6公里，为第三次进攻创造有利条件。至6月中旬志願軍共斃、傷、俘敵軍4.5萬多名，突破敵陣地正面達12公里，縱深達6公里:216。
6月6日，艾森豪致信李承晚，敦促他接受停戰協議，並提醒他武力統一只是一個「夢想」:184。6月8日，美方接受朝中方面關於戰俘遣返問題之方案，朝鮮停戰談判之最後一項問題，終於達成協議，並公布於世:216。6月15日，停戰談判各項議程全部達成協議，按照雙方實際控制線劃分軍事分界線工作即將完成:184。志願軍和人民軍發佈命令：「從六月十六日起，各部隊一律停止主動向敵人攻擊，但對敵人向我發動的任何進攻，則應堅決地給以打擊。」:1856月16日，李承晚覆函艾森豪，拒絕接受停戰協議:185。6月19日，韓國扣留2.7萬名朝鮮人民軍戰俘:216。
6月21日，毛澤東致彭德懷電：「停戰簽字必須推遲，推遲至何時為適宜，要看情況發展方能作決定。再殲滅偽軍萬餘人，極為必要。」:1857月13日至27日展开第三次进攻，即金城战役，这次进攻以打击韓國國軍为主。志願軍和人民軍於7月13日發動金城戰役，幾天內殲敵5萬人:216。志願軍在金城以南地区，对韩国國军防守的坚固阵地实施的进攻战役。此役志愿军第9、第19、第20兵团及人民军对韓國國军作战45次。在7月13日展开进攻至16日转入防御，仅3天时间便将战线从正面向前推进192.6公里。联合国军在接下来的时间里出动8个师兵力反击1000余次。中方宣称志愿军在金城战役中予韓军漢城师以歼灭性打击，重创联合国军3个师，共歼灭联合国军52,783人，志愿军伤亡2.3万人。
1953年5月朝中軍隊發動夏季攻勢後，雙方於7月27日在板門店簽訂《朝鮮停戰協定》:5210。7月19日，美方發表聲明，保證實施停戰，並向韓國施壓；隨後韓國政府被迫發表聲明，接受停戰協議:185。7月25日，毛澤東在中共中央和中央軍委1953年7月25日祝賀志願軍夏季反擊作戰勝利電報稿上加寫：「希望全軍指戰員防止驕傲，在停戰協定簽字並生效以後，仍應提高警惕，一面自己嚴格遵守協定，一面防止敵人可能作出破壞的挑釁。」:186
通过夏季战役，向南扩展阵地240公里，将战线拉直。整个夏季进攻战役，中方稱志愿军伤亡5.3万余人，志愿军毙伤俘联合国军12.3万余人。联合国军稱在七月联合国军伤亡29,629人，志愿军傷亡72,112人。但按照美國1989年出版的研究統計，中方在最終攻勢中的死傷為七萬兩千人左右，其中包括兩萬五千人陣亡。聯軍方面大約陣亡一萬四千名，大部分為南韓士兵、但也有1,611名美軍陣亡。

## 陆战以外的经过

### 空战
1950年朝鲜战争初期，美国空军动用远东地区44个中队共657架飞机参战。朝鲜人民军仅有20架战机，很快就失去作战能力。當時中國人民解放軍空軍和海軍初創，無法與美軍抗衡，美軍完全控制制空權和制海權:8。8月，斯大林派遣苏联空军138架飞机进驻沈阳，如此可以迅速飛往朝鮮，出現失利也可以飛回中國大陸境內躲避追擊。

#### 苏联秘密介入

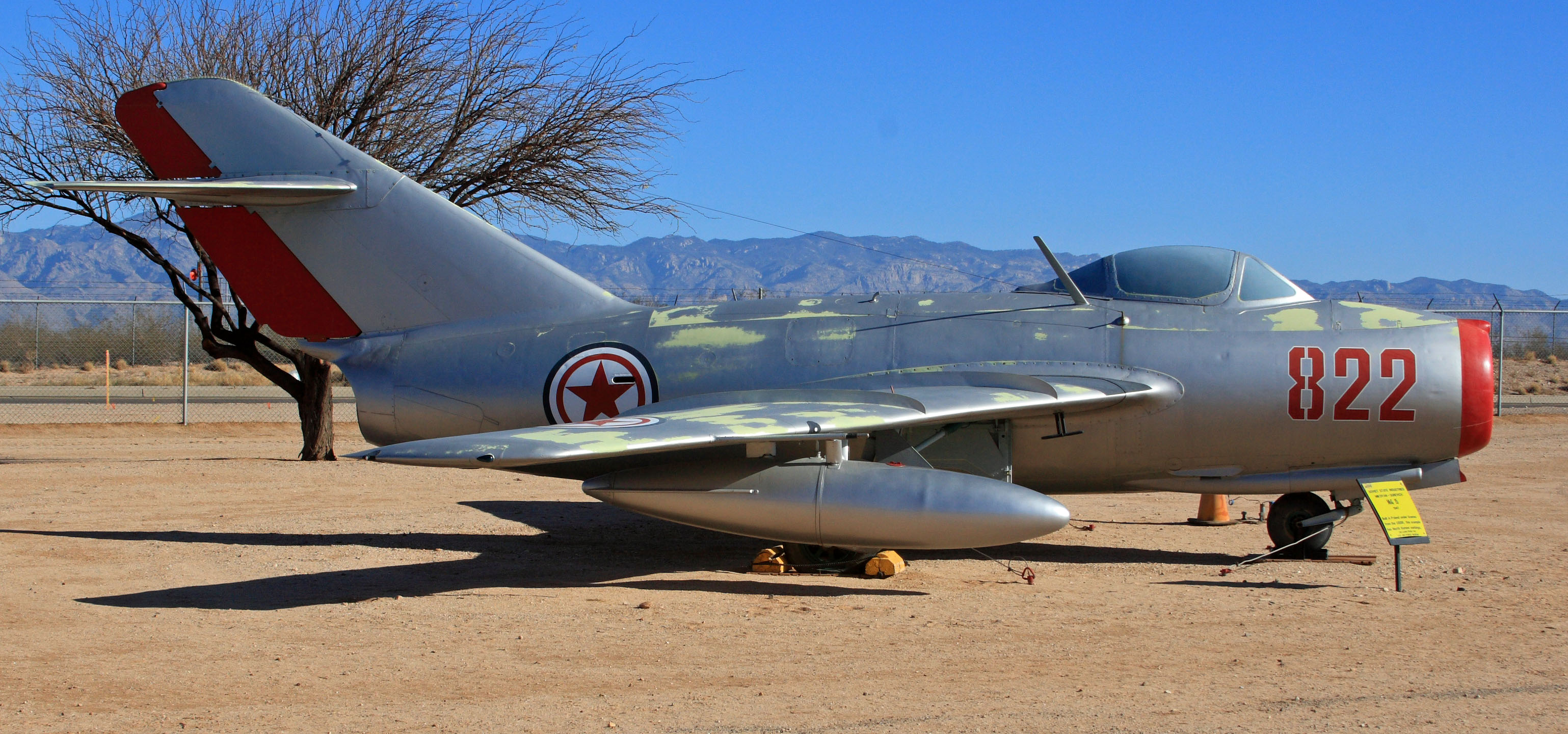
塗裝朝鮮空军標誌的米格-15比斯战斗机。亞利桑那州空軍紀念博物館收藏。

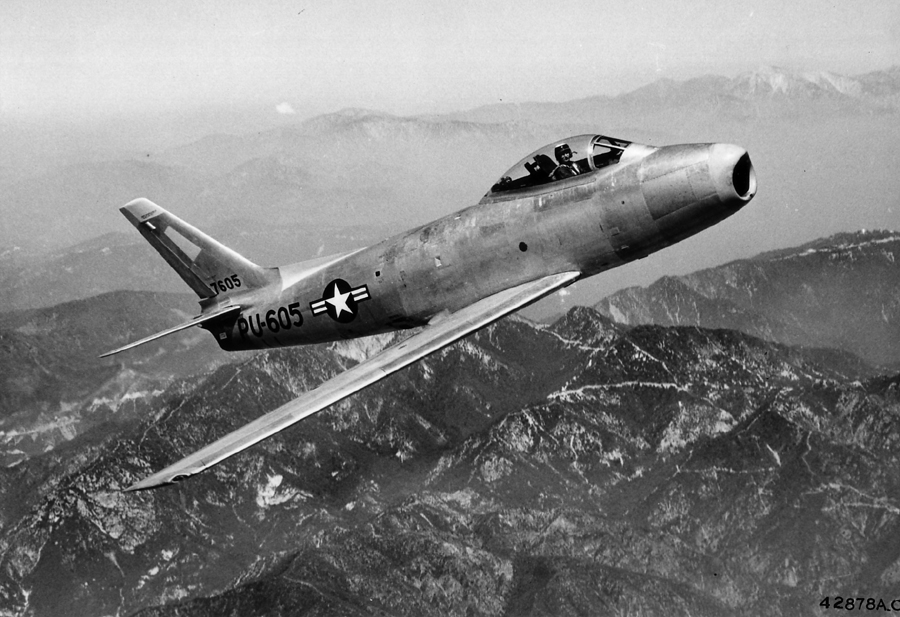
美軍F-86A戰鬥機

1950年11月1日，先期进驻沈阳的苏联空军米格-15戰鬥機在鸭绿江上空朝鮮境内与美空军首次交战。苏联空军歼击航空兵独立第64军，辖2至3个歼击航空兵师、1个独立夜航歼击机团、2个高炮师、3个探照灯团以及1个航空工程兵师、其它保障部队和分队。每个部队自抵达战区后平均8至12个月换防一次。该军的平均人数为26000人。有不少来自总参、各军兵种机关的军官因在此军工作积累经验。自1950年至1953年，第64军总共轮换了空军和苏联国土防空军的12个歼击机师（26个团）、2个独立夜航歼击机团、4个高炮师（10个团）、2个航空工程兵师、3个高射探照灯团和2个海军航空兵歼击机团，以及部分保障部队。受中国人民解放军空军总顾问斯捷潘·阿基莫维奇·克拉索夫斯基空军上将指挥，1952年7月。第64军承担保卫鸭绿江和边境线以南75公里以内战略目标和交通线的任务。在这一阶段，美军参战的飞机（含作戰飛機及非作戰飛機如運輸機、聯絡機等）已经达到14个大队、1100余架飞机，機數雖多，但大部分為螺旋槳式飛機，噴氣式戰鬥機僅有平直翼的F-80，性能上遠遠不如蘇聯空軍的米格-15。11月8日，美國空軍司令范登堡下令派遣F-84E和F-86A各一聯隊至朝鮮半島參戰。第4戰鬥機聯隊的F-86經海上運輸，大部分進駐日本，僅以一中隊進駐漢城附近金浦機場，在12月15日第一次執行任務:246-248。以雙方需要飛行的距離來看，美軍的F-86在米格走廊平均停留時間在20分鐘左右。12月，新组建的中国人民解放军空军进驻丹东，直到1951年1月首次参加空战。
在1950年末至1951年初，在朝鮮半島的西北部，從鴨綠江以南至清川江之間的空域，蘇聯空軍的米格機對聯軍飛機造成相當威脅。美國飛行員開始以“Mig Alley”稱呼這個區域（此名為中文媒體翻譯成米格走廊），認為進入這個空域就要展開宛如後巷（英語：back alley）中的混戰。米格走廊中最神秘的力量是蘇聯飛行員，斯大林命令國防部長華西列夫斯基元帥負責派遣航空兵師，蘇軍參戰人員一律身着中國人民志願軍軍服
。
儘管斯大林要求嚴格保密，要求飞行员在无线电交谈中避免使用俄语，但作战时并不实际，聯軍其實自蘇聯加入空戰的行列之後，很快自監聽無線電通訊當中知道蘇聯的介入，不過整個韓戰期間聯軍方面也選擇緘默的態度，以免戰事擴大。當時美國空軍參謀長霍伊特·范登堡從遠東視察回國後公開宣稱：「共產中國已經成為世界上主要空軍力量之一」，将空中对手名义限制在志愿军空军内，以免暴露蘇聯飛行員大批參戰的真相。
美空軍由於地緣政治的考慮，命令轟炸機不能飛入中國大陸境內以及攻击來自中國大陸境內的防空砲火，造成執行任務的困擾。但在后来的持续轰炸中仍陆续炸毁大部分桥梁:220-230，并对修复的桥梁重复轰炸。苏联空军認為米格-15初战对美军轰炸机的威胁使1950年11月美空军炸毁6座鸭绿江战略桥梁和10座朝鲜城市的目标未能实现。

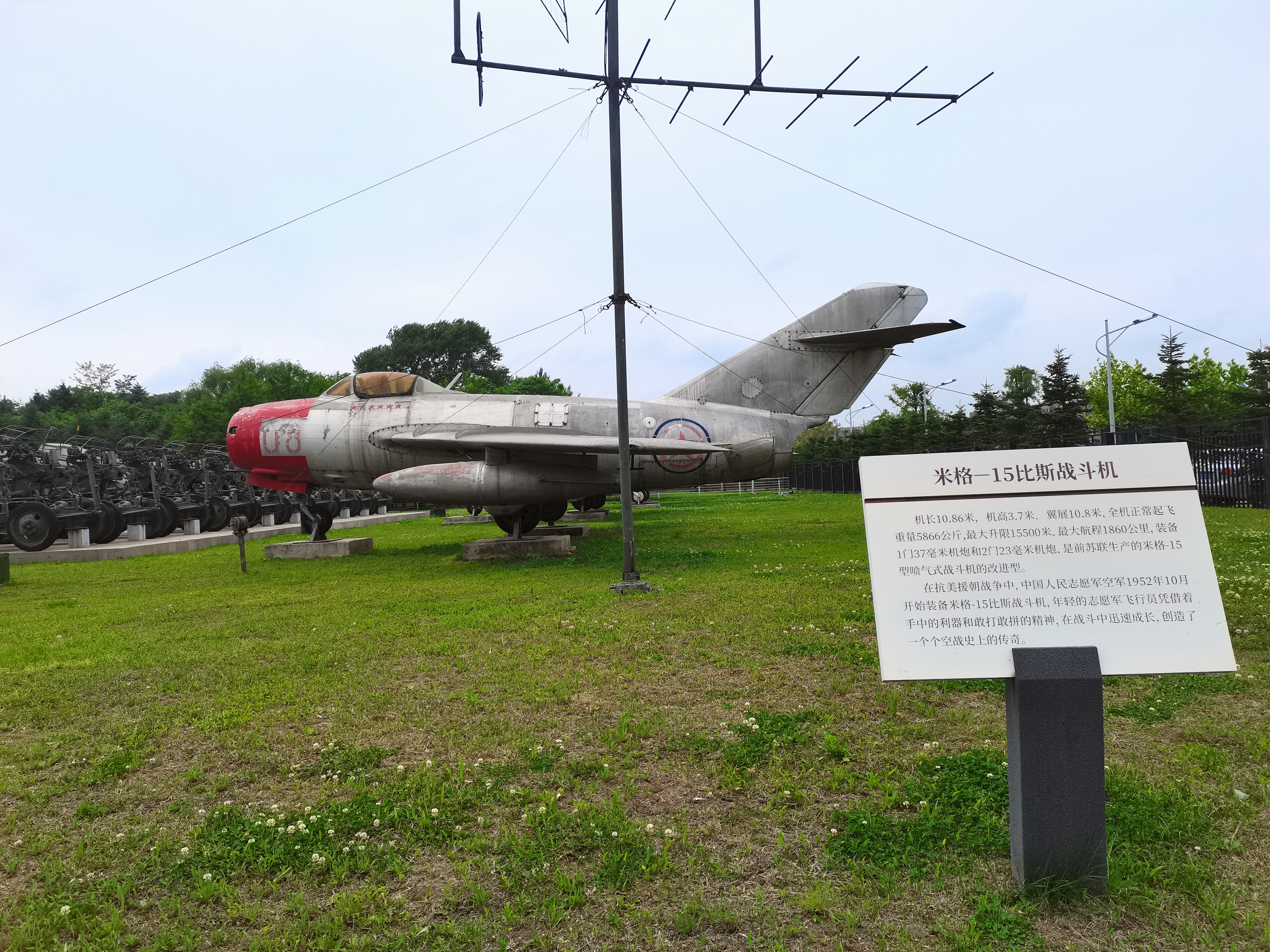
中国人民志愿军曾装备的米格-15比斯战斗机，抗美援朝纪念馆收藏。

中苏空军自1951年起配合作战，最初由有经验的苏联飞行员与美战机缠斗，掩护志愿军飞行员攻击轰炸机和对地攻击机。2000年，中国人民解放军空军前司令员王海在其自传《我的战斗生涯》中写道：“朝鲜战争初期，中国人民志愿军空军还相当年轻、弱小，空战主要是苏联空军打的。”
随着经验积累，志愿军空军在朝鲜半岛战场有效发挥自己的作用。根据中华人民共和国方面统计，志愿军空军在战争中共出动起飞2457批26491架次，有212名飞行员击落击伤过联合国军飞机。整个志愿军空军宣稱共击落联合国军飞机330架，志愿军空军被击落231架飞机，116名飞行员阵亡。
据苏军总参谋部统计，第64航空兵军战斗出动共64300架次，参加空战1872次（有6462名飞行员对敌射击），击落飞机1106架，其中“佩刀”651架；另外还有153架飞机，其中40架“佩刀”被地面炮火击落。苏方军官亡142人（其中飞行员126人）、士官和列兵亡133人，飞机被击落335架，被击毁火炮6门、探照灯1部，在朝鲜战争中参与轮战的苏联军人为40,000人。

美國方面的資料宣稱一共部署647架F-86到朝鮮半島，總共損失231架，其中有飞行员本人或编队其他成员证实于空战中当场坠落的確定空戰損失73架，不明原因34架，以及其他包括故障等原因的損失。考慮在作戰中受損而未能回到基地的情況，如重伤后迫降损毁记作损失，重伤后于机场迫降损毁记作技术故障，因而空戰損失的數字必會高於73架。
F-80美国流星式总共损失277架，占参战总数的约1/3，其中確定空戰損失14架，确定空战战果17架。
F-84雷电战斗轰炸机亦承担了战术攻击任务，总共损失335架，确定空战战果8架。
美方最初称在朝鮮半島空战中击落484架MiG-15，被击落48架F-86，近代重新统计后改为确认空战被擊落103架F-86，其中92架是被MiG-15擊落，确认空战擊落379架MiG-15；MiG-15:F-86空战交换比在60年代媒体中一度宣称为17：1，后改为10：1，再后修正为7：1。以國籍分，對中朝飛行員交換比为9：1，對參加過二戰的蘇聯飛行員为1.4：1。因联合国军机群通常处于数量优势，且MiG-15以拦截轰炸机为首要目标，主要战术以较少的MiG-15冲入联合国军机群，扰乱其队形，迫使其放弃轰炸任务。极少出现规模接近的MiG-15与F-86机群纯粹消耗性空战。
由於蘇聯空軍收到的命令是不可以南下遠離鴨綠江的地區作戰，因此蘇聯空軍絕少有戰術性對地任務。志愿军后来还是用刚刚创建不久的空军和海军掩护陆军攻占朝鲜西海岸的大和岛、小和岛等10多个岛屿，并在这一过程中三次轰炸大和岛，其中第二次是人民解放軍空軍首次夜间轰炸。這是志願軍空軍規模較大的戰術性對地任務。但在第三次轟炸時遇到美空軍第4戰鬥機聯隊F-86機群的伏擊，損失慘重，36名轟炸機員中15人陣亡，自此後至停火為止，未再出動轟炸機部隊。

### 核武威胁
1950年7月下旬，朝鮮半島战局对美极为不利，美国为防止中华人民共和国参战，派遣10架未帶核武器的B-29轰炸机到关岛，并将消息通过《纽约时报》广泛传播开来，对中华人民共和国进行核威胁，但最后美国因国内外压力将B-29轰炸机调回国。
1950年10月19日，美国参谋长联席会议正式建议着手研究对朝鮮半島、中华人民共和国实施核打击的目标问题。11月30日，杜鲁门總統在记者会上答問，美國會採取一切步驟圍堵共産黨在朝鮮半島的擴張，包括使用原子弹。12月初，美国飞机進行核袭击平壤的演習。1951年4月，9架B-29轰炸机携带核弹头派往关岛，继而飞至冲绳岛，并举行公开的核战演习。6月初，美军侦察机侵入中国东北和山东上空，收集关于空袭目标的情报。
1952年12月2日至5日，剛當選美國總統之艾森豪到朝鮮半島前線視察，回國後稱，要以行動，而不是言語，來打破僵局:176-177。12月，毛澤東對志願軍代司令員兼代政治委員鄧華1952年12月4日報送之關於朝鮮半島戰局形勢與明年之方針任務報告之批語：㈠「應肯定敵以五至七個師在漢川鴨綠江線大舉登陸，並在我後方空降，時間應準備在春季，也可能更早些，我應十分加強地堡和坑道，部署五個軍於這一線，其中要有四個有经验的軍，劃定防區，堅決阻敵登陸，不可有誤。」㈡「第二個登陸危險區是通川元山線，第三個危險區是鎮南浦漢川線。」㈢「決不能許敵在西海岸登陸，尤其不能許其在漢川鴨綠江線登陸。」:17712月20日，毛澤東任命鄧華兼任西海岸指揮部司令員和政治委員，梁興初為副司令員:178。1953年1月20日，艾森豪威尔又一次对中华人民共和国进行核威胁，声称为结束战争，不惜扩大战争和使用核武器。
1953年2月2日，艾森豪發表國情諮文，宣佈台灣海峽中立化，第二天同參加聯合國軍各國代表會談，說服他們支持封鎖中國；4月底，在毛澤東指導下，反登陸作戰準備工作全部完成，從三八线到東西海岸，直到中國東北，構成縱深防禦:179。2月11日，美国开始计划对开城地区使用戰術核武器。最终由于战争结束而未实施。

## 停战

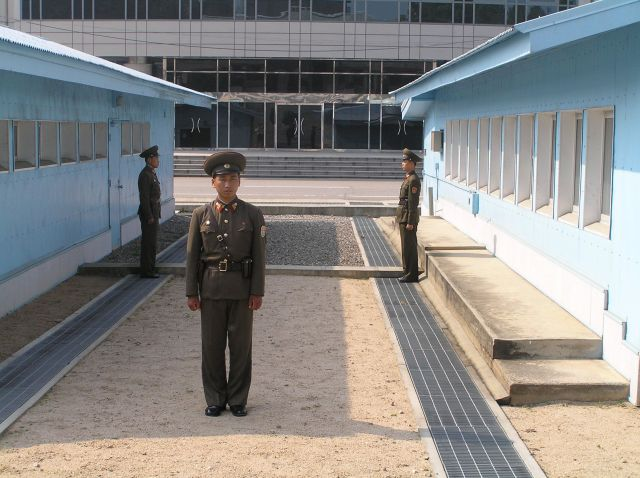
板門店

1953年7月27日上午10時，《朝鮮停戰協定》在板門店簽字:217，同日22時生效:5210，其主要內容為：劃定軍事分界線，雙方各由此線後退2公里，以建立非軍事區；雙方停止一切敵對行為，並從規定地區撤出一切軍事力量；停止自朝鮮半島境外進入增援的軍事人員、武器和彈藥；協定生效60天內，雙方直接遣返堅決要求遣返的戰俘，其餘戰俘交中立國遣返委員會處理；向雙方有關各政府建議在協定生效後3個月內召開高一級的政治會議，協商從朝鮮半島撤退一切外國軍隊及和平解決朝鮮問題等事項:5210。双方签署《關於停戰協定的臨時補充協議》的停火协议。協定附有「中立國遣返委員會的職權範圍」附件:5210。谈判的最终结果是在三八线附近以1953年7月27日22点整双方实际控制线南北各2公里宽设立非军事区，由于參戰雙方簽署的是停戰協定而非和平條約，因此从國際法上來講，當時這場戰爭尚未結束。
2009年5月27日朝鮮人民軍发表声明，宣布朝鲜退出朝鲜停战协定，将不再受军事停战协定约束。2013年3月5日朝鲜人民军最高司令部发言人於声明中宣布，朝鲜将不承认《朝鲜停战协定》。
2018年9月19日，朝鲜国务委员会委员长金正恩与韩国总统文在寅签订《平壤共同宣言》，事实上宣布战争状态结束。
2020年6月，朝鲜炸毁朝韩联络办公室，原因是朝鲜不满脱北者组织在朝韩非军事区通过大型气球向朝鲜发送传单，认为是违反《板門店宣言》的敌对行为，随后平壤宣布切断和首尔的所有通信管道，并于几个小时后派遣朝鲜人民军炸毁办公室建筑，此举被指造成朝鮮半島南北关系恶化。
2021年12月13日，韩国总统文在寅在澳大利亚首都堪培拉的澳韩双边峰会会谈后，与澳大利亚总理莫里森举行的联合新闻发布会上宣布：“美国、中国和朝鲜原则上同意正式宣告朝鲜战争结束。”随后文在寅补充道：“因朝鲜方面提出的一些要求，谈判还尚未开始”。
2023年12月，朝鮮勞動黨總書記金正恩正式宣布放棄統一，稱南北關係不再是「同族」的關係，而是處於「敵對」或「交戰」的两个国家之间的外交關係，故法理上存续至今的朝鲜战争之内战性质据朝方观点已不复存在；朝鮮不再視大韓民國為「傀儡政權」并与之寻求和平统一。金正恩表示朝鲜不求戰但也不畏戰，必要時應該戰勝韓國。南韓統一部則譴責此行為，總統尹錫悅批評朝鲜的新政策是「反民族、反歷史」。

## 伤亡情况

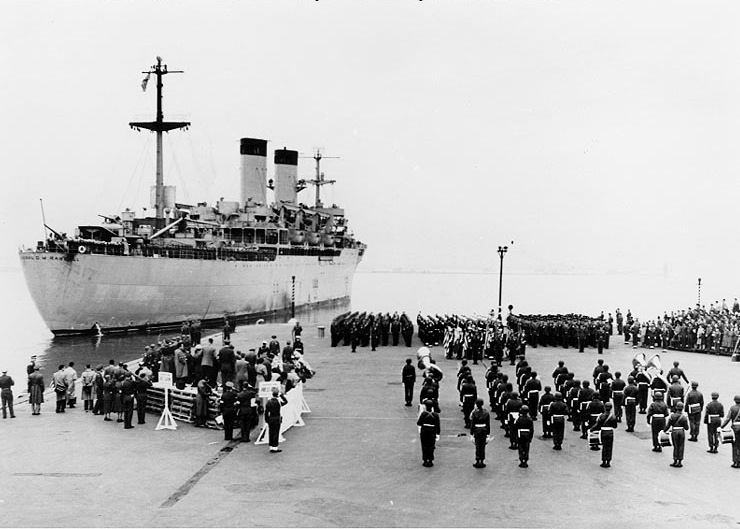
1951年3月11日，第一批陣亡的美軍從日本回美国

朝鲜战争期间中国人民志愿军伤亡早期的統計53萬餘人次，阵亡、病故171,687人，2010年10月26日，中國抗美援朝纪念馆经过10多年全国走访查实，朝鲜战争期间全国志愿军战士阵亡共183,108人。2010年6月26日下午，中国人民解放军国防大学教授徐焰少将在“朝鲜战争六十年暨半岛形势研讨会”上表示抗美援朝战争中，中国人民志愿军在战场阵亡114,084人，负伤383,218人（因包含两次以上负伤而存在重复统计）；患病后送入院治疗455,199人（因包含多次住院同样存在重复统计）；战场失踪25,621人。加上参战人员中伤病和其他原因的死亡，中国人民志愿军方面在战争中共死亡183,108人。
美方估计数据，志愿军阵亡400,000人，负伤486,000人，被俘21,839人。（中国方估计数据，志愿军21,375人被俘）2014年10月29日，民政部、总政治部清查确认，將盡可能多的士兵列入，得到死亡人數为197,653名，包含戰爭期間陣亡和失蹤的志願軍官兵、支前民兵民工、支前工作人員，以及停戰後至志願軍回國前幫助朝鮮民主主義人民共和國生産建設死亡和因傷復發死亡的人員。勤务保障战线共救治伤病员838,417名，其中伤员383,218名，治愈归队217,149名。

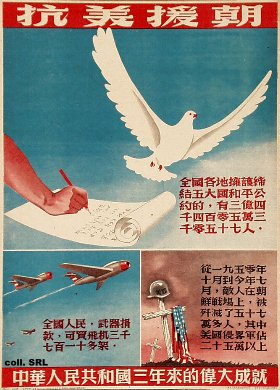
中华人民共和国的宣传海报聲稱美軍傷亡25萬人

联合國軍方面，美軍傷亡约142,091人，其中阵亡美军33,629人，负伤103,284人，被俘或失踪5,178人:724。扣除多次负伤後的负伤人数不详。在美国华盛顿“朝鲜战争老兵纪念碑”上刻有联合国军总共死亡628,833人，受伤1,064,453人，失踪470,267人。其中美军死亡54,246人，受伤103,284人，失踪8,177人。美军54,246人死亡這個数字包括全球因车祸等非战斗原因而死的1万余人，现在这组数字依旧刻在纪念碑上。。據1955年美國國防部報告，美軍7,190人被俘，其中93%（6,656人）是陸軍。韓國國防部報告，韓軍阵亡约137,899人，受伤450,742人，被俘8,342人。
據中華人民共和國官方数据，运动战时期志愿军毙伤美军91,503人，俘6,319人，降149人；其它联合国军6,136人，俘1,238人；韓國國軍50,654人，俘29,278人。阵地战时期志愿军毙伤美军198,352人，俘749人，降1人；其它联合国军20,343人，俘250人，降2人；韓國國軍304,966人，俘8,254人，降283人。志愿军共击毁击伤坦克2,006辆，汽车3,165辆，装甲车44辆，飞机10,629架，各种炮583门。缴获坦克245辆，汽车5,256辆，装甲车51辆，飞机11架，各种炮4,037门，各种枪73,262支（挺）。

## 戰俘處理

### 朝鲜与中國人民志願軍的被俘人员

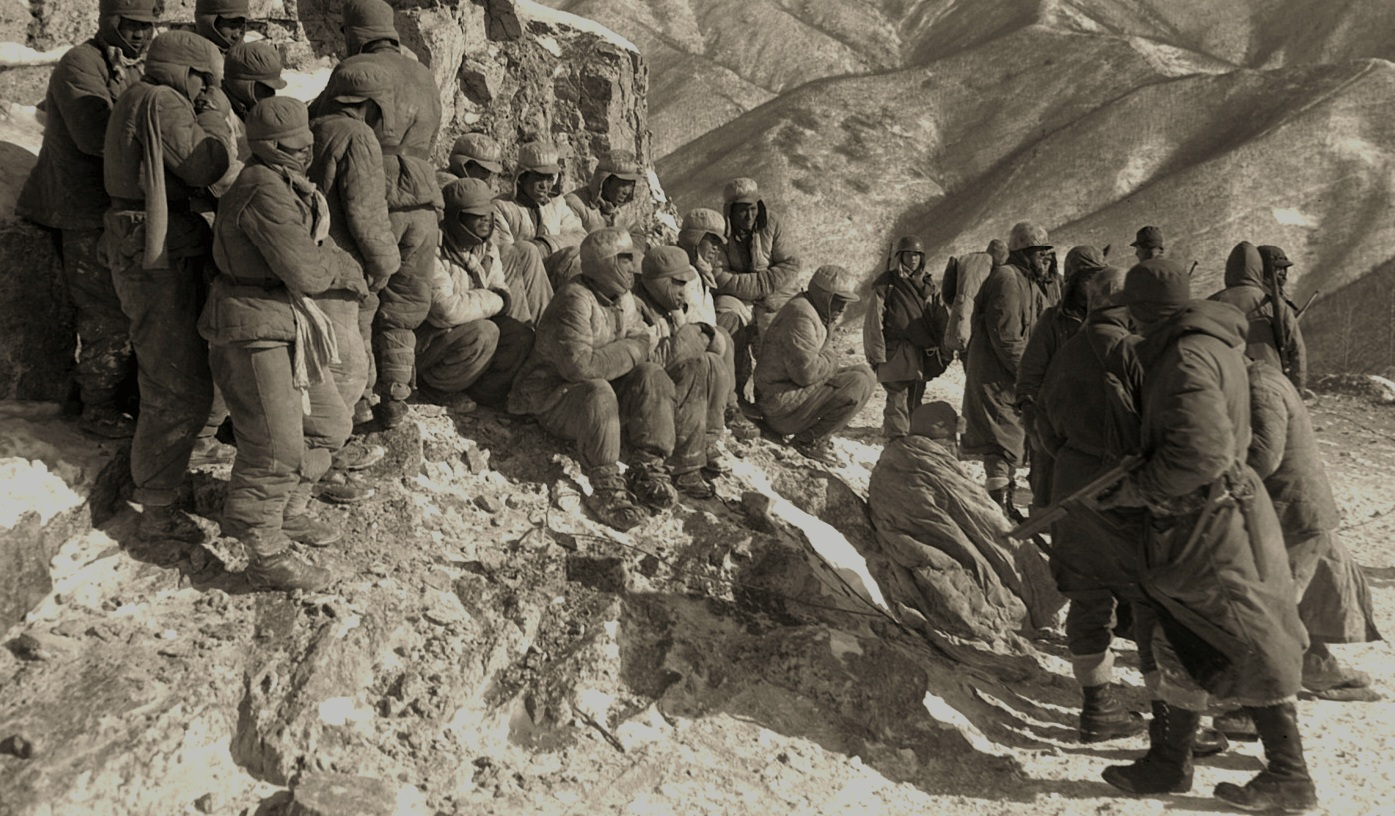
長津湖戰役中被俘的志願軍士兵

至1951年6月，联合国军共俘虏朝鲜战俘152,500人、志愿军战俘21,300人（一说中国人民志愿军有21,400人被俘，被俘人员中连排级军官有600人左右、营级30餘人、团级5人、师级1人，主要被关押在巨济岛等地）。共產黨將戰俘仍然看作戰鬥人員，在戰俘營中成立了嚴密的組織，與联合国军進行鬥爭。戰俘最初一起被送往釜山收容所混合关押，后来由于兩方之间发生矛盾，联合国军就将战俘按照国籍分开。釜山戰俘收容所是美軍1950年下半年動工修建，主要關押傷病戰俘，共有9個戰俘收容所和2個戰俘監獄及水牢，每個收容所可以關押1,500名左右戰俘；居住環境比1951年4月和1952年5月修建之巨濟島戰俘營和濟州島戰俘營好:27。
1951年5月30日，大批朝中战俘开始被移往巨济岛战俘营。在朝鮮戰爭中，志願軍2萬多人被俘，有1.4萬多人到台灣，6,673人返回中國大陸:3。1952年4月8日，美军对战俘的去向进行“甄别”。在甄别前夜，反共的战俘首领以挖心等方式残暴杀害多名倾向于遣返的战俘，大多数战俘在暴力威胁下没有在甄别时选择遣返。1952年5月7日:139，亲共战俘发动巨济岛事件，绑架战俘营长官杜德并迫使他承认虐待战俘后加以释放。美军战斗部队随即镇压这些营地，整起事件中，共造成31名俘虜死亡，1名美軍死亡。1953年4月20日，朝鮮戰爭交戰雙方開始交換傷病戰俘，至4月27日美方共遣返人民軍傷病戰俘5,640人，志願軍傷病戰俘1,030人；朝、中方面共遣返美軍、英軍和韓國國軍等傷病戰俘684人:213。除了战俘之间的血腥斗争，另有数千名朝中战俘死于传染病。從1953年8月5日至9月6日，聯合國軍共遣返志願軍戰俘5,640名:225。
1998年美国政府美国国防部研究，在朝鲜战争期间，朝鲜与中国俘虏死亡人数为7,614人，其中5,013人(65.8%)死于传染病，817人(10.7%)死于外伤，肺结核和痢疾/腹泻是最常见的死亡原因。朝鲜战争期间，因急慢性感染或外部原因导致的死亡随着时间的推移呈现出不同的增减模式。

### 联合国军与韩国的被俘人员

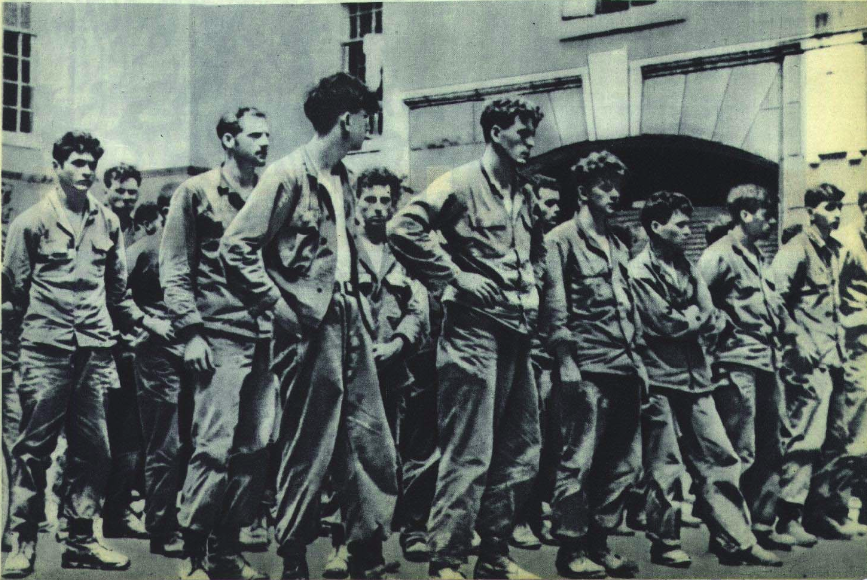
朝鲜战争中被俘的美军士兵

1950年底，中国人民志愿军在朝鮮半島北部靠近边境的碧潼选址建立战俘营。碧潼战俘营位于位于鸭绿江和支流形成的一个半岛上，三面环水。开始只收容管理韓國國軍以外的联合国军战俘，1951年3月之后，鉴于朝鲜人力物力的困难，韓國國軍战俘也由志愿军管理。4月，志愿军政治部成立志愿军战俘管理处，下设4个俘管团和2个俘管大队，其中2个俘管团收容管理韓國國軍战俘，另2个俘管团和2个俘管大队收容管理美、英、法、土耳其、菲律宾等10个国家的联合国军战俘。至1951年6月，碧潼战俘营共有美军战俘2000余人，英军战俘800余人，土耳其战俘200余人。由于严寒、极度的物质匮乏以及美军战俘中普遍的心理崩溃，在1950年至1951年的冬季和春季，战俘营内的美军战俘死亡一千余人，而其他国家战俘则少有死亡。随着志愿军空军开始保卫后方交通以及停战谈判的开始，战俘营的物质条件得到很大改善，志願軍纪录大规模的战俘死亡在1951年夏得到遏制。1952年11月15日至27日，中国人民志愿军于碧潼战俘营举办了一场模拟奥运会，参赛运动员皆为联合国军战俘，之后对此进行了宣传。

### 战俘遣返
1953年8月5日，交戰雙方开始交换战俘:217。至1953年9月，人民軍和志願軍方面向联合国军交还重伤病战俘684人、直接遣返的战俘12,773人（其中韓國战俘7,862人、美英法等国战俘4,911人）；联合国军向人民軍和志願軍方面交还重伤病战俘6,670人（其中朝鮮战俘5,640人、志愿军战俘1,030人）、直接遣返的战俘75,823人（其中朝鮮战俘70,183人、志愿军战俘5,640人）。9月9日，由印度、捷克斯洛伐克、瑞典、波兰、瑞士五国组成的中立国遣返委员会正式成立，印度蒂邁雅中將當天到達朝鮮半島任主席:225-226。按照朝鮮停戰协定，在停戰協定生效後60天內交給中立國遣返委員會在朝鮮半島設立之「中立區」中看守，在90天內由戰俘所屬國家派人向戰俘進行解釋工作:226。余下的不直接遣返的22,604名朝鮮和中國人民志願軍战俘（其中志愿军战俘14,704人、朝鮮战俘7,900人）与359名联合国军及韓國战俘（其中韓國战俘335人、美军战俘23人、英军战俘1人）被转交给中立国遣返委员会看管，在中立国监督下，战争双方派出代表对战俘解释，由战俘自己选择去向。
解释期间，朝鮮、中國人民志願軍战俘被送往北营。在战俘转移到中立区的第一天，反共战俘就当着中立国遣返委员会印军主席蒂邁雅的面，几乎把两名向印军寻求遣返的战俘活活打死。被彻底震惊的蒂迈雅意识到，这些战俘首领将以无情的手段阻止任何人在解释期间被遣返:122。朝鮮和中國人民志願軍方面直到10月10日才正式開始對戰俘之解釋工作:229。到90天期限的1953年12月23日，仅有10天时间被用于解释。22,000余名朝鮮和中國人民志願軍战俘中经过解释的只有3,166人，这3,166人中仅136人要求遣返，同期有数百名战俘冒着生命危险逃出营地要求遣返，中立国遣返委员会因此认为，“战俘在表达愿望时所必须采取的这种不正常方式，让人们很自然而然地怀疑到全体战俘都不是自由的个人。”:199反共的战俘首领们从韩国和中華民國政府获得指令，設法“肅清潛伏匪諜，提防分化陰謀”。在印度军队看管期间共有38名战俘死亡，其中多数因被怀疑有遣返倾向而被反共战俘杀害，其中最著名的是谋杀张子龙案。据遣返的战俘控诉，反共战俘挖出张子龙的心脏以恐吓希望回国的战俘。美国記者极力否认此事，稱其为共产党的污蔑。在解释期满后，中立国委员会又为战俘提供了两次摆脱反共战俘首领控制的机会：1953年12月31日，印军对战俘“点名”，131名战俘趁机提出遣返；1954年1月20日至21日，在印军向美军移交战俘时，又有104名战俘抓住最后的机会逃脱战俘首领的控制。中立国遣返委员会在其提交的报告中认为，未寻求遣返的战俘并不都是出于自愿，而是因为他们被在战俘营内长期灌输的恐惧所控制。蒂迈雅说，如果有机会的话，毫无疑问将会有更多的战俘要求遣返:205。而那些要求遣返的战俘，毫不意外地被美、台的宣传机构贴上“共谍”的标签。
中立国委員會於1953年9月23日接管戰俘，联合国军称解释设备未准备好致使中朝方的解释工作推迟到10月15日才开始，且国民党、李承晚的特务于战俘营进行控制，最终中朝只进行了10天的解释工作、有85％以上的未被直接遣返的中朝被俘人员沒有聽到解释。90天后的1953年12月23日，联合国军看守联合国军司令赫尔发布声明终止对战俘的解释。朝鮮和中華人民共和國方面强烈要求延长解释期限，中立国遣返委员会印度主席也认为延长解释期限是合法和必要的，并承认绝大多数战俘尚未经过解释程序，但由于联合国军拒绝，中立国遣返委员会投票决定对战俘的解释工作结束，并将剩余战俘移交给联合国军。联合国军方面战俘经过解释后，有224人拒绝遣返。1954年初双方不直接遣返的战俘的命运分别为：志愿军战俘14,235人前往台灣，440人返回中國大陸，12人前往印度；朝鲜战俘7,604人前往韩国，188人返回朝鮮，74人前往印度；美军战俘21人前往中國大陸，2人返回美国；英国战俘1人前往中國大陸；韓國战俘325人前往朝鮮，8人返回韩国，2人前往印度。
返回中国大陆的7,000多名志愿军战俘中有6,064人被集中到位於昌图县金家镇的归国者管理处。在高岗饶漱石事件发生后，中华人民共和国政府对待战俘的原有方针发生了大幅转变。截至1954年3月，回国战俘中有91.8%被开除党籍，6,064人中约700人被开除军籍，4,600余人仅承认被俘前军籍，除此以外仅有30多名连以上干部和少数人因伤残得到转业安排工作，其余人一律复员。此外大部分战俘被遣返回乡并在档案中注明“控制使用”，有一些还因为“特务”罪名被判刑。 1980年，在返回中国大陆的志愿军战俘向全国人大申诉后，中共中央下发“中发（1980）74号”文件即《关于志愿军被俘归来人员问题的复查处理意见》，中国大陆官方开始对志愿军战俘重新审查处理，如战俘张泽石得以平反、恢复党籍军籍，还成为2011年感动中国候选人。
抵达台湾的志愿军战俘在台湾被稱为“反共义士”受到隆重的欢迎，中华民国政府专门划出「义士村」供他们居住，政府还将1月23日定为“自由日”进行纪念。欢迎之后，由蒋经国主持、谷正綱办理，对来台战俘进行审查和思想改造。其中包括自我清查反省，刺血字、写血书、举行向蔣中正宣誓效忠仪式等。被清查及自首的4,410名曾加入中共党团的战俘被註記档案后交接編單位，其中被认为情节严重的15人被移送“感训”。在战俘营时，台北方面曾向战俘承诺去台后可以自由选择职业，不肯去台湾的则可以选择前往中立国，但这一承诺并未兑现。据曾经的抵台志愿军战俘冉宏图回忆，其实许多人内心并不愿意去台湾，有战友不想去台湾觉得被刺了字也不能回中国大陆而在从韩国到台湾途中跳海自杀。战俘们被逐个审查后，补入国军基层。据去台战俘赵英魁回忆，到台湾之初，有的战俘因不愿意当兵而遭到干部的不断纠缠而自杀，还有的战俘抱怨“国民党不守信用”，遭“政治战士”检举，被捕后以“从事非法组织意图叛乱”的罪名被判死刑或徒刑。1958年8月28日，金门炮战爆发，有前志愿军战俘带枪浮水游到厦门。冉宏图也想逃跑，但由于企图早被发现而未果。频繁出现的逃跑事件，使中华民国政府针对战俘开始了新的政治攻势。冉宏图就曾被要求参加国民党，但他拒绝了。
除去返回大陆和前往台湾的志愿军战俘以外，在中立区解释结束后，有12名志愿军战俘选择前往中立国印度，其中2人后来返回中国大陆。

## 战争罪行

### 对當地平民的屠杀
金荣范根据屠杀者的身份，把对平民的屠杀分为三类：右翼（韩国国军、警察、右翼团体）对平民的屠杀、左翼（朝鲜人民军、游击队及左翼团体）对平民的屠杀，以及美军对朝鲜半岛平民的屠杀。金荣范稱中国志愿军是唯一没有屠杀平民的軍队，而朝鲜战争中其他参战方，朝鲜、韩国和美国都有针对平民的大规模屠杀行为。

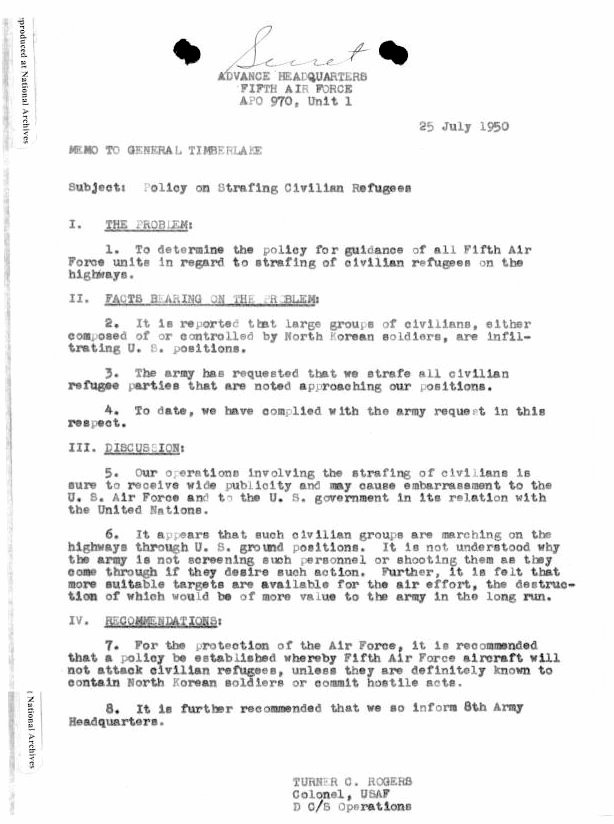
“据报有大批的平民要么全部是朝鮮人民軍，要么由朝军控制，正试图渗透我军阵地，军队已经要求扫射所有接近我们阵地的难民人群”

#### 中国人民志愿军
1950年11月长津湖战役前，美軍第7师抵達豐山郡，一名朝鮮老婦通过韩国联络官要求美軍轟炸她住的村莊，据其所称志愿军在感恩節前一晚佔領該村，射殺所有成年男性与孩子，帶走年輕女性，其餘人逃走。刘家驹稱他在第五次戰役志願軍撤退時聽見二支队二营参谋下令將一些饿得不愿连夜赶路的前国民党士兵就地枪决，下令槍殺爲其帶路的韓國平民，以免敌軍追上来。

#### 韩国及原南朝鲜美军政厅

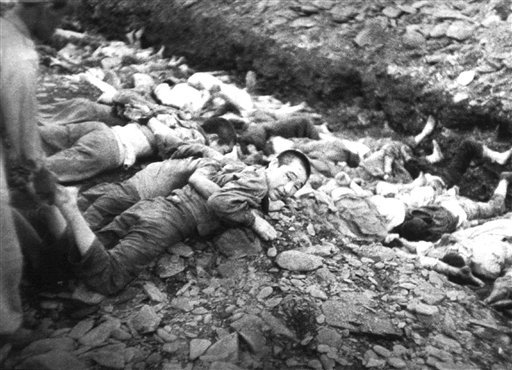
1950年，保導聯盟事件

第二次世界大战结束后，朝鲜半岛南北被美苏分别占领。南方在处于美国军政的时期，出于政治对立原因的大规模屠杀已经开始。如美军犯下的南原屠杀，1946年10月数千民众遭到屠杀。1948年4月，南朝鲜劳动党在济州岛发起的暴動遭到南方军警镇压（济州四·三事件），韩国國軍在全岛的大屠杀一直持续到朝鲜战争结束，美軍也卷入其中，至少3万无辜平民遭杀害。韩国国军以“讨伐共匪”的名义，对劳动党的支持者和被怀疑为“通匪分子”的平民展开屠杀，而被左翼游击队认为反共的平民也会受到报复。双方的对立在战争爆发后进一步升级。
战争初期，韩国在战场上节节失利的情况下，对被认为“通匪”的人士展开屠杀，对象主要是保導聯盟成员和政治犯，目的是预防他们加入朝鲜。韩国國軍在保導聯盟事件中屠殺10万人以上，其中絕大多數實際與共產黨關係極淺甚至毫無關係，該事件是韩国当代史上最大规模的屠杀事件。
仁川登陆后，韓國國軍在收復的38度綫以南地區以及隨後佔領的朝鮮城鄉組織「治安隊」、「滅共團」等組織，對朝鮮勞動黨黨員和被懷疑為親共人士的平民進行大規模的清查和處決。在智异山一带，人民军残留部队与韩国国军之间作战时，很多居民被双方以「反动份子」或「通匪份子」的名义杀死。尤其是韩国国军在「坚壁清野」计划下的「敌性部落」焦土化计划，为屠杀平民提供藉口。
战后韩国政府一直试图掩盖其屠杀行为，直到1980年代及90年代其政府結束军事統治，才開始承認在戰爭犯下屠杀平民的暴行。

#### 朝鲜及原北朝鲜人委
朝鲜人民军在战争初期的两三个月占领朝鲜半岛南部大部分地区期间，在各地甄别，对韩国政府官员、军官、警察、宪兵、资本家、商人及相关人士侦察和审判，屠杀了12万9千名右翼人士、军警家属、公务员等。被屠杀者中很多人是被認為是右翼人士而被殺害。朝鮮人民軍在1950年6月28日攻陷漢城（中文今譯作首爾）當日，即發生了平民、傷兵及醫生遭到人民軍部隊集體虐殺的漢城國立大學附設醫院屠殺事件，700至900人遇害。
美军仁川登陆后，朝鲜人民军在撤离的过程中也多次犯下集体屠杀的罪行。例如，朝鲜人民军撤離大田時，曾大肆屠殺平民。
朝鲜人民军還綁架了43,000名韓國平民，其中大部分受過良好教育，其目的是利用他們在戰後從事建設以及消除反共份子。

#### 美军
韓國學者金榮范將美军在朝鮮半島内的屠杀事件分为三类：在交战地区对平民枪杀、炮击；将正有平民通行的桥梁炸毁或放毒；对平民的轰炸和扫射；交战中的机枪乱扫。
美军屠杀行为中最为人知的是老斤里事件，美國陸軍第1騎兵師部隊在老斤里屠杀近300名难民（韓國政府在2005年發表的數字是163人），其中大部份是婦女和兒童，不久后又在倭馆和马山真北面先后杀害数十名难民。美军的解释是，为了防止难民群中可能混有人民军，上级下达「无条件射杀可疑的难民」的命令。美军为了防止人民军坦克部队跨渡洛东江，炸毁倭馆桥，当时桥上的数百名难民大部分被炸死或被淹死，幸存的难民在游向河岸时遭岸上美军机枪扫射，很多人丧生。美军炸毁庆尚北道高灵郡的德胜桥后，军机立刻对洛东江边和村庄里的避难人群展开轰炸和扫射。美军步兵和战机多次扫射平民，造成无辜的死亡。例如在昌宁郡的草幕村，马山的一个村庄的珍北面梨木里，有大量平民被杀。
2001年韩国有议员展示40年前国会调查报告显示，美军曾在朝鲜战争初期屠杀大批无辜平民。美军在朝鮮半島盲目空中轰炸与机枪扫射，造成平民大规模死亡。金荣范认为，虽然有的轰炸可能属于误判，但根据后来公开的资料，有些轰炸是因为发现有人民军潜伏在百姓当中而進行的。朝鲜政府指控仅1950年7月，美军在朝鮮半島的13个市、道共屠杀42,008人。2008年，韩国真相与和解委员会经过两年的初步调查，要求对美军1950年至1951年期间在朝鮮半島制造的超过200起屠杀平民事件展开调查。“真相与和解委员会”成员说，委员会成立2年多来，已收到数百人提供的线索，要求对美军1950年至1951年期间制造的超过200起屠杀平民事件展开调查。韩国“真相与和解委员会”（又译“追求真相和解历史整理委员会”）历时2年半，根据解密档案文件资料和目击者讲述，完成针对美军在朝鲜战争初期多次屠杀无辜平民的首轮调查，揭开历史真相。美国军方在压力之下对此展开16个月的调查。五角大楼最终承认大屠杀事件，称“老斤里事件”是“一桩悲剧”美联社3日公布部分调查结果。“真相与和解委员会”成员说，委员会将敦促韩国政府代表受害者向美国索赔。
1950年9月10日，美军仁川前向月尾岛用凝固汽油弹轰炸。
朝鲜方面报道，美军在1950年10月中旬到12月底的“北进期”，共屠杀17万多名平民。例如黄海道信川郡的屠杀。朝鲜指控这个郡里美军屠杀三万五千余人并说美第八军司令向士兵号召“朝鲜人，哪怕是个幼儿，老人，你们的手也不要打颤，杀呀！”。
1949年的《日内瓦第四公约》规定：处于冲突一方权力下的敌方平民应受到保护和人道待遇，禁止破坏城镇、乡村（第五十三條指出：但為軍事行動所絕對必要者則為例外）、杀戮、胁迫、虐待和驱逐平民。戰後1977年《日內瓦公約》的《附加議定書》，首次明確禁止大規模轟炸平民。美军在朝鮮半島大规模空军轰炸和海军炮击。据朝鲜的不完全统计，截止1952年5月，有1,8000名14岁以下的儿童死于联合国军的轰炸。1952年夏，为了迫使中國人民志願軍和朝鲜屈服，美军从7月11日起发动朝鲜战争爆发以来最大规模的空袭，除了军事设施，城市和乡村也成为轰炸目标:250。7月11日，联合国军出动战斗轰炸机1,200架次、B-29轰炸机52架次轰炸平壤，平壤电台称轰炸造成1,500座建筑被毁、6,000余居民死伤。到8月中旬，持续的轰炸已造成1万多平壤平民死伤。8月29日，联合国军又对平壤发动更大规模的轰炸，出动飞机1,403架次。除了平壤，其他77座朝鲜城市也遭到轰炸。朝鲜方面说：“从平壤到农村，所有的城镇都变成废墟”，“任何还能被破坏的东西都没有了”，“每天伤亡的人数比争议中的遣返人数还要大”。朝鲜、中华人民共和国、苏联等国政府多次谴责美军对朝鲜无辜平民的轰炸，称其为“违反国际法与人类道德常规的罪行”。
中華人民共和國和北韓方面指责美军在兩國边境地区进行细菌战，说细菌战致使大量的平民死亡。。中外歷史學者對细菌战是否屬實，看法並不一致。美國則全盤否認细菌战的指控。蘇聯在聯合國安全理事會多次否決由國際紅十字會或世界衛生組織調查的提案，而苏联资助的世界和平理事會及受到中朝邀请的六位六国科学家组成的「国际科学委员会」进入北朝鲜和中国大陸调查，则认定美军在朝鲜使用细菌武器。

### 对战俘的罪行

#### 美军
中國人民志願軍、北韓战俘指控美军拿战俘进行化学毒气和细菌原子武器试验，后来爆发著名的“巨济岛事件”。。聯合國軍聲稱中國人民志願軍和朝鮮軍官控制了部分戰俘營，製造暴動，据联合国军称仅使用催泪瓦斯。。
中方聲稱的美方罪行还包括威胁中華人民共和國和北韓方面红十字会代表的人身安全，如用枪撞击和殴打他們。最终国际红十字会代表奈德林宣布解散联合红十字会小组协调组，终止联合访问。
美国是1941年《日内瓦公约》的签字国，但美国国会直到朝鲜战争结束后才批准此公约，因此战争期间公约对美国并没有法律约束力。朝鲜声称美军在朝鲜半岛战场上从未履行过日內瓦公約。
中方聲稱美军曾对女性志愿军战俘强迫脱光检查、脱光衣服电刑、性骚扰。
據中华人民共和国聲稱归国战俘还描述美军派出國民黨特务潜入战俘营，在战俘营内成立准武装性质的「战俘警备队」。据称对战俘刺字，用罚爬、罚跪、吊打等方式虐待不愿接受「转化」的志愿军战俘。在甄别前夜，72号战俘营的战俘林学逋号召回国并高呼“毛主席万岁”，被李大安割下刺字处的皮肉后又被剖心而死。第71号战俘营在巨济岛升起第一面五星红旗，遭到美军开枪。美方禁止志愿军战俘在1952年8月1日解放军建军节和8月15日抗战胜利纪念日举行升旗仪式，还枪决不服从管理的部分战俘。10月1日清晨6时，巨济岛战俘营中同时升起10面五星红旗。美军用包括坦克在内的武器向战俘营进攻。最终志願軍战俘死亡56人，负伤109人。中華人民共和國、朝鲜、苏联及社会主义阵营国家一致谴责美军虐待战俘。美國記者引用國際紅十字會報告，宣称：國際紅十字會的代表弗雷德里克·貝里（Frederick Bieri）在戰爭期間多次訪問聯合國軍戰俘營，有時沒有事先宣佈，以監察聯合國軍是否遵守日內瓦公約。他詢問中國人民志願軍和朝鮮戰俘對戰俘營待遇是否滿意，並察看戰俘飲食與在醫院接受的醫療。國際紅十字會將他的報告送往朝鮮政府，聲明沒有中國人民志願軍和朝鮮戰俘抱怨受到任何虐待。國際紅十字會表示：從1950年7月到1953年8月，國際紅十字會共訪問韓國的聯合國軍戰俘營160餘次；雖然中華人民共和國和朝鮮宣稱會遵守日內瓦公約，而國際紅十字會向中華人民共和國和朝鮮多次請求後，中華人民共和國和朝鮮仍然拒絕依日內瓦公約，讓國際紅十字會訪問中華人民共和國和朝鮮的戰俘營。
1950年绞杀战期间，美军飞机曾多次轰炸战俘营补给车，据中华人民共和国报道造成80%以上的补给毁于联军轰炸，或直接空袭战俘营，造成伤亡。中方聲稱美军將防护薄弱的战俘营當作军事打击目标，美方指出這是由於朝鮮拒絕明顯標識战俘营，或是給出战俘营的準確經緯度，所以無法避免。

#### 朝鲜与中國人民志願軍
聯軍戰俘被遣返後報告大量虐俘案例。聯合國大會於1953年12月3日通過804號決議，稱對於朝鮮人民軍及中國人民志願軍多次使用非人道手段對待聯合國軍及朝鮮半島平民之行為之報告與消息深表關切，對於謀殺、殘害及虐待戰俘與平民或犯其他暴行之政府當局一律予以譴責，因此種行為破壞國際法之原則，違反人類品德之基本標準，有損人權及人格尊嚴與價值。
朝鲜人民军有屠杀美军战俘的记录。包括1950年7月的斗满屠杀事件和8月17日的303高地屠杀，45名美軍戰俘雙手被反綁後，被朝鮮人民軍用機槍射殺。1950年的顺天隧道屠殺是在平壤將失守前，朝鮮人民軍將180名美軍戰俘用火車向北運送，其中68人於10月30日在顺天隧道被朝鮮人民軍分批射殺，其餘戰俘則死於疾病與營養不良。
1950年冬至1951年期间，中國人民志願軍戰俘營中43%的美軍士兵死于饥荒和疾病，有联合国军战俘则认为，“战俘营都在鸭绿江旁，很易取得补给，管理方是故意少发粮食造成饥荒以为共产主义宣传作准备”。麦克劳林少校第一个冬天在战俘营体重减了66磅，他估计那一年有1700名战俘死亡。有英国战俘指其煮食野草，全身浮肿得“站起来时脸是瘦的，手和下身都肥肿起来”。《韩国暴行！：被遗忘的战争罪行1950-1953》（Korean Atrocity!: Forgotten War Crimes 1950-1953）一书则指控美军战俘在战俘营中被饿饭和殴打的事例。美方《敌军工作史料》中指出，美军战俘「在碧潼每天死亡三人」、「晚上没有被子盖」。据费席尔的回忆，他被人夜以继日地拷打，以强迫获得细菌战的供词。
美國參議院常設調查小組委員會對朝鮮戰爭中美國戰俘遭遇到的暴行舉行聽證會，美国戰爭罪行調查組長陶德中校作證称，在1953年11月底之前，依保守計算，美軍戰俘因為中國人民志願軍和朝鮮戰爭罪行而死亡的人數是5639人。美方埃伯特（Abbott）中校作證称，“军医將美軍戰俘受傷的手臂縫入雞肝，再縫合傷口，聲稱這會幫助傷口癒合。而他看到的是多數戰俘因此傷口潰爛，痛苦不堪”。聽證會的報告，列舉中國人民志願軍和朝鮮犯下的戰爭罪行與危害人類罪，指出對於美國戰俘遭遇到的暴行，中華人民共和國政府與朝鮮政府同樣有罪，應該負責。英國戰俘德里克·肯声称因在戰俘營多次越狱逃跑，被捕获他的志愿军军官毆打，單獨禁閉，威脅要殺他。直到停戰協定簽訂前一天，因為他要求與訪問戰俘營的國際紅十字代表見面，被威脅不遣返他回國。英國女王因為他對敵人堅決不屈而授勳給他。到1953年時，7,190名美军战俘中有70%批評美國參戰，而不合作的戰俘則遭到毆打、被迫跑步、跪在雪地裡被潑冷水等懲罰，有西方学者认为這是中华人民共和国“對戰俘進行洗腦”。
时任联合国军总司令李奇微的回憶錄《朝鲜战争》在评价中國人民志願軍對待俘虜與朝鲜人民军完全不同，其稱“有很多次，他們（中國人民志願軍）同俘虜分享僅有的一點食物，對俘虜採取友善的態度。這樣做，很可能是想讓俘虜深深感到，生活在共產主義制度下要比資本主義制度下好得多”。停戰後的1953年8月，双方互访战俘营，據中國大陸報導，国际红十字会联合国军代表参观中國人民志願軍战俘营后表示：“超乎预想，提不出太多的疑问”。
中华人民共和国一方认为在志愿军战俘营中的美军战俘死亡是因为美军在北韓與中國大陸边境进行细菌战，致使战俘营瘟疫爆发；空袭战俘营，导致物资短缺造成的。中华人民共和国方面认为美国对中國人民志願軍的指责，是试图将美军袭击战俘营和细菌战造成的后果，栽赃到到中华人民共和国头上。此外，美国检察总长小赫伯特·布劳内尔曾经公开说过：“美国战俘在朝鲜囚禁期间，如与共产党合作，将面临可能执行死刑的叛国罪的指控。”美国参议院军事委员会的資深参议员小理查德·罗素写了一份声明称：“那些与共产分子合作的、在假口供上面签字的人，应该迅速被清除出军队，而不是给他们以荣誉。”除了美国政府和军方制造的威胁与压力外，战俘还要承受使其家人蒙羞的巨大心理压力。这被认为是许多美国战俘指控“中国虐待战俘”，或者回国后推翻其此前对中華人民共和国有利说法的原因。

## 影響与纪念

### 朝鮮半島

#### 韓國

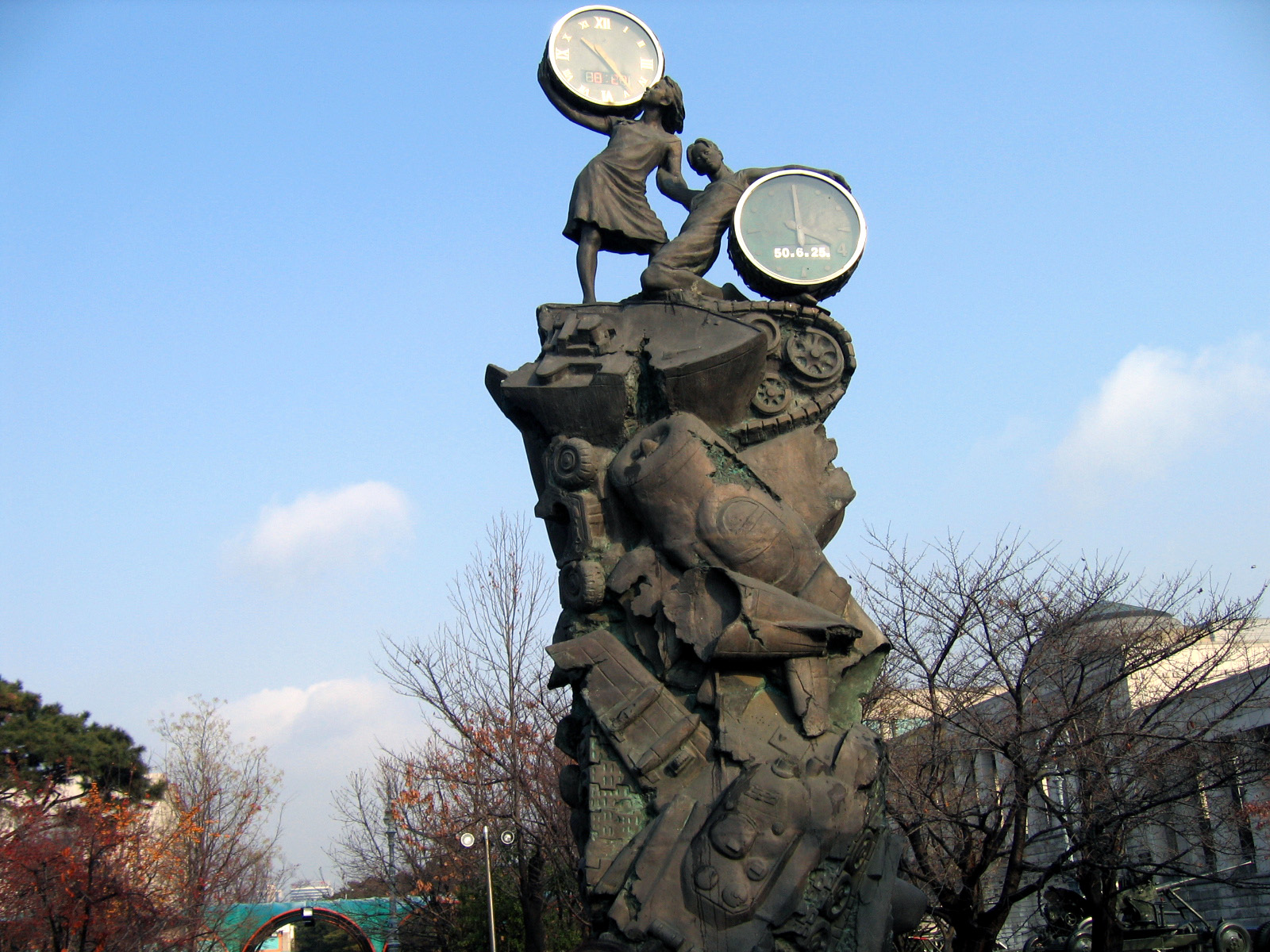
一個帶有韓戰開始時間的雕塑（1950年6月25日10點25分）

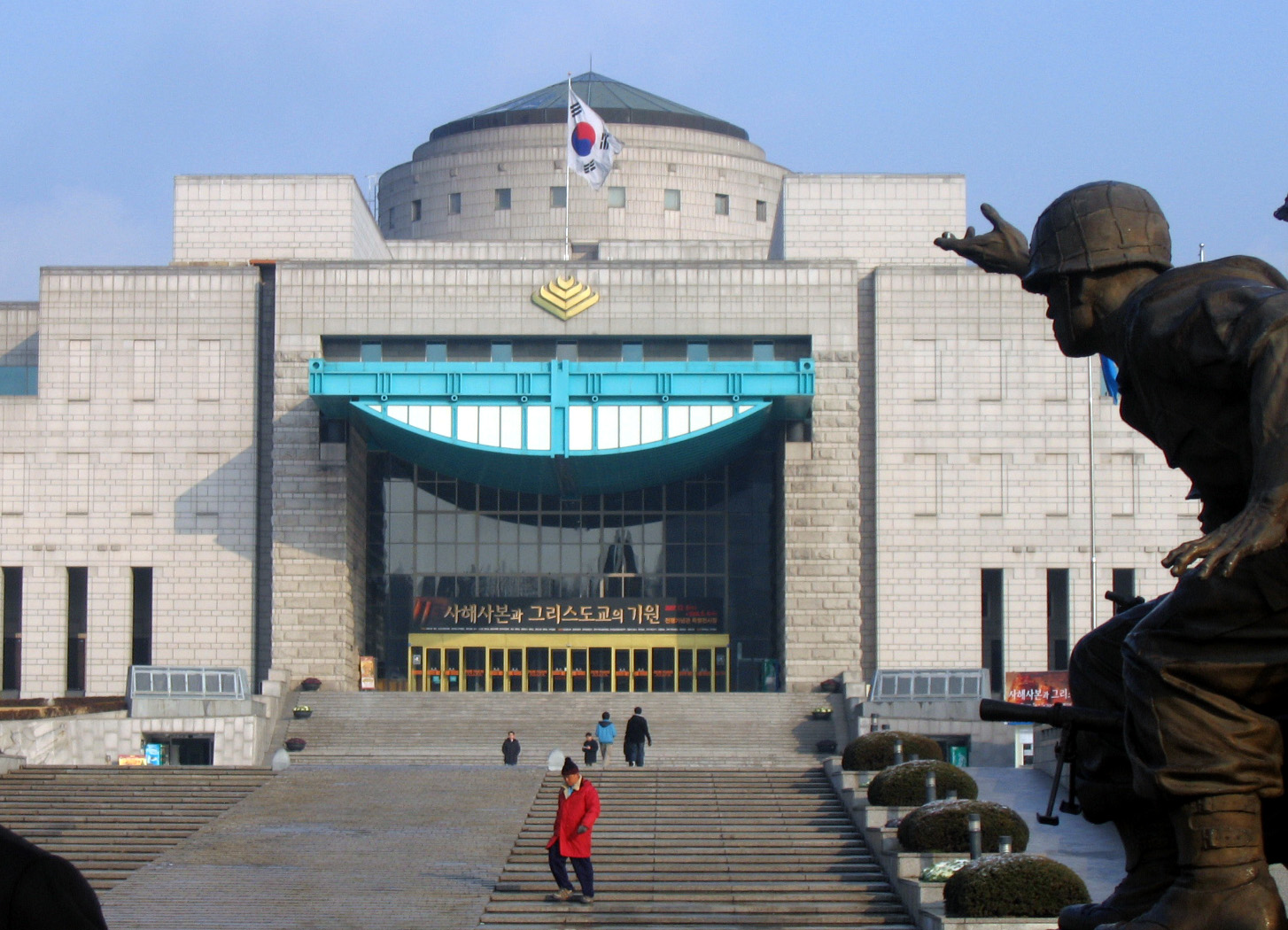
首爾的韓國戰爭紀念館

韩国經濟在戰後遭到嚴重破壞，李承晚在戰後仍然以統一為目標，不重視經濟發展，不斷計劃隨時再和朝鮮方面開戰。四一九革命后，李承晚總統下臺，局勢依然並沒有緩和。美國官方稱李承晚「勇敢無畏」，1953年7月美國總統特使沃爾特·羅伯遜私下稱他是「一個失去理性、缺乏邏輯思維的狂熱分子」:本書緣起第2頁。
韩国在开战后的1950年7月8日起实施全国宵禁令。该宵禁令直至1982年第五共和国政权时期才基本解除。
此後朴正熙總統執政期間更出現“實尾島事件”，雙方敵對的氣氛並沒有因領導人轉換而改變。朝鮮半島南北领导人进行过几次会面谈话，但碍于双方意识形态和政治体制方面的根本差异，并没有产生什么实际的进展。
韩国在1994年於漢城（現已改稱首爾）开放韩国战争纪念馆，展出包括朝鲜战争在内的历次韩国战争史料。2009年的朝鲜战争纪念日，首尔清溪川广场悬挂联合国以及世界各个出兵参战国的国旗以感谢其在韩战时期对韩的大力援助，其中包括中华民国国旗，以感謝中华民国當時的援助（中華民國國軍當時願意派兵參戰，被美拒絕，轉以非戰鬥方式援助）。
2020年10月，韩国国防部长官徐旭表示“韩国战争分明是南侵战争”，“是（北韩）受到了斯大林和毛泽东的唆使后侵略南方的战争”、“联合国军在危急关头拯救了我国”。《朝鲜日报》称这是韩国现任高官就其认为的中国大陸歪曲朝鲜战争历史首次作出公开反对。韩国外交部則提及联合国安理会曾發佈要求朝鲜立即将军队撤回38线以北的决议。JTBC記者走訪中国人民革命军事博物馆举办的纪念朝鮮戰爭爆發70週年展览時，注意并提出展覽未提及金日成發動戰爭之事。

#### 朝鲜

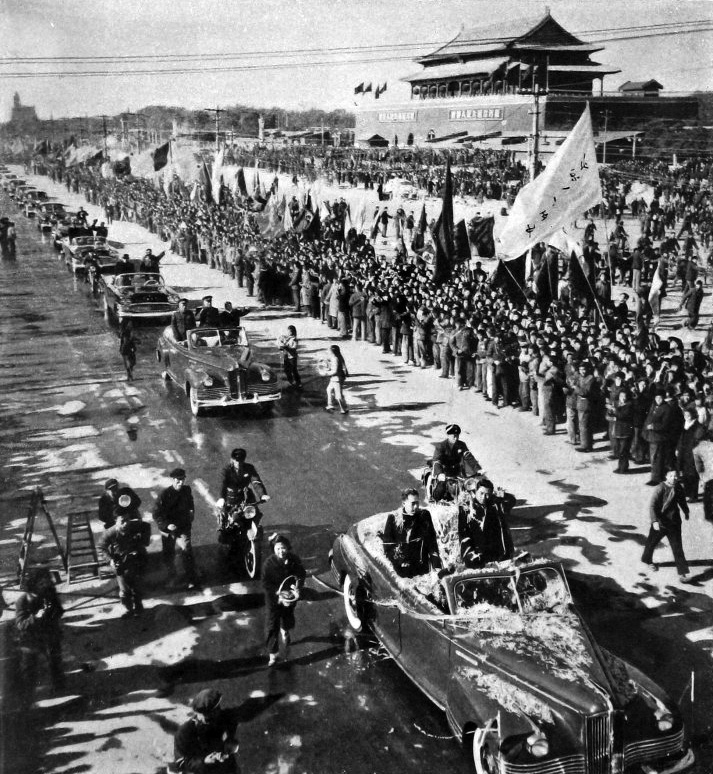
1958年11月22日，以金日成首相為首的朝鮮政治代表團訪問中國大陸

在这场战争中金日成得到苏联和中华人民共和国的巨大帮助，虽然朝鲜在战前希望达到的统一祖国和其他的目标并没有实现，但正是由于这场战争，金日成得以继续统治朝鲜。在1950年代和1960年代，朝鲜政治稳定，外交上和苏联、中华人民共和国结盟，经济发展创造“千里马速度”，人民生活水平普遍优于韩国。但由于朝鲜经济是以苏联为中心的社会主义阵营的一环，结构单一，缺乏可持續性，故在1980年代末至1990年代初社会主义阵营瓦解、冷战宣告结束之后日益艰难，人民生活质量不升反降。1990年代朝鲜经济崩溃。在金日成死后，他的儿子金正日权力巩固。朝鲜人民的生活条件依然十分艰苦。国际社会包括中华人民共和国、韩国不断对朝鲜提供经济援助。
过去60年间，中华人民共和国和朝鲜双边关系虽然曾经出现过多次矛盾与纠纷，例如金日成在1956年同时肃清朝鲜劳动党内亲华的延安派与亲苏联的苏联派，而在1960年代，朝鮮在中苏交恶后在敌对的苏联与中華人民共和国之间左右逢源，来回摇摆，保证自身的最大利益，但总体上雙方关系仍然是较为稳定的友好关系。同时尽管朝鲜与前苏联也有过多次矛盾，但双方关系总体上也较为稳定，直到苏联解体前夕苏联与韩国建交导致苏朝断交。
为了纪念这场战争中来自中国人民和中国人民志愿军的帮助，朝鮮政府于1953年8月建立的祖国解放战争胜利纪念馆原在平壤市中心区解放山洞，后迁至西城区和普通江区交界的普通江畔，再迁至祖国解放战争胜利纪念塔园区。该馆有80多个陈列室，展示自抗日时期至朝鲜战争的有关文物及史料，1959年10月25日志愿军赴朝参战9周年纪念日朝鮮政府建成友谊塔。该塔坐落在平壤市区牡丹峰西北侧的山岗上。1984年10月25日扩建。塔高30米，占地面积12万平方米。塔身由1025块花岗岩和大理石砌成，象征着10月25日中国人民志愿军入朝参战纪念日。塔身正面嵌有“友谊塔”三个朝文镏金大字，每字重40公斤。塔顶有一铜坯镀金五角星，重500公斤。塔正面镌刻着纪念碑文，两侧绘有中華人民共和國和朝鮮军民并肩战斗的石雕。
2013年7月25日，朝鲜劳动党中央军委委员长兼人民军最高司令官金正恩为建于平壤荷花池洞的参战烈士墓剪彩。27日，朝鮮政府在平壤金日成广场组织阅兵式和群众游行纪念停战60周年，中華人民共和國派出中共中央政治局委员兼国家副主席李源潮为首的几名政府官员陪同朝鮮领导人观看，双方还各自安排一些战争老兵参加。阅兵式上出现一些身穿朝鲜战争时期军装的方阵和战争老兵车队，后面的群众游行队伍还举出志愿军参战时的口号“抗美援朝，保家卫国”。
在2018年7月27日，根据朝鲜央行相关消息，最高人民会议常任委员会发布政令，宣布发行《朝鲜祖国解放战争胜利65周年》纪念币。《朝鲜祖国解放战争胜利65周年》纪念币分为金银铜镍币。纪念币正面是朝鲜祖国解放战争胜利纪念馆及纪念塔图案，外环郑重的刻着“1953-2018伟大的祖国解放战争胜利65周年1953-2018”字样，以及防伪珠点等。背面中央是朝鲜民主主义人民共和国国徽，上方写有“朝鲜民主主义人民共和国中央银行”，下方写有“主体107（2018）年”字样，金银币左右两边和中间分别标有纪念币纯度、重量和面额。金币为999纯金制造，发行量65枚；银币质地为999纯银，发行量650枚。铜币发行量1000枚。镍币发行量1250枚。

#### 逃亡者
自1950年代初朝鲜战争结束以来，朝鲜人民中不断有越境逃至韩国的难民。1990年代以来，由于朝鮮经济困难及迫害，形成北方逃南者的趋势。從朝鮮逃亡至韓國或其他地方的人又稱為「脫北者」。自从1950年代初朝鲜战争结束以来，超过九千名朝鮮民众逃到韩国。2007年初，这个数字突破一万。韩国统一部的发言人表示，从1990年代以来，逃亡难民大批增加。仅2002年到2006年，就有七千名朝鮮民众逃到韩国。很多朝鮮人先是偷渡到中国或俄罗斯（少部分为蒙古），然后转到韩国或其他国家（少部分为日本）。

### 美國

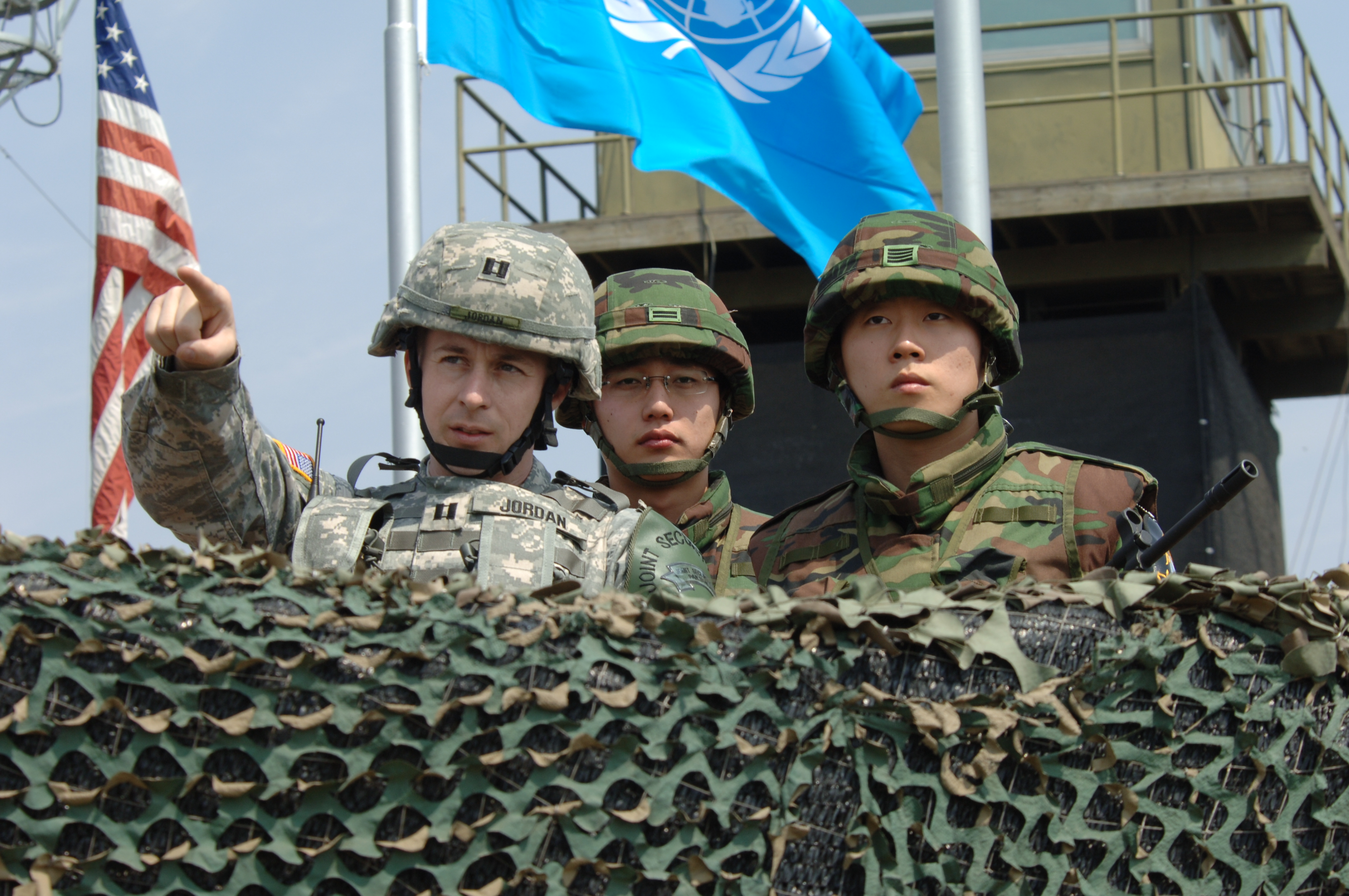
在朝鮮半島非軍事區的美軍军官

美方紀錄称美軍在朝鮮戰爭中陣亡34,686人、受傷103,284人和被俘4,714人，共約14萬人。中國大陸方面聲稱美軍在朝鮮戰爭中陣亡、受傷和被俘共397,543人。美國沒有達成朝鮮半島統一的目標。朝鮮戰爭鼓勵美國採取冷戰圍堵政策，為美國進一步擴大亞洲防衛圈鋪路。這些冷戰政策最終導致美國企圖阻止越南邁向共產主義。战争也使改進美國和中華人民共和國的關係變得複雜，雙方相互隔绝长达25年，直到1972年尼克松访华才得以改善。
朝鲜战争期间担任美国參謀長聯席會議主席的五星上将奧馬爾·布雷德利說，假如按照麥克阿瑟的战略计划，把在朝鲜半岛的战争延伸到轰炸中国东北和封锁中国海岸：「紅色中國不是尋求稱霸世界的強國。老實説，這戰略會使我們在錯誤的地點、錯誤的時間，同錯誤的敵人，打一場錯誤的戰爭。」直至21世纪，中国大陸仍有出版物认为布莱德利说的三错误战争是朝鲜战争:引言第5頁。
前美国总统艾森豪威尔在其回忆录里称“除了国内战争及两次世界大战以外，这是美国历史上流血最多的一次战争。”
美国著名的朝鲜战争史专家布魯斯·卡明斯以“鲜为人知的战争”作为著作的标题。
美國遠東事務助理國務卿威廉·埃夫里尔·哈里曼谈到朝鲜战争时，曾称朝鲜战争是“一场苦涩的小战”，“一个超级大国，又是打着联合国的旗号，死伤了那么多人，损耗了巨额物资，花费了巨额的战费，竟然战胜不了一个弱国，颜面丢尽”。
美国学者约瑟夫·格登在其很有影响的著作《朝鲜战争———未透露的内情》一书中说：“在美国不愉快的经历中，朝鲜战争算是其中的一个：当它结束之后，大多数美国人都急于把它从记忆的罅隙中轻轻抹掉。出于某一原因，朝鲜战争是美国第一次没有凯旋国归来，而中国则以人海战术和对国际政治巧妙的纵横捭阖，制服了美国的现代化军事力量。”
美国学者罗斯托认为，每一个美国人都认为朝鲜战争是一次不愉快的经验。朝鲜战争中美国“伤亡重大，而且在拖延整整两年的往往令人感到屈辱的谈判的时期里，伤亡有增无减”。“不管对国家政策进行怎样更加成熟的考察，一个简单的、众所周知的真理就是，美国下了赌注，也说了大话，但却没有用行动来兑现。”
纽约时报称美国在朝鲜半岛打了两场战争，赢了北朝鲜，却输给了红色中国。《韓戰，我們第一次失敗》一書的作者對美國之音解釋，對美國而言是兩場戰爭。美國贏的是，阻止了南韓被吞併以及在東亞範圍內遏制了共產主義的擴張。但是，美國輸了另一場，因為美國沒能將共產主義從半島趕出去。同時也有一些美國編輯不這麼認爲，中國表面上說勝利，但卻承受了長達20多年的孤立，即使得到蘇聯的援助也作用不大，還在中蘇交惡中半途而廢，直到改革開放重新融入世界才真正復興。喬治亞大學歷史學教授斯圖克表示，美軍本來在東亞無處駐軍，藉由此戰的名義，可以一直駐紮在朝鮮半島，而且有可能無限期地存在下來。美國至今仍在韓國駐有兩萬八千人的駐韓美軍（以聯合國名義），這對中國不算有利。有超过10万名美国黑人士兵加入軍隊至朝鮮半島作戰，此外，战争中种族隔离政策之弊端，也促进美內部的民族融合，這是美軍首次大規模地將黑人與白人士兵混編於同一單位。
1995年華盛頓特區建立韩战纪念碑。经历越南战争洗礼之后的美国人，几乎已将这场战争遗忘，故此朝鲜战争又被称为“被遗忘的战争”（The Forgotten War）。
2013年7月27日，時任美国总统奥巴马在朝鲜战争结束60周年之时发表演讲，他认为这场战争的最后赢家是联合国军：“那场战争并非平手，而是韩国赢了。当5000万韩国人生活在自由、强劲和民主与世界最蓬勃的经济体之一时，朝鲜的落后、镇压与贫穷与其形成鲜明而且强烈的对比。”这就是胜利，这就是前人留下的遗泽。

### 蘇聯
战争对苏联的影响十分复杂，一般認為苏联是最大赢家，苏联共产党中央委员会总书记操作下，當美國糾集聯合國部隊準備軍事干預時（聯合國安理會84號決議），蘇聯作為聯合國常任理事國完全可以一票否決支持朝鮮，可是就在投票關鍵時刻，蘇聯代表卻因故缺席，聯合國部隊進軍半島，使韓戰初期的局勢逆轉，成功逼迫中華人民共和國出兵對抗美國等盟軍，藉此勢力範圍進入中國東北，而且戰爭隨後擴大化，並也趁機出售大量二戰剩餘軍事設備給中朝賺取資金物資，中華人民共和國舉全國五分之一的財力參戰，直到1965年才清償完所有欠款，中華人民共和國官員戰後又「用英语抱怨」蘇聯是「死亡販售商」（merchants of death），在韓戰期間出售大量劣質槍炮彈藥給中華人民共和國。
而对于整个冷战格局而言，苏联成功地将美国的注意力一定地吸引至远东地区，从而使美国在欧洲的军事存在相对下降；同时也造成美国深陷战争泥潭，经济实力有所降低，为苏联实现两国之间的“平起平坐”提供契机。

### 中華人民共和國
中方稱有183,108名中国人民志愿军军人陣亡於朝鮮半島（西方估計阵亡人數為400,000人左右）。
蘇聯通過朝鮮戰爭看到了中華人民共和国与资本主义阵营、尤其是美国战斗到底的决心，打消中华人民共和国会变成第二个南斯拉夫的顾虑，同时也重新审视中華人民共和国与中国共产党的实力，从1952年起开始大规模提供援助，以圖建设全面倒向蘇聯的工业基础，这些援建项目以及1954年定下的几十个工业项目被合称第一个五年计划，期间苏联援助的156项重点工程，打下冶金、石油、矿山采掘、煤炭、发电、电力装备、机械制造、纺织、造纸、制糖、航空、航天、交通铁路、国防兵器制造等全面的科研生产基础，从此开始独立自主门类齐全的工业化建设道路，并最终自主研发核武器。1954年，蘇聯共產黨第一書記赫魯曉夫來華談到關於斯大林遲遲未與談判的旅順港交還中國事項，据赫鲁晓夫本人的回忆，毛澤東雖想拿回，但正因剛剛停戰，最初曾对苏军在当時要撤走表示犹豫，担心美國人可能會利用苏军撤出之际發動進攻。後得到赫鲁晓夫的若发生敌对性进攻行动，苏联会提供帮助的承诺后同意苏方撤军。同时在谈判后苏军对中方人员进行了大量培训并移交了大量海陆空三军设备。

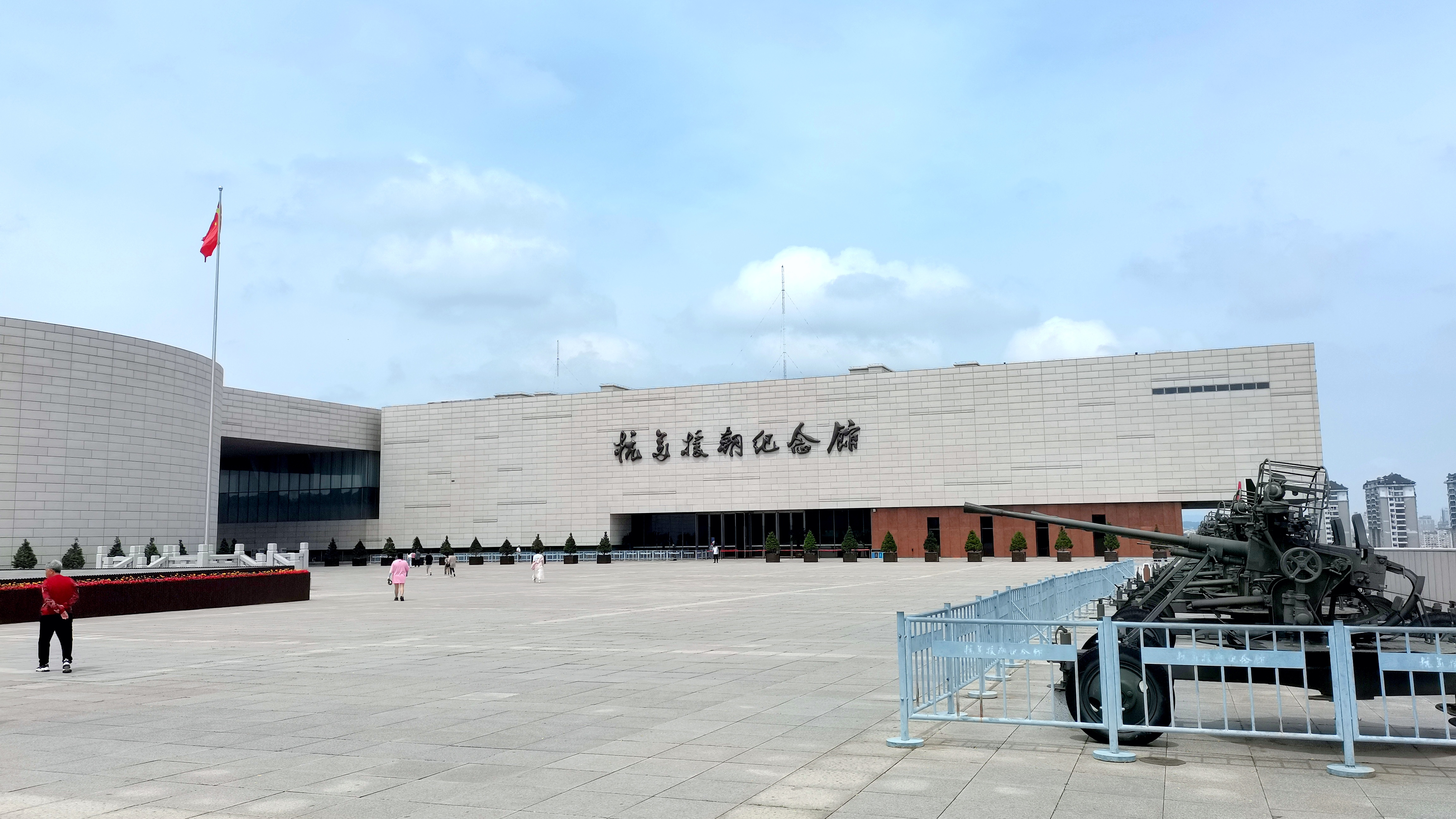
辽宁丹东的抗美援朝纪念馆

朝鲜战争也大大改变了中华人民共和国的国际形象。英国的大卫·斯科特教授在其著作《中国站起来了：中国与国际体系》中援引众多发表于1950年代的评价。其中提到，約翰·G·斯托辛格称，“1950年以後，中國在美國的形象變成敵對的，威脅性的，始自朝鲜战争”；肯尼斯·杨格称，“几乎没有疑问的是，朝鲜战争提升了红色中国在整个东南亚的声望”；美國托洛斯基主義者伊羅生总结道，朝鲜战争使人“震惊”，“帶來中国作为战士與敵人的新形象”。理查德·L·沃克称，“朝鲜战争的重要结果之一，是红色中国作为一个军事强国的声望就此建立起来”。同时，朝鲜战争期间，美军一线作战部队对中国人民志愿军的战斗意志亦曾赋予高度的评价。

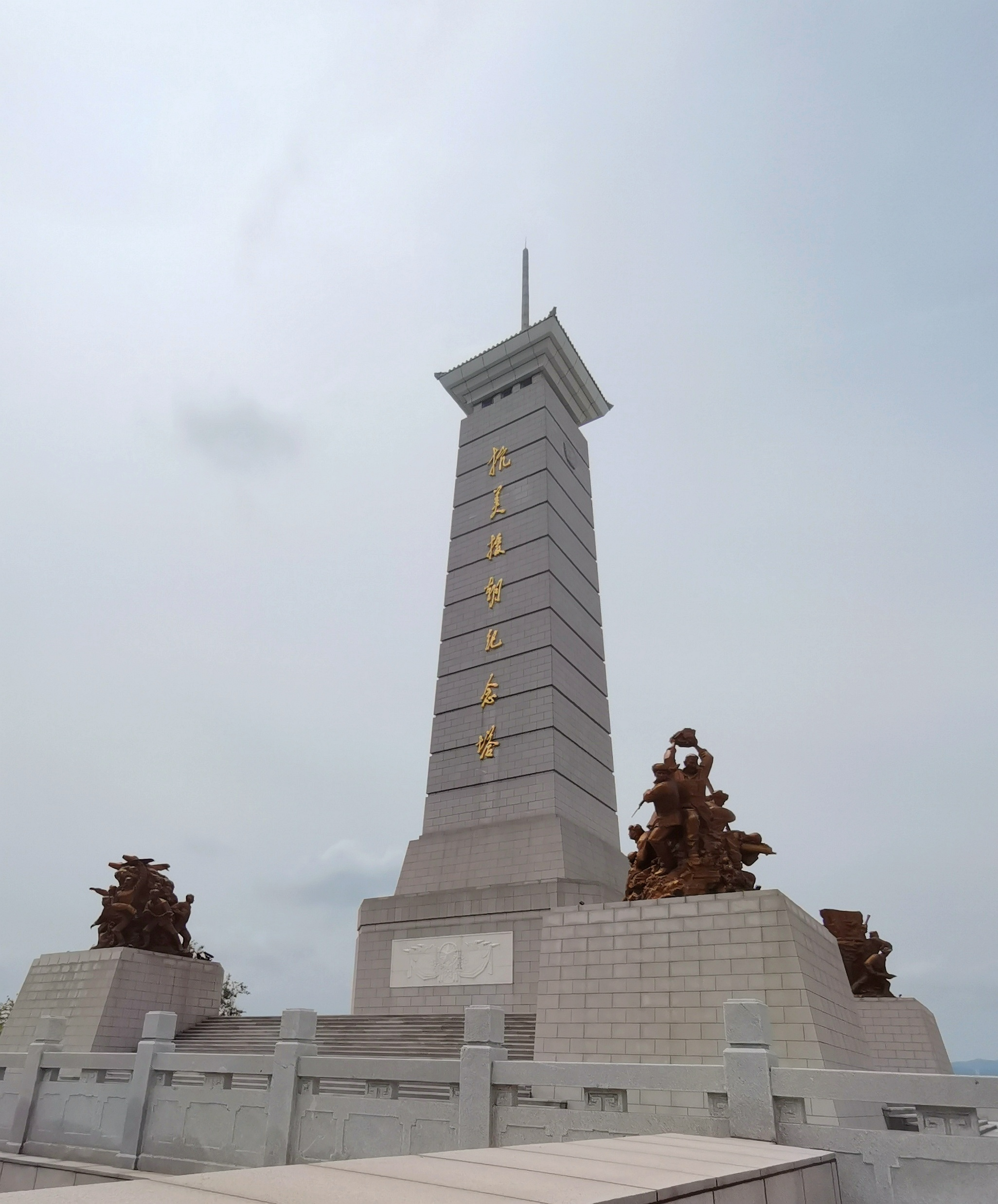
抗美援朝纪念塔

参加朝鲜战争对于朝鲜的意义，在中国大陸包括志愿军老兵及其后代中在停战几十年后开始出现激烈争论。战后初期，朝鲜由于苏东阵营援助及千里马运动，经济发展与生活條件比韓國更为优越。20世纪80年代起，朝鲜经济开始陷入滞胀，同期韩国经济全面反超朝鲜。苏联解体後，朝鲜的經濟环境每况愈下，最终在20世纪90年代后期出现严重经济危机。加上20世纪90年代起中国与朝鲜雙方关系的不稳定不时逐渐显现，朝中雙方对待此次战争认知方面的分歧在擴大。2000年（正值朝鲜苦难行军刚结束时），一批志愿军老兵參访朝鲜，回来后表示看到“他们仍然在水深火热中，很痛心。”曾经参加过朝鲜战争，经历过第五次战役的志愿军老兵、军事史作家刘家驹在结合自身经历和研究后认为朝鲜战争是“在斯大林的指导下，毛泽东的参与下，满足金日成吞并韩国的野心发动的战争”，是“一场为了金日成‘火中取栗’的‘侵略战争’”，“我们中国人给他挽救了半壁河山，也留下了祸根。”2017年5月人民日报海外版官方网络媒体侠客岛表示，因为金日成要统一半岛，朝鲜半岛才爆发战争。中国卷入付出几十万生命，引发中美长期对抗，中国承担了朝鲜“任性与妄动”的大部分成本。
由于2018年起中美关系的恶化、萨德系统对中韩关系的造成负面影响持续，中朝关系同期回温，中方對朝鮮戰爭再度回到了反美國介入內政的立場。新华社网站2020年10月刊登的署名文章陈述：“朝鲜战争”和“抗美援朝战争”是两个有联系却有区别的概念；朝鲜战争是世界上对朝鲜半岛上发生的那场国际局部战争的称呼，抗美援朝战争则是中国对自身参加朝鲜战争的定义。对于中国来说，朝鲜战争本不应该打（这却不在中国控制能力之内），抗美援朝战争却不能不打；根据战争爆发前和战时苏、中、朝三方往来电报和一些内部文件，“深刻地说明了新中国入朝参战是反侵略和保家卫国的正义一方”（此與朝開戰無關，中國是指越過38線一事）。
2020年10月22日，中國人民銀行發行中国人民志愿军抗美援朝出国作战70周年金银纪念币1套，其中金质纪念币1枚，银质纪念币1枚。同日，中共中央、国务院、中央军委向仍健在的中國人民志願軍老兵颁发“中国人民志愿军抗美援朝出国作战70周年”纪念章。10月23日，纪念中国人民志愿军抗美援朝出国作战70周年大会在北京舉行，時任中共中央總書記習近平出席并发表讲话，表示「抗美援朝战争」是为了抵抗「帝国主义侵略扩张」。中国共青团和中華人民共和國外交部發言人汪文斌也表示朝鲜战争是内战，是因为“美国的介入”而演变成国际战争。

### 中華民國
在韓戰爆發之初，中華民國總統蔣中正曾於6月29日致電給麥克阿瑟，表示願意出兵三萬三千人和三十架戰鬥機支援，但受到麥克阿瑟的拒絕，時任中央日報董事長董顯光表示麥克阿瑟也曾有意接受提議，但是因為英國及大英國協軍隊不願與中華民國國軍合作而被參謀部拒絕（英國已於更早之前承認中華人民共和國政府），而在《麥帥回憶錄》和《藍欽使華回憶錄》裡則透露，麥克阿瑟於7月31日曾訪台兩天，並且發現中華民國軍隊多素質不高：陸軍平均年齡超過四十歲、多用一次大戰時期的武器、且大多是文盲，難以熟悉新裝備的使用；空軍有一半左右的飛機必須待料檢修，油料和彈藥大約也只夠戰時的一兩個星期使用；海軍艦艇有半數失去作用，基隆的碼頭甚至有一艦艇改為「水上招待所」對外營業。認為中華民國政府自顧不暇，遂打消此念頭。
對於當時遷移到台灣的中华民國政府而言，朝鲜战争爆发后，美國總統杜魯門派遣第七艦隊巡邏台灣海峽，以防中国人民解放军渡海進攻台灣，或是中華民國國軍反攻中國大陸，这也致使台海兩岸分治至今。中华人民共和国参战直接导致中華人民共和國與美國關係破裂，此后中华人民共和国被西方世界长期孤立；美國同时認識到當時仍在聯合國並代表「中國」保有安理會席位的中華民國对牵制中华人民共和国的戰略重要性，因此將台灣重新納入防禦體系。日後美國主張協防台灣的《中美共同防禦條約》、《1955年台灣決議案》即是基於韓戰的影響。美國也因此改變對中華民國政府的態度，繼續承認中華民國政府為唯一合法的中國政府以及支持中華民國在聯合國的席位，直到七十年代美国与中华人民共和国关系升温后联合国大会第2758号决议通过、1979年中華人民共和國與美國建交為止。但美國依舊與中華民國維持半官方關係，持續支持中華民國統治台灣至今。
韓戰期間，中華民國總統蔣介石曾多次提議派中華民國國軍前往朝鮮半島參戰，亦曾獲得麥克阿瑟的支持，但遭到聯合國、美國和韓國李承晚反對，然而中華民國仍有進行物資援助，且因韓戰的緣故獲得美援。部分中國人民志願軍的戰俘被遣返台灣，客觀上鼓舞了國軍作戰精神，他們抵達台灣的日期被稱為一二三自由日。
後來韓戰被一些史學家稱為「國民黨的西安事變」，意思是西安事變救了共產黨，韓戰救了國民黨:770:263。

### 日本
日本应美军要求，秘密派遣掃雷艦组成的「日本特別掃海隊」参与了朝鲜战争。
美国為了對抗共產主義的擴張，對日政策轉變為將日本變成美國的強大盟友，促成了日本再武裝化的自衛隊。駐日盟軍總司令减低了財閥解體政策的强度，事实上停止了将日本財閥完全解体的计划。同时，由于美国对日本战争期间的物资供应的依赖，以及抗衡苏联及共产主义运动的需求，战前日本国内各行业的领导者被重新任用。随着逆进程政策的实施，公职追放被废除，很多二战期間的較輕战犯，服刑期縮短或假釋後都相继复出，并重返日本政商各界。而日本与朝鲜战争最明显的关系是战争期间美军在日本大量的物资采购，对日本第二次世界大战战后的经济复苏產生决定性的促進作用，奠定日本之後成為經濟強國的基礎。

### 英國

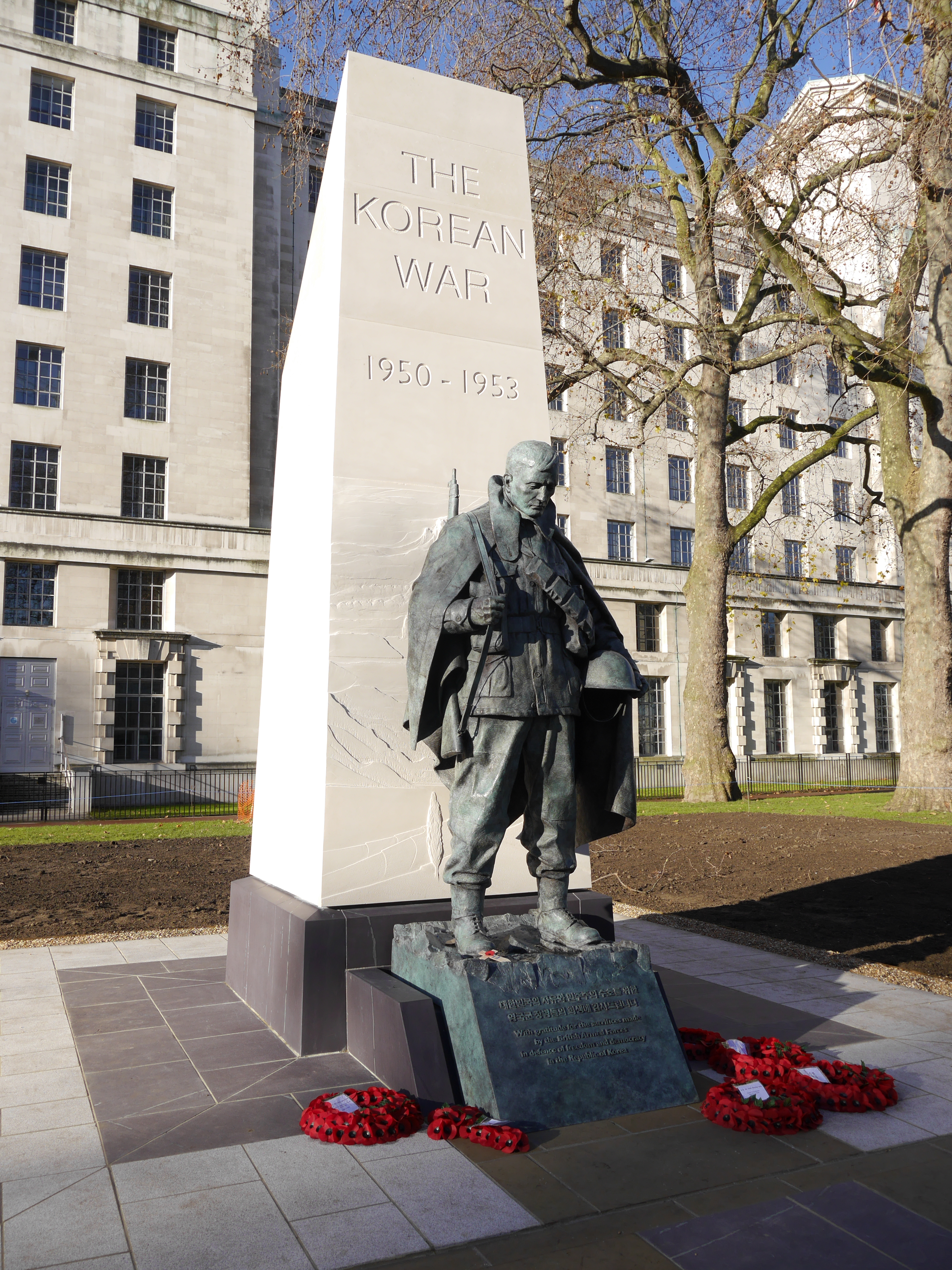
2014年12月揭幕的倫敦韓戰紀念碑

1950年7月，英軍進入朝鮮半島，此後赴朝鮮半島服役的英國軍人共計超過9萬。
10月之後，中國人民志願軍开始介入韓戰，這種政策受到挑戰。對外，倫敦擔憂與中華人民共和國的敵對會危及英國在華利益，甚至使共產陣營對香港等遠東殖民地構成威脅；對內，二戰後元氣大傷的英國因為武裝政策及軍費開銷而使國庫吃緊，衝擊民生及社會福利預算。而在韓國總統李承晚公開指責英國、加拿大、紐西蘭及澳大利亞等英聯邦派兵國「影響麥克阿瑟遭到撤職」，之後英國民眾對李承晚及韓國第一共和政權的腐敗、專制產生極大反感，輿論立場也逐漸轉向反戰。
工黨及艾德禮內閣的韓戰政策失去民心，黨內也因為輿論壓力及預算問題爆發分裂，這些因素使得工黨在1951年的國會大選中落敗。而選前抨擊工黨將英國拖入韓戰泥淖的保守黨，則在的帶領下取得執政權。邱吉爾重新上台後，迅速改變立場，推動停戰政策，使英國得以從朝鮮半島的難題抽身而出，同時在韓戰問題上不再支持美國。
戰後的英國是聯合國軍組成諸國中最後一個於首都立碑紀念者，倫敦韓戰紀念碑在2013年11月奠基，2014年12月3日進行揭幕典禮。

### 土耳其
朝鲜战争促成了土耳其于1952年加入北约并对其之后与韩国的双边外交和贸易关系奠定了基础

### 撤军问题
撤军问题其实从1951年7月双方开始谈判之前就提出。本来中國人民志願軍是想将撤军问题也纳入谈判议程，但是美国方面坚决反对。为了尽快停战，毛泽东经征求斯大林的意见后，同意将撤军问题留待停战实现后再谈判解决，而不将其作为停战的前提条件。但是1953年7月停战后，原定应在三个月内召开的高一级政治会议（解决撤军问题、统一问题、和平协议等重大问题）却未能召开。1954年日内瓦会议上，朝鲜问题也是无果而终。1958年2月20日，中国人民志愿军总部决定于当年年底前分批全部撤出朝鲜。3月15日，撤军开始。10月22日，司令员杨勇、政委王平率领志愿军总部官兵撤军回国。10月26日，志愿军已全部撤离朝鲜。

### 美国对韩国的经济援助
从1945年到1961年间，美国与联合国向韩国提供了31亿美元的经济援助，在为韩国经济提供投资融资，保持国际收支逆差和经济增长方面发挥了非常重要的作用。第二次世界大战后，美国向世界各国提供了大量援助，以重建世界经济和防止共产主义扩张。美国对大韩民国的经济援助，最初是由朝鲜政府成立后不久于1948年12月10日签署的一项条约发起。
朝鲜战争爆发时，聯合國于1950年12月1日成立了一个名为联合国韩国重建局（UNKRA）的新组织，并通过美军采购食品，向韩国平民提供了大量援助。到了1954年，援助金额已达到4.5亿美元。援助的物资和细节各不相同，包括旧衣服、面粉、毯子、床、米、盐、荞麦、卫生盒、橡胶鞋和焦糖。在美国的援助物资中的玉米麵袋，背面都用韩文写着“美国人民捐赠”。这些援助由美国国防部于1953年7月1日至1955年6月30日成立的对外活动办公室（FOA）和1955年下半年接管的国务院国际合作办公室（ICA）监督。从1953年到1961年，该援助总额为17.4亿美元，占所有援助的最大份额。在首尔成立了由韩国和美国政府的一位代表组成的联合经济委员会后，该委员会就整个经济问题与韩国政府进行了磋商，而韩国政府有义务接受委员会的建议。
韩国经济得以在战争结束后很快复苏，主要得益于美国和联合国的免费援助。1953年，经济援助在国民收入中的比例达到10％。在1956年，这一比例上升到最高13％。当时，有90％的投资资金来自外国援助。战后至1960年代，韩国经济实现了4-5％的快速增长，主要是依靠援助力量，而韩国获得的援助比世界上其他国家都多。

## 相关文艺作品
有许多影视作品都以朝鲜战争为题材或与朝鲜战争有关。

### 电影
- 中国电影《上甘岭》1956、《奇袭》1960、《英雄儿女》1964、《奇袭白虎团》（京剧）1974、《北纬38度线》[442][443]2000、《集結號》2007、《我的战争》2016、《金刚川》2020、《長津湖》2021、《水门桥》2022、《志愿军：雄兵出击》2023等；
- 韩国电影《稗牙谷》1955、《一去不回的海兵》1963、《紅巾特攻隊》1964、《平壤爆擊隊》1972、《證言》1974、《南部軍》1990、2004、《欢迎来到东莫村》2005、《向著砲火》2010、《高地战》2011、《国际市场》2014、《西部戰線》2015、《代號：鐵鉻行動》2016、《長沙里之戰：被遺忘的英雄》2019等；
- 朝鲜电影《无名英雄》1978、《月尾岛》1982、《72小时》2024等；
- 美国电影《獨孤里橋之役》1954、《猪排山》1959、《外科醫生》1970等。

### 电视剧
- 中国电视剧《抗美援朝》[443]2000、《三八线》2016、《跨过鸭绿江》2020、《战火熔炉》2020等。
- 韩国电视剧《戰友》2010、《Road No. 1》2010

### 中国大陆的题材限制
值得注意的是，自911事件后，朝鲜战争题材的作品在中国大陆被视为禁区。八一电影制片厂和中国中央电视台在2000年分别拍摄电影《北纬38度线》和电视剧《抗美援朝》，两部作品都未能获准播出。此后，中国大陸影视剧的制作和播出在此题材上形成禁忌。有人认为这是中华人民共和国政府为避免刺激美国而作出的决定。根据前中国中央电视台台长杨伟光透露，电视剧《抗美援朝》未有播出是因为当时恰逢911事件发生。之后有部分解放军将领上书，希望中共中央能允许公映《抗美援朝》，但未获得批准。
直至2016年，电视剧《三八线》打破这种政治禁忌。曾任彭德怀朝鲜语翻译的中国人民解放军上将赵南起推动此剧的播出。同年，中国中央电视台播出的电视剧《彭德怀元帅》亦有赵南起的推动，但仅因涉及朝鲜战争，尚需最高层批准。随着中美贸易战及之后中美之间的一系列摩擦，中国大陸宣传部门对朝鲜战争主题文艺作品的态度愈加开放，2020年有纪念抗美援朝70周年的献礼片电影《金刚川》、40集的电视连续剧《跨过鸭绿江》。

### 绘画
《朝鲜大屠杀》，巴勃罗·毕加索于1951年1月18日创作。

### 史料
- 联合国韩国统一复兴委员会（UNCURK）（1950-1973年）（页面存档备份，存于）的记录，存于联合国档案馆
- FEAF/UN Aircraft Used in Korea and Losses by Type（朝鲜战争中双方损失飞机统计）Archive.today的存檔，存档日期2007-08-18（英文）
- . 中朝網. （原始内容存档于2018-03-31）.，摘自約翰·托蘭著，孟慶龍等譯. . 中国社会科学出版社. 1993.，原作John Toland; Carolyn Blakemore. . HarperCollins. 1993-06-29. ISBN 978-0-688-12579-0.
- A Historic Memo: Harry Truman Salutes Dean Acheson's Crucial Role in Going to War With Korea （页面存档备份，存于），沙佩尔手稿基金会（Shapell Manuscript Foundation）
- North Korea International Documentation Project（页面存档备份，存于）
- 大峡谷州立大学退伍军人历史项目数字收藏（英文）
- 被遗忘的战争，铭记在心（The Forgotten War, Remembered）（页面存档备份，存于） – 四名老兵的回忆，出自《纽约时报》
- 关于朝鲜战争的书籍和研究资料的收藏（页面存档备份，存于），美国陆军军事历史中心的一个在线收藏品
- Korean War, US Army Signal Corps Photograph Collection，美国陆军遗产和教育中心，位于宾夕法尼亚州卡莱尔
- The Korean War at History.com（页面存档备份，存于）（英文）
- Koreanwar-educator.org（页面存档备份，存于）（英文）
- 短片 Film No. 927 可在互联网档案馆自由下载

### 媒体
- 西点军校的朝鲜战争地图集（页面存档备份，存于）
- 美军朝鲜媒体中心官方朝鲜战争在线图片档案（页面存档备份，存于）
- 美国国会图书馆和国家档案馆提供的朝鲜战争珍稀图片（页面存档备份，存于）
- Land of the Morning Calm Canadians in Korea –包括老兵访谈的多媒体项目
- Pathé（页面存档备份，存于），在线新闻片档案，介绍有关战争的影片
- CBC Digital Archives – Forgotten Heroes: Canada and the Korean War

### 组织
- 美国韩国国防退伍军人（Korea Defense Veterans of America）（英文）
- 朝鲜战争前战俘协会（页面存档备份，存于）（英文）
- 朝鲜战争老兵协会（页面存档备份，存于）（英文）
- 朝鲜战争研究中心（英文）
- YouTube上的The Land of the Morning Calm– Canadians in Korea 1950-1953（英文）

### 纪念
- 中国抗美援朝纪念馆（页面存档备份，存于）
- 朝鲜儿童战争纪念馆（页面存档备份，存于）（英文）
- 纪念“抗美援朝”50周年（页面存档备份，存于），出自人民网
- 為了和平，為了勝利（页面存档备份，存于），出自中國軍網
- 朝鲜战争60年再回首（页面存档备份，存于），出自鳳凰網
- Chinese 50th Anniversary Korean War Memorial（页面存档备份，存于）（英文）
- 铭记伟大胜利 推进伟大事业——纪念抗美援朝战争胜利70周年 （页面存档备份，存于），出自中國軍網